# 神風特別攻撃隊

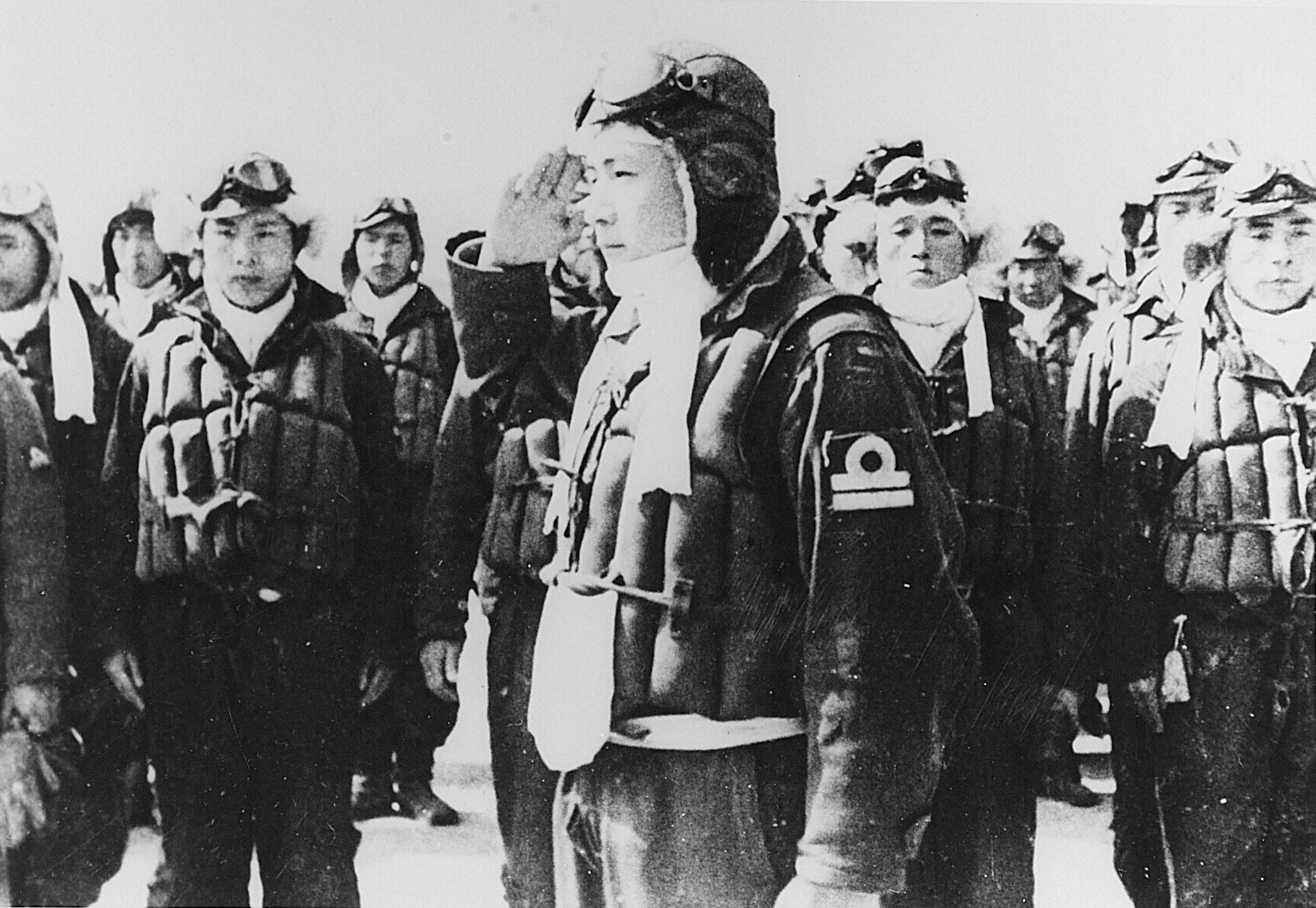
1945年3月21日、戦友の遺骨を抱いて出撃する神風特攻隊神雷部隊三橋謙太郎大尉

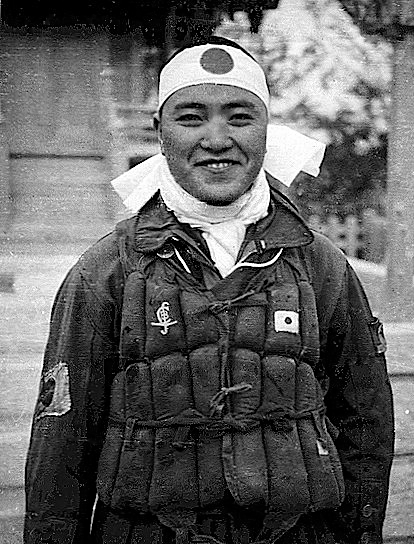
1945年5月11日に空母バンカーヒルに突入した神風特別攻撃隊「第7昭和隊」小川清少尉

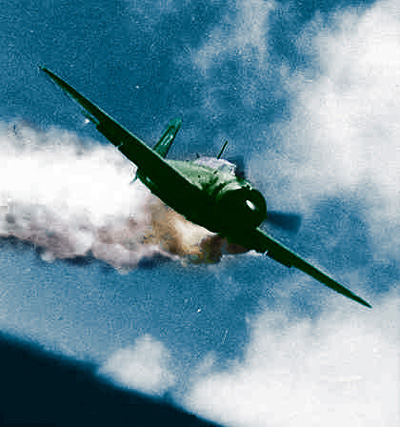
空母「エセックス」に突入を試みる神風特別攻撃隊「香取隊」山口善則一飛曹・酒樹正一飛曹搭乗の彗星艦爆（白黒写真に着色）

神風特別攻撃隊（かみかぜとくべつこうげきたい、しんぷうとくべつこうげきたい、旧字体：神󠄀風特別攻擊隊󠄁）は、第二次大戦で大日本帝国海軍によって編成された爆装航空機による体当たり攻撃部隊（特別攻撃隊）と直接掩護並びに戦果確認に任ずる隊で構成された攻撃隊。攻撃目標は艦船。略称は「神風」「神風特攻隊」。隊名の発案者・猪口力平によれば、「神風」の読みは音読みの「しんぷう」であるが、当時のニュース映画で訓読みの「かみかぜ」と読んだものが上映されたことでこれが定着した。昭和19年（1944年）10月から終戦までの約10か月間に渡って出撃を繰り返した。
日本国内では戦後になって、軍が組織的に兵士（国民）に自爆攻撃を強いたことに対する批判がされてきたが、アメリカ海軍を主力とする連合国海軍に多大な損害を与えたこともあって、米国戦略爆撃調査団から「日本人によって開発された唯一の、もっとも効果的な航空兵器」と評され、アメリカ海軍大学校の教科書では「Kamikazeは人間が操縦する巡航ミサイルであり、精密攻撃の時代の海戦を予兆していた。」とも指摘されている。
本土決戦に備えて白兵戦を想定した民間有志による「神風特攻後続隊」が昭和20年（1945年）に組織されたほか 、陸軍飛行戦隊のと号部隊（万朶隊・振武隊など）を含む特攻全般を「神風」と呼称することもあるが、ここでは制度上の神風特別攻撃隊について述べることとし、陸軍側については別項にて詳説する。

## 制度
捷号作戦時に第4代第一航空艦隊司令長官・中将大西瀧治郎によって定められた神風特別攻撃隊の編成、隊員の扱いは次の通り。
神風特別攻撃隊は爆装体当たり攻撃隊と直接掩護並びに戦果確認に任ずる隊で構成し、一攻撃単位の編成基準は概ね、爆装体当たり攻撃隊を爆戦（爆装戦闘機）、艦爆（艦上爆撃機）、水爆（水上攻撃機）による3 - 4機、掩護ならびに戦果確認部隊は戦闘機、艦偵（艦上偵察機）2 - 3機。隊名は編成時期、ならびに爆装の機種により、第一・第二神風特別攻撃隊と呼称し、さらに各攻撃単位に対し、特別隊名を付与する。隊名は第一聯合基地航空部隊指揮官が命名する。隊員の官職氏名は事前に発表せず、任務を完遂したもののみ事後に発表する。一攻撃単位の全機が未帰還で不明の場合で完遂したと推定されるもの、直掩隊で任務中自爆したと推定される者は完遂した者と同じ取り扱いとする。正式発表（報告）は各司令官、司令の報告に基づき、認定の上、第一聯合基地航空部隊司令部において行う。
神風特攻隊の当初の目標は、敵空母の使用不能であり、最初の出撃となったフィリピンの戦いでは、そのように動いたが、フィリピンの戦いはそのまま長期化したため（「フィリピンの戦い (1944-1945年)」参照）、目標を敵主要艦船に広げ、1945年1月下旬には全ての敵艦船が目標になった。
最初の神風特攻隊を編成した1944年10月20日、零戦を改修したものを利用した。もともと零戦は反跳爆撃の訓練に使用されていたため、250キロ爆弾を搭載することができたので、特攻用への改修は、爆弾発火装置を作動状態にするために風車翼螺止ピアノ線を操縦者が機上から外せるようにするだけでよく、それは体当たり直前に操縦者が抜ける簡単な装置であった。その後、500キロ爆弾が使用されることになり、艦爆その他も特攻に使われるが、航空機に特別な工作を必要とするものではなかった。

## 読み方
当時、日本公式には「神風」を「かみかぜ」と読むのが一般的だったが、猪口力平自身は「人間が『かみかぜ』じゃおかしいから『しんぷう』と読むんだ」と、ずっと『しんぷう』と読んでいた。彼の影響で、フィリピン現地の日本部隊はずっと「しんぷう」と読んでいたが、日本同盟通信の小野田政記者は「かみかぜ」という読みで日本内地の新聞に寄稿していた。

## 歴史

### 特別攻撃の発想

大西瀧治郎

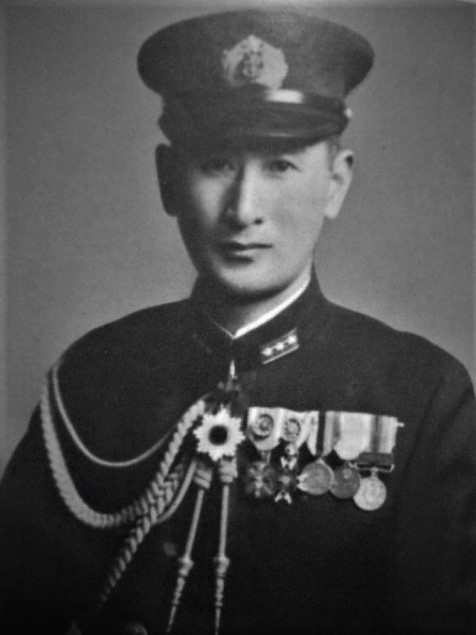
城英一郎

大西瀧治郎が創設した神風特別攻撃隊は城英一郎の研究を着想にしている。霞ヶ浦海軍航空隊で山本五十六・大西・城は親密な関係にあった。また、城英一郎は1926年（大正15年）8月20日に結婚しており、これにより山本栄少佐（山本も同時期に霞ヶ浦海軍航空隊所属）の義弟となった。山本栄は最初の神風特別攻撃隊が編成された第二〇一海軍航空隊（201空）司令である。
1931年（昭和6年）12月1日、城英一郎少佐は海軍大学校卒業時の作業答案を海軍航空本部技術部長・少将山本五十六（のちの連合艦隊司令長官・大将）に提示、将来の航空機について山本の意見を聞く。この時に2人は「最後の手は、肉弾体当たり、操縦者のみにて爆弾搭載射出」として航空機の体当たり戦術を検討した。1934年（昭和9年）、第二次ロンドン海軍軍縮会議予備交渉に参加した山本は新聞記者に対し「僕が海軍にいる間は、飛行機の体当たり戦術を断行する」「艦長が艦と運命を共にするなら、飛行機も同じだ」と語った。
1941年（昭和16年）12月、大東亜戦争が勃発。1943年（昭和18年）2月中旬頃、日本軍はB-29型超重爆の開発情報を掴み、春頃に「B-29対策委員会」を設置した。4月17日、東條英機陸軍大臣は局長会議で敵超重爆や防空の心構えについて語った際「一機対一機の体当たりで行く」「海軍ではすでに空母に対し体当たりでゆくよう研究訓練している」と述べ、特攻精神を強調している。
1943年4月18日、山本五十六大将（連合艦隊司令長官）が戦死した。同年6月5日、城英一郎大佐（昭和天皇侍従武官）は、特別縁故者として山本の葬儀に参列。かつて山本と「航空機体当たり」を検討したことを回想する。同年6月22日、城は自らを指揮官とする「特殊攻撃隊」の構想をまとめる。投入予定海域はソロモン諸島およびニューギニア方面で、敵大型艦（戦艦、空母）は大破、特設空母（軽空母）や巡洋艦は大破または撃沈、駆逐艦や輸送船は撃沈を期待というものだった。6月29日、城は、特殊航空隊の構想を海軍航空本部総務部長の大西瀧治郎中将に説明した。数回の意見具申に対し大西は「（意見は）了解したがまだその時期ではない」と返答し、全幅の賛同を示さなかった。ニュージョージア島の戦い勃発により戦局が悪化する中、城は「特殊航空隊の緊急必要」を痛感する。「上司としても計画的に実行するには相当の考慮が必要である。自身としては黙認が得られて、航空機と操縦者が得られれば実行可能であり、転出して実行の機会を待つ」の心境であり、その後も個人的に特攻隊について研究し、海軍航空本部の高橋千隼課長らにも相談していた。
1944年（昭和19年）6月下旬、日本海軍はマリアナ沖海戦に大敗（城も「千代田」艦長として参加）。城は大西に対して再び特攻隊の編成を電報で意見具申している。また第一機動艦隊司令長官小沢治三郎中将、連合艦隊司令長官豊田副武大将、軍令部総長及川古志郎大将にも「体当たり攻撃以外に戦勢回復の手段はない」との見解を上申した。
マリアナ沖海戦後、岡村基春大佐も大西へ対して特攻機の開発、および特攻隊編成の要望があった。さらに、第二五二海軍航空隊（252空）司令舟木忠夫大佐も「体当たり攻撃（特攻）以外、空母への有効な攻撃は無い」と大西に訴え、大西自身もこの頃には「何とか意義のある戦いをさせてやりたいが、それには体当たりしか無い。もう体当たりでなければいけない」と周囲に語っていた。既にこの頃、日本海軍の中央で特攻兵器の研究は進められていたが、これは神風特攻隊とは関係ない別物だった。
中央で着々と航空特攻開始に向けての機運が高まる中、前線では未だ通常の航空作戦によるアメリカ軍艦隊の迎撃策の準備が進められていた。次にアメリカ軍の侵攻が予想されるフィリピンに配置されていた201空では、零式艦上戦闘機を爆戦として運用し、急降下爆撃でアメリカ軍艦隊を攻撃しようと計画しており、副長玉井浅一中佐のもとで連日猛訓練を行っていた。しかし、戦闘機搭乗員には急降下爆撃は難易度が高く、より容易な反跳爆撃に攻撃方法を変更してその訓練を行うこととしている。

### ダバオ誤報事件
1944年9月に入ると、フィリピンミンダナオ島の第一航空艦隊（一航艦）司令部があるダバオは連日のようにアメリカ軍の空襲を受けるようになり、日本軍はミンダナオ島にアメリカ軍が上陸してくる可能性が大きいとして警戒を強めていたが、9月10日の午前4時に第32特別根拠地隊サランガニ見張所が「湾口に敵上陸用舟艇が見える」との報告を行った。一航艦司令部は夜明けを待って偵察機で情報を確認することとしたが、夜明を待たずに敵発見の第一報をした第32特別根拠地隊が「いま、根拠地隊では『総員戦闘用意』の号令がかかったところ」「敵戦車15,000mまで接近」などと具体的な続報を送ってきて、最後には「敵は上陸を開始しました。根拠地隊司令部はミンタル（陸軍の師団司令部所在地）に出かけます」という報告があったことから、一航艦司令の寺岡謹平中将は、航空機をセブ島に退避させ、司令部はバレンシアに後退することと決めた。しかし敵上陸に確信が持てなかった主席参謀の猪口力平は、小田原俊彦参謀長と松浦参謀にダバオ第1飛行場に残った零戦で湾内を偵察するように依頼した。10日夕方になって、両参謀と自己判断で偵察飛行した第201海軍航空隊副長玉井浅一中佐によって敵上陸はまったくの誤報であることが判明し、猪口は「敵上陸の報告は全部取り消し」と慌てて全部隊に打電している。この事件はのちに海軍最大の不祥事の一つとして、「ダバオ誤報事件」（または平家の大軍が、水鳥が立てた羽音を源氏の襲来と誤認して逃げ散った「富士川の戦い」の故事にちなんで「ダバオ水鳥事件」とも）と呼ばれることになった 。この誤報によりセブ島に集中していた航空機のうち、ダバオへの帰還が遅れた約100機が9月12日にアメリカ軍の空襲を受けて、地上で80機を撃破されるという大失態を演じているが、このうち50機が主力戦闘機の零戦であり、一航艦はアメリカ軍上陸前に戦力をすり潰してしまった 。
「ダバオ誤報事件」で戦力を消耗した201空ではあったが、9月22日、その報復としてこれまで爆戦隊の訓練を取り仕切ってきた戦闘301飛行隊長鈴木宇三郎海軍大尉が指揮官となり、爆戦の零戦十数機を率いて出撃しアメリカ軍機動部隊への攻撃を行っている。その後の9月25日、爆戦隊の指揮と訓練指導を期待されて艦上爆撃機の搭乗員で訓練教官でもあった関行男大尉が、戦闘301飛行隊の分隊長として着任し、のちに台湾沖航空戦で鈴木が戦死したため、その後任として戦闘301飛行隊長に昇進している。

### 大西中将が第一航空艦隊司令長官着任
1944年（昭和19年）10月5日、ダバオでの失態もあって寺岡が更迭され、大西が第一航空艦隊司令長官に内定すると、軍需局を去る際に局員だった杉山利一に対して「向こう（第一航空艦隊）に行ったら、必ず（特攻を）やるからお前らも後から来い」と声をかけた。これを聞いた杉山は、大西自らが真っ先に体当たり特攻を決行するだろうと直感したという。大西は出発前、海軍省で海軍大臣米内光政大将に「フィリピンを最後にする」と特攻を行う決意を伝えて承認を得ていた。また、及川古志郎軍令部総長に対しても決意を語ったが、及川は「決して（特攻の）命令はしないように。（戦死者の）処遇に関しては考慮します」「（特攻の）指示はしないが、現地の自発的実施には反対しない」と承認した。それに対して大西は「中央からは何も指示をしないように」と希望した。大西は、軍令部航空部員源田実中佐に戦力を持って行きたいと相談するが、源田は現在それが無いことを告げ、その代わりとして零戦150機を準備すると約束した。その際にも、大西は場合によっては特攻を行うという決意を話した。

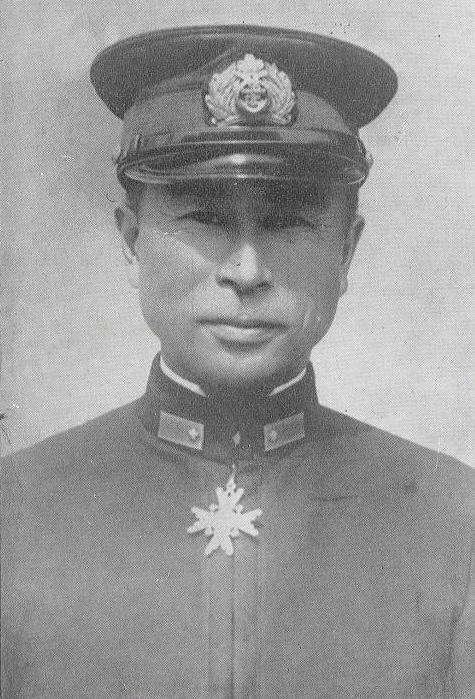
台湾沖航空戦で自ら特攻出撃して戦死した有馬正文中将

同年10月9日、大西はフィリピンに向けて出発したが、台湾沖航空戦が開始されており、途中で台湾に立ち寄って新竹で航空戦の様子を見学した。日本軍の苦戦ぶりを見て愕然とし、多田武雄中将に対して「これでは体当たり以外無い」と話している。大西は台湾入りしていた連合艦隊司令長官豊田副武大将とも面会し「大戦初期のような練度の高い者ならよいが、中には単独飛行がよっとこせという搭乗員が沢山ある、こういう者が雷撃爆撃をやっても、被害に見合う戦果を期待できない。どうしても体当たり以外に方法はないと思う。しかし、命令では無くそういった空気にならなければ（特攻は）実行できない」と語っている。台湾沖航空戦ではアメリカ軍空母にほとんど損害を与えていなかったのにもかかわらず、大本営は戦果誤認で大戦果を報じ、軍令部はフィリピンの一航艦にも追撃を命じた。第26航空戦隊司令の有馬正文中将は、常々「司令官以下全員が体当たりでいかねば駄目である」「戦争は老人から死ぬべきだ」と言っていたが、出撃命令が下ると、従軍記者に対して「日本海軍航空隊の攻撃精神がいかに強烈であっても、もはや通常の手段で勝利を収めるのは不可能である。特攻を採用するのはパイロットたちの士気が高い今である」と述べて、1944年10月15日、参謀や副官が止めるのも聞かず有馬は自ら一式陸攻に搭乗した。有馬は出撃時に軍服から少将の襟章を取り外し、双眼鏡に刻印されていた司令官という文字も削り取っており、最初から帰還するつもりはなかった。有馬が搭乗した一式陸攻はアメリカ軍機動部隊の150km前方で艦載戦闘機の迎撃によって撃墜され、有馬は敵艦隊に達することなく戦死した。しかし有馬の特攻出撃を知った大西はより航空特攻開始への意を強くし、フィリピンで作戦中の陸軍第二飛行師団参謀の野々垣四郎中佐によれば「これは大きなショックを感じ、その後の特攻へ踏み切る動機となった」と、陸軍の航空特攻開始にも影響を与えている。
大西はフィリピンに到着すると、前任者の寺岡に「基地航空部隊は、当面の任務は敵空母の飛行甲板の撃破として、発着艦能力を奪って水上部隊を突入させる。普通の戦法では間に合わない。心を鬼にする必要がある。必死志願者はあらかじめ姓名を大本営に報告し、心構えを厳粛にして落ち着かせる必要がある。司令を介さず若鷲に呼び掛けるか…。いや、司令を通じた方が後々のためによかろう。まず、戦闘機隊勇士で編成すれば他の隊も自然に続くだろう。水上部隊もその気持ちになるだろう。海軍全体がこの意気で行けば陸軍も続いてくるだろう」と語り、必死必中の体当たり戦法しか国を救う方法はないと結論して、寺岡から同意を得て一任された。
寺岡から同意を得た大西は、フィリピンで第一航空艦隊参謀長小田原俊彦少将を初めとする幕僚に、特攻を行う理由を「軍需局の要職にいたため最も日本の戦力を知っており、重油・ガソリンは半年も持たず全ての機能が停止する。もう戦争を終わらせるべきである。講和を結ばなければならないが、戦況も悪く資材もない現状一刻も早くしなければならないため、一撃レイテで反撃し、7:3の条件で講和を結んで満州事変の頃まで大日本帝国を巻き戻す。フィリピンを最後の戦場とする。特攻を行えば天皇陛下も戦争を止めろと仰るだろう。この犠牲の歴史が日本を再興するだろう」と説明した。

### 航空機による体当たり攻撃開始決定

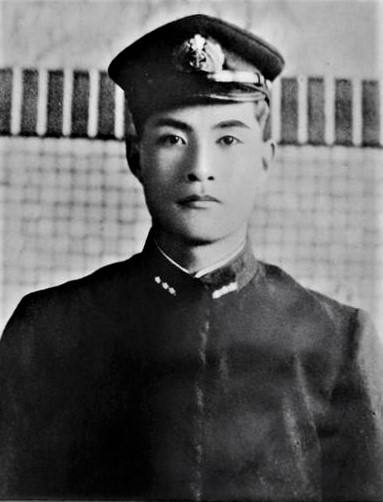
関行男大尉（戦死後、中佐へ2階級特進）

同年10月19日、大西はマニラ艦隊司令部にクラーク空軍基地の第七六一海軍航空隊（761空）司令前田孝成大佐、飛行長庄司八郎少佐と、マバラカット基地の201空司令山本栄中佐、飛行長中島正少佐を呼び出し、司令部内にて特攻の相談を行おうとしたが、前田・庄司は司令部に到着して相談できたものの、山本・中島は、午後の攻撃隊の出撃を見送ったのちに、車でマニラを目指したため到着が遅れ、大西は何かあったと心配して自らマバラカットに出向くことにし、すれ違いとなった。すれ違いとなった山本は、マニラ東部のニコルス基地に出向き、中島の操縦する零戦の胴体に乗り込んでマバラカット基地を目指したものの、中島が操縦する零戦は発動機が故障し、水田の中に不時着してしまった。2人は通りかかった陸軍のトラックに救助されたが、中島は顔面に軽傷を負っただけで済んだものの、山本は左足を骨折していた。山本は再びマニラの司令部に戻ると、軍医の応急手当を受けながらすぐに小田原俊彦参謀長に電話をし、小田原から今日の大西の要件が特攻開始の打診で会ったことを聞くと、「当隊は長官のご意見とまったく同一であるから、マバラカットに残っている（玉井浅一）副長とよくお打ち合わせくださるよう」と大西に伝えてもらうよう依頼している。
1944年（昭和19年）10月19日夕刻、マバラカット飛行場第201海軍航空隊本部で大西、201空副長玉井浅一中佐、一航艦首席参謀猪口、26航空戦隊参謀兼一航艦参謀吉岡忠一中佐が集合し、特攻隊編成に関する会議を開いた。大西は「空母を一週間くらい使用不能にし、捷一号作戦を成功させるため、零戦に250kg爆弾を抱かせて体当りをやるほかに確実な攻撃法は無いと思うがどうだろう」と提案した。一同は、爆弾の効果としては、飛行機と一緒に突っ込ませるよりも、高い高度から投下した方が破壊力は大きいという理解であったが、もはや通常の爆撃法には期待はもてないのであれば、威力は多少減殺しても確実に命中できる方法（体当り）をとるべきという認識は共有できたものの、すぐに結論をだすことはできなかった。これに対して玉井はまず吉岡に、「零戦に250キロ爆弾を積んで体当りをやってどのくらい効果があるものだろうか？」と尋ねたところ、吉岡は、「空母の飛行甲板を破壊し発着艦を阻止すること位は出来ると思います」と答えている。その答えを聞いた玉井は、司令の山本が不在だったために「ご主旨はよくわかりましたが、201空から特攻隊の搭乗員を出すということになると、司令や飛行長の意向も計らねばなりません」と返答したが、大西は押し通すように「司令たちはマニラに呼んだが、一向に着かない。今は副長の意向を司令の意向と考えたいがどうか」と特攻を決行するかは玉井に一任した。玉井は時間をもらい、飛行隊長指宿正信大尉・横山岳夫大尉と相談した結果、体当たり攻撃を決意して大西にその旨を伝えたが、その際に特攻隊の編成は航空隊側に一任して欲しいと大西に要望し、大西はそれを許可した。
「指揮官の選定は海軍兵学校出身者を」という猪口の意向を受け、玉井は戦闘第301飛行隊長の関行男を指名した。玉井が関を思いついた理由としては、戦闘の合間を見ては、再三再四にわたって熱心に戦局に対する所見を申し出て出撃への参加を志願し、玉井の脳裏に「この先生なかなか話せる男だ」という強い印象が残っていたからとされているが、猪口も兵学校教官時代から関のことを、テニス好きのスマートな男だが、気は強い男と熟知しており、異存はなかった。猪口の賛同を得た玉井は、就寝中の関を起こしに従兵を関の私室に行かせた。関はこのとき熱帯性下痢を患い軍医の指示で絶食し静養中であったが、やがてカーキ色の第三種軍装を身に着けて玉井に部屋を訪れた。玉井は関に椅子をすすめ、腰かけた関の肩を抱くようにして「今日大西長官が201空に来られ、捷一号作戦を成功させる為、空母の飛行甲板に体当たりをかけたいという意向を示された。そこで君にその特攻隊長をやってもらいたいんだがどうかね」と告げた。猪口によれば、関は指名された際にその場で熟考の後「ぜひやらせて下さい」と即答したという。熟考の時間はわずか数秒という証言もあるが、即答はできずに、「一晩考えさせて下さい」とためらったが、玉井がさらに「どうだろう、君が征ってくれるか」と念を押したため、結論を先延ばしすることはできないと決断し、「承知しました」とたった一言で返答したとする証言もある。その際、玉井はほっとし、「頼む、最初は海兵出身が指揮をとるべきだと思う。貴様が一番最初に行ってくれると大助かりだ。全軍の士気の問題だ」と関に感謝の言葉を述べたという。戦後に玉井が関の慰霊祭に参席した際に、関が「一晩考えさせて下さい」と即答を避けたのち、翌朝になって「引き受けます」と承諾したなどと友人に話しているが、これは、関が了承したあとの経緯から見ても時系列的に矛盾することが多く、玉井の記憶違いである。関が了承した後、玉井と関は士官室兼食堂に移動したが、そこに大西と猪口と大西の副官の門司親徳中尉も合流した。猪口は関に「関大尉はまだチョンガー（独身）だっけ」と語りかけたが、関は「いや」と言葉少なに答え、猪口は「そうか、チョンガーじゃなかったか」と言った。その後関は「ちょっと失礼します」と一同に背を向けて薄暗いカンテラの下で新婚の妻満里子と父母に対する遺書を書き始めた。
その後、特攻隊の編成を一任された玉井は、自分が育成した甲飛（甲種海軍飛行予科練習生）10期生を中心に33名を集めて「大西長官より次なる作戦実施方法が指令された。それは特攻作戦である。今この基地にある零戦に250キロ爆弾を抱かせ敵空母に体当りする事である」「これは絶対に生還することの出来ない無常なものであるが、これは絶対にやらなければならない事である。ただしながらこの作戦行動と戦果のすべてが日本の歴史に燦然と輝き残るのである」「私はこの輝かしい歴史の1頁を甲十期搭乗員のお前らに飾らせてやりたいと思ったからだ」「お前たちは誰より可愛い。だから一番可愛いお前たちを日本の歴史に其の名を載せて、悠久の神として祭ってやりたいのだ。この気持ちをわかって欲しい。ただし、これは命令ではない。あくまでもお前たちの志願である」と特攻への志願を募った。玉井から集合を命じられたのは、日頃の労をねぎらって豪華な食事をごちそうしてもらえるぐらいに考えていた搭乗員たちは、突然の特攻志願の募集に一瞬大きなショックを受け、「毎日決死の思いで戦っているこの状況ですら、もはや間に合わない状況なのか？」と一同はしばし沈黙を続けて、部屋は重苦しい空気に包まれた。そこで、副長が「この国難を救う為に率先志願したい者は挙手してほしい」と再度志願を募った。
この後は関係者によって記憶が異なっており、玉井は戦後の回想で、大西の特攻に対する決意と必要性を説明した後に志願を募ると、皆が喜びの感激に目をキラキラさせて全員が挙手して志願したと話している。志願した山桜隊・高橋保男によれば「もろ手を挙げて（特攻に）志願した。意気高揚」、同じく志願者の井上武によれば「中央は特攻に消極的だったため、現場には不平不満があり、やる気が失せていた。現場では体当たり攻撃するくらいじゃないとだめと考えていた。志願は親しんだ上官の玉井だったからこそ抵抗なかった」という。一方で、志願者の中には特攻の話を聞かされて一同が黙り込む中、副長の言葉ののちに、気持ちの整理がついた者からぽつりぽつりと重そうに手が上がったという者や、副長ではなく玉井が再度、「行くのか? 行かんのか?」と一喝したことで、一同の手がすぐに上がったと証言する者や、志願した浜崎勇は「仕方なくしぶしぶ手をあげた」、佐伯美津男は「強制ではないと説明された。零戦を100機近く失った201空の責任上の戦法で後に広がるとは思わなかった」と話している。そうやって募った志願者のなかから、最終的に24名の特攻隊を編成した。

### 神風特別攻撃隊編成

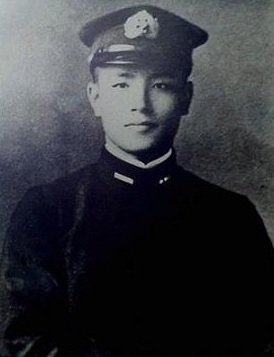
神風特別攻撃隊大和隊指揮官久納好孚中尉

猪口は航空機による体当たり攻撃隊の編成が決定されるとその部隊名について、郷里の古剣術の道場である「神風（しんぷう）流」から名前を取り、「神風隊というのはどうだろう」と提案し、玉井も「神風を起こさなければならない」と同意した。また大西は、各隊に本居宣長の和歌「敷島の 大和心を 人問わば 朝日に匂ふ 山桜花」から敷島隊・大和隊・朝日隊・山桜隊と命名した。しかし大西がフィリピンに出発する前に、軍令部で航空特攻開始について参謀の源田と打ち合わせした際には「神風攻撃隊」との特攻隊全体の名称と、敷島・朝日隊等の部隊名は既に決まっており、その隊名に基づいて大海機密第261917番電も作成されていたため、「神風特別攻撃隊」の実際の命名者は誰であるのか判然としない。
1944年（昭和19年）10月20日朝、マバラカットにいた大西が副官の門司と朝食をとっていると玉井がやってきて「そろいました」と報告してきた。大西らが宿舎の中庭に出ると20数名の搭乗員が整列しており、右の先頭に関が立っていた。整列した特攻隊員の前には木箱が置いてあり、大西は木箱の上に立つと午前10時に特攻隊員に向けて訓示を行った。
訓示の途中、大西の身体は小刻みに震え、顔は蒼白で引きつっていた。同席していた報道班員の日本映画社稲垣浩邦カメラマンも撮影もせずに聞き入っていた。門司も深い感慨を覚えたが涙が出ることはなく、行くとこまで行ったという突き詰めた感じがしたという。そのあと、大西は特攻隊員一人一人と握手すると再び宿舎の士官室に戻って、神風特攻隊編成命令書の起案を副官の門司に命じたが、門司はそんな命令書を作った経験もなく戸惑っていたので、大西と猪口も手伝って起案され、命令書は連合艦隊・軍令部・海軍省など中央各所に発信された。
前日に搭乗した零戦の不時着で大西と会えなかった中島は、20日の夜明けを待って車でマバラカットに到着したが、司令部で特攻発動の命令と関が全特攻隊員の指揮官に任じられたことを知り、さらにセブ島にて特攻隊を編制するよう指示を受けた。そこで中島は、すでに特攻に志願し、さきほど大西の訓示を受けたばかりの大和隊4名を引き連れて、合計8機の零戦に分乗してマバラカットを発ってセブ島に向かった。飛行場に着陸した中島は搭乗員と整備士全員の集合を命じて、必中必殺の体当り部隊「神風特別攻撃隊」が編成され、敷島隊・大和隊・朝日隊・山桜隊と命名され、自分が引き連れてきた4名はその志願者であることを説明し、「私はセブ基地における特攻隊の編成を命じられて来た。志願する搭乗員は等級氏名を書き封筒に入れて密封し先任搭乗員を通じて私の所に届けよ」「家庭の事情によって志願出来ない者もいることと思う。飛行機の数は少ないので、志願できないものは正直に白紙を入れよ。私は誰にもこの内容を公表しない」などと特攻への志願者を募った。
その後、中島はセブ基地の司令部に入ったが、2階の作戦室兼寝室に入るや階段を上ってくる足音が聞こえて、作戦室の扉をノック後に海軍予備学生の久納好孚中尉が入ってきた。久納は中島の顔を見るなり「私が特攻隊から除外されることはないでしょうね？」と中島に尋ねた。中島は久納の物静かであるが心中に烈々たるものを秘めているという性格を知り尽くしており、必ず志願すると思っていたため「君の乗る特攻機は、ちゃんとマバラカットから持ってきてるよ」と答えると、久納はにっこりと笑って敬礼し、作戦室を退出していった。久納は法政大学在学時からピアノの演奏に秀でており、志願ののち、中島と久納は夕食をともにしたが、その際に久納はピアノを演奏している。久納の演奏を聴いていた他の士官たちはあふれる涙をおさえることができなかったという。久納は大学生出身の予備士官で兵学校出身者よりは気さくに下士官や兵士と付き合い、また操縦技術にも優れていたため人望も厚く、久納の志願は下士官以下の特攻隊員の志願を後押しした。
その後も、中島のもとには志願者が次々と訪れた。まずは偵察機隊から特務士官の国原千里少尉が来ると不満そうに「飛行長は、下士官兵に対しては神風特攻の志願を聞かれた。それなのに准士官以上にはなんの話もされない。我々はどうしてくれるのですか」と詰め寄ってきたので、中島は微笑みながら「准士官以上はどうするのかな？」と尋ねると、国原は「ひとり残らず熱望です」と答えたので、中島は「それだから何も聞かないのではないか」と国原の志願を了承すると、国原は「ありがとうございます」と喜んで出て行ったという。しかし、兵学校出身者や予備士官と異なり、兵卒からたたき上げの准士官は同じ士官と言えども年齢が高く、30歳を超えるであろう後ろ姿を見た中島は「妻子がいるのであろうが、残る家族のことをどう考えているのか」と痛ましく感じた。
もっとも決断をためらったのが久納と同じ海軍予備学生の植村真久少尉で、植村は立教大学でサッカー部の主将であったが、学徒動員で海軍予備学生となり、戦闘機搭乗員となっていた。植村は20日の深夜に中島のもとを訪れたが、何も言い出せないまま一旦は帰ってしまった。翌晩も中島の作戦室に上がってきて、中島になんともないことを話しかけるとそのまま作戦室を後にした。さらに、3日連続となる翌晩の深夜にも中島のもとを訪れたので、中島は植村の心中を察して「君は再三やってくるが、特攻を志願にきたのではないか」と切り出すと、植村はすまなそうに「じつはそうなのです」「飛行長の顔を見ると、どうしてもそれが言い出せないのです。ご存じのように、私は他の者よりも操縦技術がまずいものですから」「私は先日も、訓練で大切な飛行機をこわしました」「私は自分が技倆がまずいのをよく知っているのですが、こればっかりはどうしても諦めきれないのです」と話したので、中島は感動のあまり声を失ったが、ようやく立ち上がって植村の肩を叩くと、「心配するな、お前ぐらいの技倆があれば、特攻隊員には十分だ。俺がきっとよい機会をみつけてやる、心配せずに寝ろ」と語りかけた。植村の表情はようやく明るくなって「よろしくお願いします」と部屋を出て行ったが、植村は既に結婚し長女素子も誕生しており、志願後に素子に向けた遺書を書いている。素子は戦後に父親と同じ立教大学に進学し、在学中に靖国神社の拝殿で亡父に向けて日本舞踊を奉納している。
中島の手元には20数通の志願書が先任搭乗員から届けられたが、白紙の志願書は2通のみで、他は全員熱望であった。白紙の2名もいずれも病気で航空機の操縦ができない搭乗員のものであったという。

### 神風特別攻撃隊初出撃

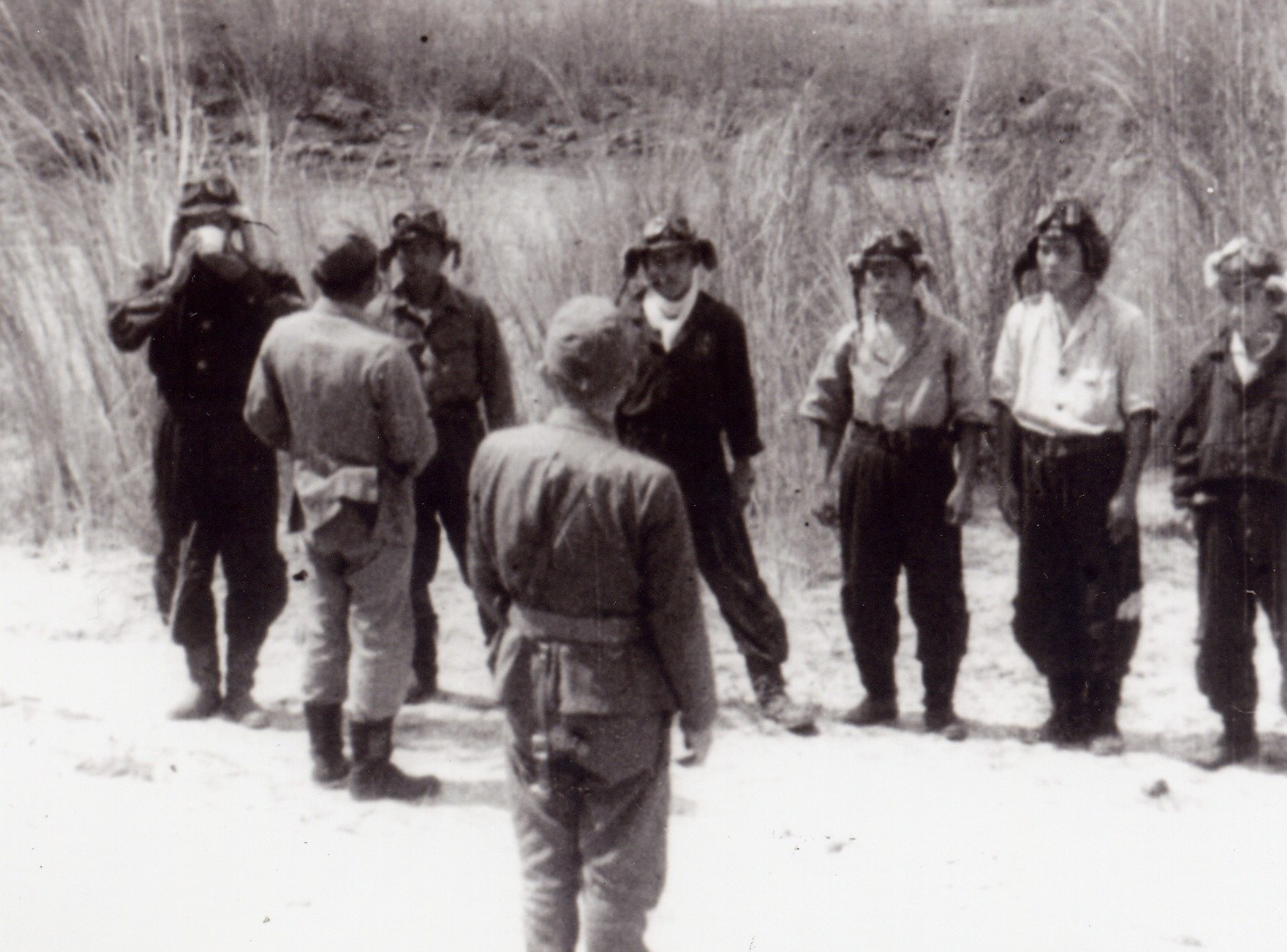
1944年10月21日の、大西と敷島隊の訣別の水盃と報じられた映像の一部。実際は10月20日に大西と特攻隊員が談笑した後に撮影されたものであり服装もバラバラ、敷島隊に加えて大和隊の隊員も入っている

10月20日の15時頃に、敵艦隊をサマール島東方海面に発見したという報告が司令部に寄せられた。午前中に特攻隊員に訓示していた大西はまだマバラカットにおり、猪口は敵の位置を書き込んである海図を持って、バンバン川の河原で関ら特攻隊員と雑談を交わしていた大西に「特別攻撃隊には距離いっぱいのところですが、攻撃をかけましょうか？」と判断をあおいだところ、大西は、「この体当り攻撃は絶対のものだから、到達の勝算のない場合、おれは決して出さない」と答えている。猪口はこの大西の攻撃自重の判断を聞いて、大西が初回の特攻にどれだけ慎重であるか思い知らされたが、これ以降新しい情報もなかったため、大西は一旦マニラに帰還することとした。帰り間際、大西は副官の門司の水筒に目を付けると「副官、水が入っているか」と尋ねたので、門司が水筒を大西に渡すと、大西はまず水筒の蓋で自ら水を飲み、次いで猪口と玉井にも水を飲ませて、その後水筒ごと玉井に手渡し、あとは玉井が並んでいる関大尉以下7名の特攻隊員に水をついでいった。このときの様子をカメラマンの稲垣が撮影しており、のちに内地で、10月21日の関率いる敷島隊の出撃前の様子として日本ニュースで報道されたが、実際にはその前日の出来事で、敷島隊と大和隊両隊の隊員が入っており、敷島隊のなかでも永峯肇と大黒繁男の2名が入っておらず、待機姿勢であるので服装もバラバラで、飛行服を着ているのは関と山下憲行の2名のみ、残りの5名は防暑服を着用している。稲垣は玉井から事前に「重大なことがあるから一緒に来るように」と呼び出されており、撮影に準備をしていたのでこのシーンを撮影できたものであるが、大西は特攻隊員への訓示でも述べた通り、神風特別攻撃隊の国民への周知について強い拘りを持っており、この「決別の水盃」のシーンも敢て大西が意図して撮影させたという意見もある。
この夜に、報道班員の同盟通信記者小野田政は、入院していた201空司令の山本の許可をとって、関を取材すべくマバラカットの基地に向かった。関と小野田はバンバン川の河原の砂利石の上に腰を下ろしたが、関は二人きりになったところを見計らって「報道班員、日本はもうおしまいだよ。ぼくのような優秀なパイロットを殺すなんて。ぼくなら体当りせずとも敵母艦の飛行甲板に50番（500kg爆弾）を命中させる自信がある」、艦上爆撃機出身者らしい関の自信にあふれた言葉ではあったが、関には一度も急降下爆撃の実戦は経験していなかった。関はさらに「ぼくは天皇陛下とか日本帝国のためとかで行くんじゃない。最愛のKA（海軍用語で妻のこと）のために行くんだ。命令とあればやむを得ない。ぼくは彼女を護るために死ぬんだ。最愛の者のために死ぬ。どうだ素晴らしいだろう」と冗談めいた口調で言い切った。201空に着任以来、艦爆出身のよそ者で本心を打ち明ける同僚もなく、隊では孤立ぎみであった関は、同じくよそ者の記者の小野田に一気に心の鬱積を解き放ったかのようであった。さらに関は小野田を前にして、胸ポケットに大事にしまっていた新妻満里子の写真を見せびらかすと、その美しさを褒め、茶目っ気たっぷりに写真にキスしてみせるなど戯けて見せた。最後に関は一緒に出撃する他の特攻隊員らのことを慮って「ぼくは短い人生だったが、とにかく幸福だった。しかし若い搭乗員はエスプレイ（芸者遊び）もしなければ、女も知らないで死んでいく……」と話している。
神風特別攻撃隊の初出撃は10月21日となった。陸軍の一〇〇式司令部偵察機が敵機動部隊発見を知らせてきたため、この日、マバラカットからは敷島隊4機と朝日隊3機と護衛戦闘機隊が出撃することとなった。玉井は昨日大西が残していった副官門司の水筒を取り出すと、昨日と同様に一人一人に別れの水を注ぎ、自ら音頭をとって「海ゆかば」を合唱した。玉井は関らに「攻撃目標の第一は空母、まず大型、中型、小型の順に狙え。ついで戦艦、巡洋艦、駆逐艦の順だ」「突入高度は3,000ｍ、低空で進入し、事前に高度をとり、切り返してつっこめ」と徹底した。関は熱帯性の下痢を患って治療中で絶食しており無精ひげも伸び放題であったが、この日は朝から「今日、ぶつかりにゆくんですよ、顔くらいきれいにして行きたいと思ってね」と軍医の副島泰然大尉にひげそりを依頼し、さっぱりしていた。初めて特攻のことを聞いた副島は、絶食中の関に少しでも力がつくようにと、虎屋の丸筒羊羹を差し入れている。やがて玉井から出撃が下命されると、関は玉井の前に立ち「只今より出発します」と決然と挨拶し、紙に包んだ関以下特攻隊員全員の遺髪を「副長、お願いします」と言って手渡した。午前8時に関率いる敷島隊と朝日隊は、司令部や整備員たちの「帽振れ」に送られて離陸したが、このときの光景を昨日大西と関らの「決別の水杯」のシーンを撮影した稲垣が撮影しており、後日、10月20日の撮影分と合成して一連の出撃シーンとして日本ニュースで放映された。関らは悪天候で敵艦隊を発見することができず全機帰還したが、関は報告の際に玉井の前でうなだれるばかりであった。卑怯者と思われたくないとする関の気持ちの表れであったが、玉井はこれをねぎらって宿舎に帰している。
セブ島にも「敵機動部隊発見」の報告があり、中島は即、大和隊に出撃を命令、整備員からは今までの経験則から40分で出撃準備が完了するとの報告があった。中島はその報告を聞くと出撃する特攻隊員らと航空図を見ながら打ち合わせを行っていたが、この日は整備士が迅速な作業をしたので、わずか10分で出撃準備が完了してしまった。中島は滑走路に爆装した零戦が整列している状況は危険と慌てたが、打ち合わせや注意事項の言い渡しが終わっていなかったので、端折ってこれを完了させ、いざ出撃と特攻隊員が機体に乗り込もうとした矢先、アメリカ軍の艦載機が来襲してきた。201空は先日も「ダバオ誤報事件」のさいに同じセブ島で地上で多数の零戦を撃破されるという失態を演じていたが、約1か月後も同様の失敗をして、地上に並べていた6機の零戦が撃破された。幸いにも搭載していた爆弾が誘爆することはなく、特攻隊員に死傷者が出なかったので、中島はただちに予備機による出撃を命じ、2機の爆装零戦と1機の護衛が準備された。爆装零戦に搭乗するのは久納と大坪一男一飛曹と決まった。久納は中島に「私は戦果を新聞やラジオで発表してもらうのが目当てで突入するのではありません。日本軍人として、天皇の為、国家の為、この身体がお役に立てば本望であります」「いまは飛行機が足らないときです。わざわざ直援機をつけるのはもったいない話です。どうか特攻機だけでやらせて下さい」と直談判した。中島が護衛戦闘機は新聞やラジオが目的ではなく、作戦資料として実態を把握したいだけと説くと、次に久納は機体が軽くなって航続距離が伸びるからと機銃を外してほしいと申し出し、それに中島が突入するまでは敵戦闘機に発見されたら空戦で切り抜けねばならないから機銃は外せないと説くなど、出撃直前まで押し問答をしている。出撃の時間となると久納は諦めて「敵の空母が見つからぬときは、私はレイテ湾に突入します。レイテに行けば獲物に困ることはないでしょう」と言い残し、16時25分に2機編隊で1機の護衛機を連れて出撃した。
途中で攻撃隊は天候に阻まれて、特攻の大坪機と護衛機はセブ島に帰還したが、隊長の久納は帰還せず行方不明となった。突入との打電もなかったが、出撃前に中島にレイテに向かうと誓っていたので、そのままレイテ湾に向かったと見なし、中島は「本人の特攻に対する熱意と性情より判断し、不良なる天候を冒し克く敵を求め体当り攻撃を決行せるものと推定」と報告した。この久納の未帰還をもって「特攻第1号」は関ではなく、久納好孚を未確認ながら第一号とする主張も戦後現れた。第一航空艦隊航空参謀・吉岡忠一中佐によれば「久納の出撃は天候が悪く到達できず、山か海に落ちたと想像するしかなかった」「編成の際に指揮官として関を指名した時から関が1号で、順番がどうであれそれに変わりはないと見るべき」という。軍令部部員・奥宮正武によれば、久納未帰還の発表が遅れたのは、生きていた場合のことを考えた連合艦隊航空参謀・淵田美津雄大佐の慎重な処置ではないかという。また、久納が予備学生であったことから予備学生軽視、海兵学校重視の処置とではないかとする意見に対し「当時は目標が空母で、帰還機もあり、空母も見ていない、米側も被害がないので1号とは言えなかった。10月27日に目標が拡大したことで長官が加えた」と話している。この日の連合軍の損害はオーストラリア海軍の重巡洋艦「オーストラリア」が特攻により損傷し、「オーストラリア」はこの特攻でエミール・デシャニュー艦長とジョン・レイメント副官を含む30名が戦死、ジョン・オーガスティン・コリンズ司令官を含む34名が負傷するなど大きな損害を受けたが、これを久納の戦果という意見もある。しかし、「オーストラリア」が特攻を受けたのは早朝6：05とされており、久納の出撃時間より10時間も前で時間が前後する上、「オーストラリア」に突入したのは、陸軍航空隊第4航空軍隷下の第6飛行団の、特攻隊ではない通常攻撃隊の「九九式襲撃機」が被弾後に体当たりをして挙げた戦果とされている。なお陸軍初の特攻隊となる「万朶隊」と「富嶽隊」はこの時点では未だ内地にいて、フィリピンへ進出準備中であった。

### 第二航空艦隊特攻拒否
10月22日には第二航空艦隊（二航艦）司令長官・福留繁中将が200機の戦力を擁して台湾からフィリピンに進出してきた。大西は当初、中島が「特別攻撃隊は、わずかこの四隊でいいのですか？」と尋ねると、「飛行機が少ないからなぁ、やむをえん」と答えるなど、特攻はこの4隊のみと考えていたが、連合艦隊の総力を結集した艦隊がレイテに接近しているなかで、連日の出撃でなかなか敵と接触できず、編成当初の目的であった「空母を一週間くらい使用不能」が果たせない中、大西も焦っており、二航艦の戦力に自分の望みを託そうと考えて、二航艦でも特攻を採用するように福留を説得したが、福留はこれを断った。福留の回想によれば、二航艦はマニラの一航艦司令部に同居することになったので、寝室も大西と福留は同室となり、大西は寝室においても、海軍兵学校の同期生でもあった福留に「戦局を挽回する望みのあるものは、航空部隊の特攻において他にはない」と熱っぽく説いたが、福留は「第二航空艦隊は編隊攻撃以外訓練していない」と理由でこれを拒絶したとしている。福留が明確ではない理由で特攻開始を断ったのは、「山本長官が生きていたら飛行機の特攻を許したであろうか」という思いからであり、特攻のような「万死」の手段に頼らずとも正攻法でアメリカ軍機動部隊に立ち向えると考えていた。しかし、その福留の自信はのちに打ち砕かれることとなる。
10月23日、朝日隊、山桜隊はマバラカットからダバオに移動した。同日には、セブ島の大和隊が爆装の零戦2機を出撃させて、そのうち佐藤馨上飛曹が未帰還となり、敵艦に突入したものと考えられたが戦果は不明であった。唯一マバラカットに残った敷島隊は23日・24日にも出撃したが悪天候に阻まれて帰投を余儀なくされた。関は帰投のたびに玉井に謝罪し、軍医の副島の回想では、満足に睡眠をとれない状況だったという。関の悲痛な気持ちは大西や山本らの上官もよく理解しており、引き続き「江田島出身者の体当りとして全軍に範を垂れさせたい」という大西の気持ちに変わりはなかった。久納の突入認定の報が入ったときには関は焦りを感じていたが、死にはやって海中に突入して自爆するようなことはしなかった。毎日新聞の報道班員新名丈夫によれば、出撃しても敵を発見できず帰投を繰り返していた関は、ある日、飛行場指揮所のかげに腰を下ろして青い顔で頭を抱えながら「ああ、戦争というのは難しいなあ」とつぶやいていたという。新名は関が故郷に残してきた新妻や母を案じているに違いないと考えて涙したが、のちになって、このときの関は出撃を決意したときから残された家族のことは国に任せて、自分はいかにして小兵力で大敵を屠るか苦心惨憺していたに違いないと思い直している。

### 神風特別攻撃隊初戦果

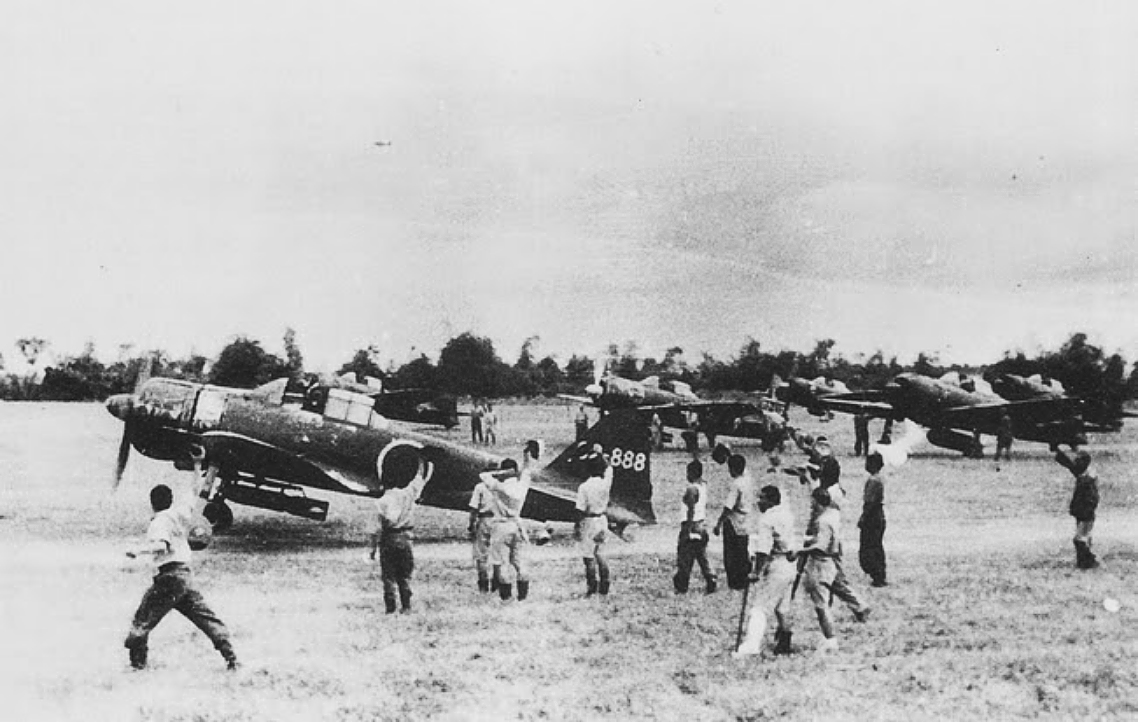
1944年10月25日、5回目の出撃を行う敷島隊

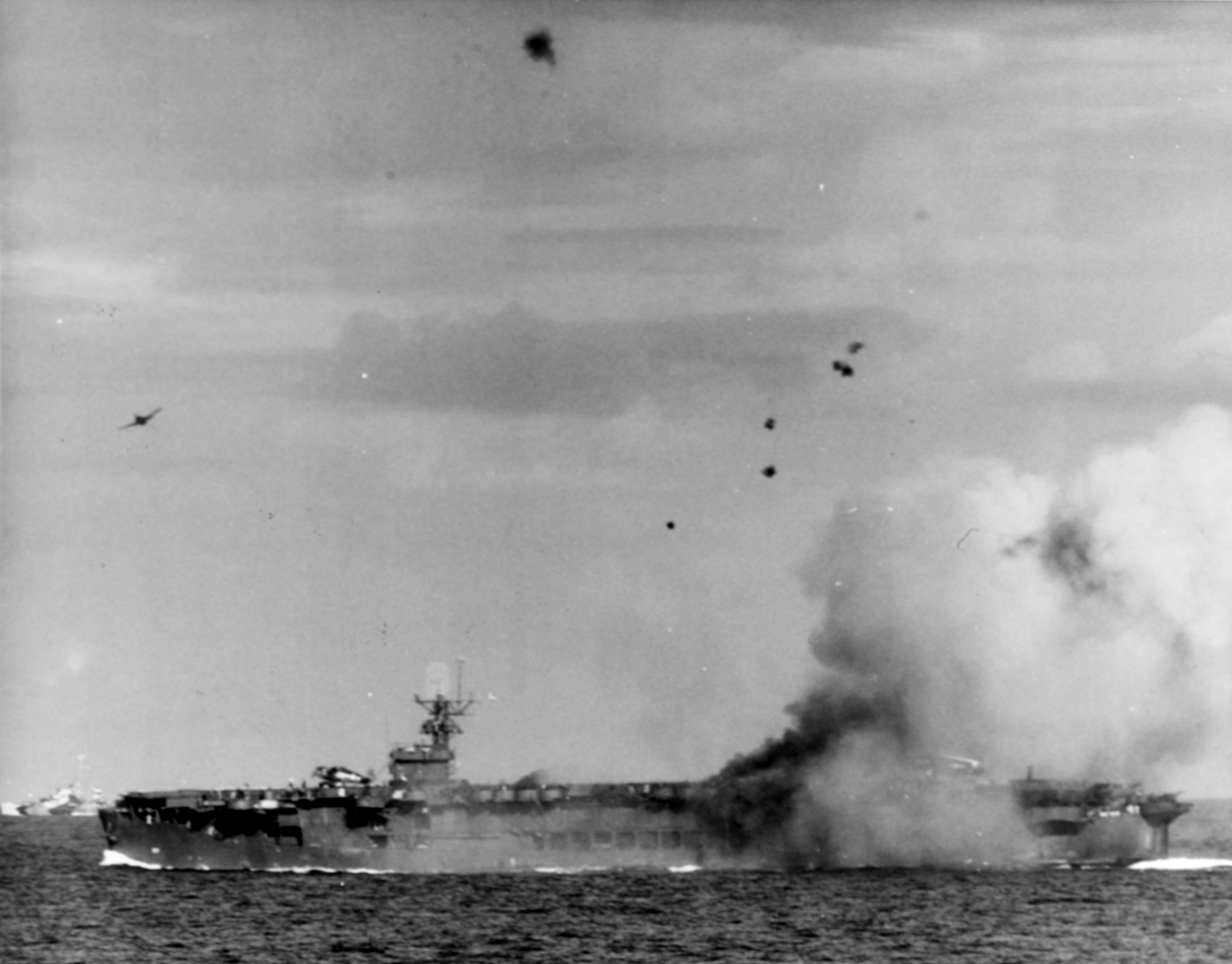
菊水隊、朝日隊、山桜隊のいずれかの機が命中した護衛空母「スワニー」

10月24日に4回目の出撃も失敗に終わった関は司令部に「索敵機の無電を聞いてから出かけても、現地に到着するまでには敵も移動しますし、最悪の場合は雲の中に入ってしまいます。そこで、フィリピン東方海面に進撃したら、索敵しながら南下し、発見次第突入することにしたいと思います」と申し出し了承された。10月25日、午前7時25分、関率いる5機の敷島隊はマバラカット基地から出撃した。離陸する関は体調不良で衰弱してはいたが、この日はひとしお異様な厳しさが見えると見送った玉井や指宿は感じていたという。関が出撃した時点で、今まで敵艦載機の空襲で苦闘してきた第一遊撃部隊第一部隊（指揮官栗田健男第二艦隊司令長官、戦艦「大和」座乗、いわゆる「栗田艦隊」）が敵空母群を発見し、「敵空母に対し砲戦開始」という無電を打電しており、それを知っていた一航艦司令部の幕僚たちは、この日こそ関は敵を発見して突入すると感じていた。また、この25日には、関ら敷島隊の出撃より前の午前6時30分にダバオ基地から菊水隊・朝日隊・山桜隊の4機の零戦も出撃している。
10月25日6時58分、レイテ突入を目指していた「栗田艦隊」が、サマール島沖で上陸部隊支援を行っていたクリフトン・スプレイグ少将指揮の第77任務部隊第4群第3集団の護衛空母群（タフィ3）を発見して攻撃を開始した。離れた海域にいた第77任務部隊第4群第1集団（タフィ1）はタフィ3を援護するため航空機の発進準備を行っていたが、7時40分に菊水隊、朝日隊、山桜隊の4機の零戦がタフィ1上空に到達した。このときにはタフィ1各艦のレーダーには多数の友軍機影が映っていたため、この4機が日本軍機と気づくものはおらず、気づいたときにはそのうちの1機が高度2,500ｍから40度の角度で護衛空母「サンティ」に向かって急降下していた。急降下してきた零戦は舷側から5ｍ内側の飛行甲板に命中して貫通し、飛行甲板下で搭載爆弾が爆発して、42平方メートルの大穴を飛行甲板に開けて、16名の戦死者と47名の負傷者を生じさせたが、幸運にも火災が航空燃料や弾薬に引火することはなかったので致命的な損傷には至らなかった。
続く2機は、護衛空母「サンガモン」と「ペトロフ・ベイ」に向かってそれぞれ急降下したが、いずれも対空砲火を浴びて両艦の至近海面に墜落した。残る1機は護衛空母「スワニー」に急降下。「スワニー」は対空砲火で応戦、零戦は火を噴いたものの、そのまま後部エレベーター付近の飛行甲板に命中、機体と爆弾は貫通して艦内で爆発して、71名の戦死者と82名の負傷者という大きな損害を発生させた。特攻機が命中した「サンティ」と「スワニー」の損害は大きかったが、いずれもサンガモン級航空母艦であり、排水量基準：11,400t、満載：23,235tと大型で、護衛空母のなかでも非常に強固に建造されていたため、この後も任務を続行した。しかし、10月26日に「スワニー」はもう1機特攻機が命中して、損傷を被って戦線離脱している。「スワニー」が攻撃を受けたのは正午すぎとされているが、この時刻から見て、攻撃したのは同日午前10時15分に出撃した植村率いる大和隊と見なされている。大和隊の3機のうち1機が急降下し、飛行甲板上にあった艦上攻撃機に激突、この艦攻もろとも大爆発、甲板上に並んでいた9機の艦載機も次々と誘爆し、アメリカ軍が報告書に「艦設計の際に考慮されていなかった程の甚大な損傷」と記したほどの損傷と死傷者113名を被らせている。この殊勲機が隊長の植村であったかは不明である。
この戦果はのちの関率いる敷島隊より先に挙げた戦果であったが、戦果報告は、菊水隊の護衛戦闘機が帰還した午前9時45分になされ、その戦果報告の確認のやりとりに時間を要して連合艦隊への報告が遅延し、結果的に3時間もあとの敷島隊の戦果が「神風特別攻撃隊」の初戦果扱いとなってしまった。

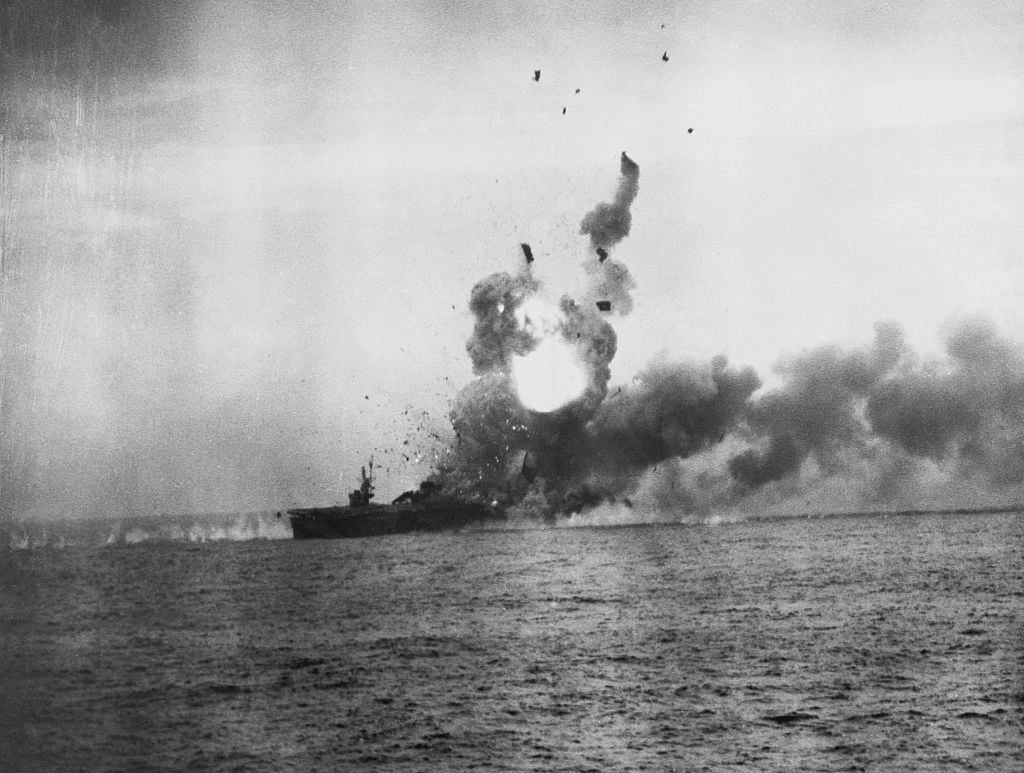
敷島隊の特攻により爆沈した護衛空母「セント・ロー」

栗田艦隊との海戦（サマール沖海戦）で護衛空母「ガンビア・ベイ」と2隻の駆逐艦、1隻の護衛駆逐艦を失い、護衛空母「ファンショー・ベイ」や「カリニン・ベイ」など損傷艦多数を抱えることとなったタフィ3は、栗田艦隊の突然の変針により、戦闘配置命令を解除していた。命中弾を1発も受けなかった「セント・ロー」の乗組員たちは、沈没した「ガンビア・ベイ」の艦載機の収容準備などをしながら、自分たちの幸運について語り合っていた 10時49分、関が率いる敷島隊5機が急降下してきた。このときもタフィ1が菊水隊の突入を受けたときと同様に、各艦のレーダーには多数の機影が映っており、日本機の接近に気づくものはいなかった。敷島隊の先頭の1機が、戦艦の巨砲の命中でいくつもの傷口が開いていた「カリニン・ベイ」めがけて突入し、飛行甲板に数個の穴をあけて火災多数を生じさせたが、搭載していた爆弾は不発であった。この最初に「カリニン・ベイ」に突入した機が関の搭乗機であったという説もある。「カリニン・ベイ」にはもう1機が海面突入寸前に至近で爆発して損害を与え、2機の突入により5名の戦死者と55名の負傷者が生じさせたが、「カリニン・ベイ」は栗田艦隊との海戦で15発以上の命中弾を浴びていたにもかかわらず、沈没は免れた。
護衛空母「ホワイト・プレインズ」に向かって急降下していた零戦1機がホワイト・プレインズの対空砲火が命中し損傷したため、目標を「セント・ロー」に変更し、「セント・ロー」の艦尾1,000ｍから高度30ｍの低空飛行という着艦するような姿勢で接近してきた。「セント・ロー」は搭載していたMk.IV 20mm機関砲とボフォース 40mm機関砲で応戦したが、零戦はそのまま、発見1分後に、飛行甲板中央に命中した。零戦が命中した瞬間に航空燃料が爆発して、猛烈な火炎が飛行甲板を覆い、搭載していた250kg爆弾は飛行甲板を貫通して格納庫で爆発した。その爆発で格納庫内の高オクタン価の航空燃料が誘爆し、その後も爆弾や弾薬が次々と誘爆した。あまりの爆発の激しさに、付近を航行していた重巡洋艦「ミネアポリス」の乗組員が海中に吹き飛ばされたほどであった。手が付けられないと判断したフランシス・J・マッケンナ艦長は特攻機が命中したわずか2 - 3分後の10時56分に総員退艦を命じ、その後も何度も大爆発を繰り返して30分後に沈没した。114名が戦死もしくは行方不明になり、救助された784名の半数が負傷したり火傷を負っていたが、そのうち30名が後日死亡した。この「セント・ロー」を仕留めた零戦が関の搭乗機だという説が広く認知されている。他にも護衛空母「キトカン・ベイ」に1機命中したが、爆弾が艦を貫通して海上で爆発したため大きな被害は与えることができなかった。また、「ホワイト・プレインズ」直上で特攻機が爆発して同艦に火災を生じさせた。
敷島隊の戦果が司令部に届いたのは、スリガオ海峡で西村祥治中将率いる第一遊撃部隊第三部隊（通称：西村艦隊）がほとんど壊滅したという悲報が届いて沈痛な空気が流れ、栗田艦隊が敵空母艦隊と砲戦を開始したという一報が届いた後、その後の報告が届かずにやきもきしている状況のときであった。司令部に届いた電文は、敷島隊の護衛機がセブ島に帰還し、その搭乗員の報告によって中島が打電したもので、次の通りであった。「神風特別攻撃隊敷島隊1045スルアン島の北東30浬にて空母4隻を基幹とする敵機動部隊に対し奇襲に成功、空母1に2機命中撃沈確実、空母1に1機命中大火災、巡洋艦1に1機命中撃沈」 大西はこの報告を聞くと、低く小さい声で何事かしゃべったが、副官の門司が聞き取れたのは「甲斐があった」の語尾だけであった。大西が特攻を決意し、その編成から出撃に至るまで一連の流れを見てきた門司は、大西の心中を察し、また、先日会ったばかりの関以下特攻隊員らの身を捨てた行為に感動して、「あの連中が、あの連中が」というような言葉にならない言葉が頭を駆け巡ったという。大西は、わずか5機の体当りで、これだけの戦果を挙げたという特攻の大きな効果を認識し、「これで何とかなる」という意味のことを言ったが、これは、1機で1艦を葬ることができれば、行き詰まった日本の窮地に一脈の活路が開かれるかも知れないという思いから発された言葉であり、その場にいた司令部の幕僚らも同じ思いであった。
この日、護衛空母艦隊は戦死1,500名、負傷1,200名と艦載機128機を喪失するという大損害を被り、さらに、母艦を失うか大破して着艦できなくなった67機の艦載機が、占領したばかりで整備不良のレイテ島タクロバン飛行場に緊急着陸を余儀なくされたが、そのうち20数機がぬかるみに脚をとられて失われた。しかし、このときに既に栗田艦隊は反転しており、特攻戦果は作戦成功にはつながらなかった。この日には奇しくも、最初期から航空特攻を提唱していた城が、空母千代田でいわゆる「おとり艦隊」としての任務を完遂後、アメリカ軍艦載機の攻撃で航行不能となり、艦隊から落伍したところを、重巡洋艦「ウィチタ」、「ニューオーリンズ」、軽巡洋艦「サンタフェ」、「モービル」の4隻を主力とするアメリカ軍艦隊の集中攻撃を受けて、千代田と運命を共にしていた。

### 神風特別攻撃隊の拡大

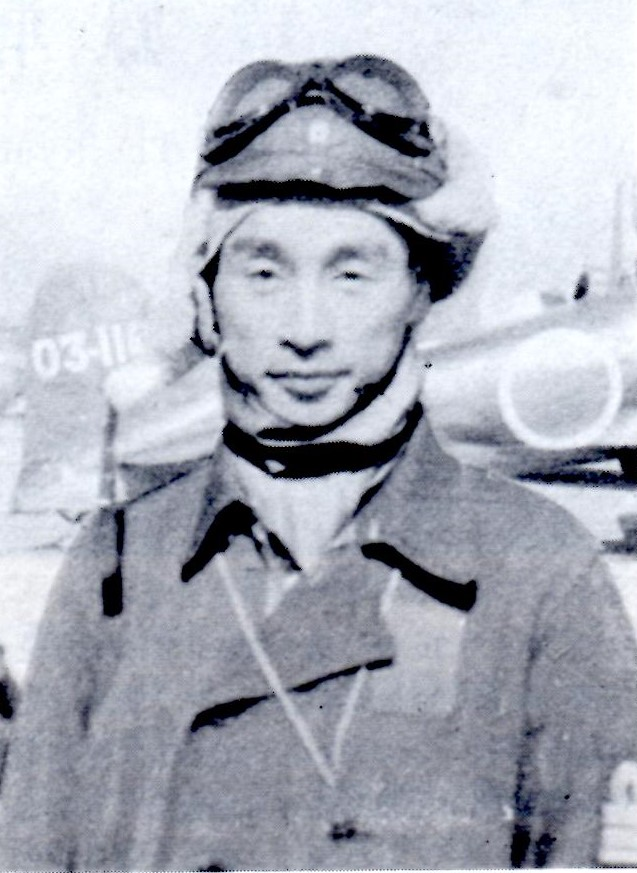
特攻に反対した第203海軍航空隊の飛行長岡嶋清熊少佐

10月26日、及川古志郎軍令部総長は、神風特攻隊が護衛空母を含む5隻に損傷を与えた戦果を奏上した。昭和天皇（大元帥）はこの生還を期さない特攻作戦については知らされておらず、同月28日には説明資料も作成された。及川軍令部総長は、「そのようにまでせねばならなかったか。しかしよくやった。」と嘉賞の言葉を受けた。その言葉は軍令部から全軍に向けて発信され、セブ島にいた中島は、特攻隊員らの前で電文を読み上げ督励した。また、昭和天皇は、10月30日に米内海軍大臣に、「かくまでせねばならぬとは、まことに遺憾である。神風特別攻撃隊はよくやった。隊員諸氏には哀惜の情にたえぬ。」と述べた。
一方で、1度は大西の特攻開始の申し出を拒否した二航艦長官の福留であったが、10月23日と24日の正攻法は失敗に終わり多大な損害を被っていたので、25日に神風特別攻撃隊の大戦果が報じられると、今度は福留も大西の説得に応じ、現地で第一航空艦隊・第二航空艦隊を統合した「第一聯合基地航空部隊」を編成することとなって、指揮官に福留、幕僚長に大西が就いた。これ以降、幕僚長という肩書きの大西によって特攻は拡大していく。
大西は、第一聯合基地航空部隊の飛行隊長以上40名ほどを召集し、「神風特攻隊が体当たりを決行し、大きな戦果を挙げた。自分は、日本が勝つ道はこれ以外にないと信ずるので今後も特攻を続ける。このことに批評は許さない。反対するものは、たたき斬る」と強い言葉で語った。大西の強い言葉を聞いて、一同はシンとして一言を発する者すらいなかった。大西の副官であった門司親徳少佐は、今まで特攻を拒否してきた二航艦の士官に特攻の決意を固めさせるため、敢えて大西が強い言葉を使っていると理解したが、なかには、歴戦の戦闘機指揮官の第203海軍航空隊の飛行長岡嶋清熊少佐のように、見るからに反抗的な顔つきの者もいて、門司は不安を抱いている。また、大西は「特攻隊員への招宴などの特別待遇の禁止」「特攻隊以外の体当たり攻撃禁止」など特攻隊員の心構えなどを強く指導し、さらに大編隊の攻撃は不可能なので少数で敵を抜けて突撃すること、現在のような戦局ではただ死なすより特攻は慈悲であることなども話した。大西の強引な作戦指導に岡嶋ら航空幹部の一部は批判的であったが、大西は搭乗員出身でその心情を一番理解してると自負しており、現在の戦況を冷徹に分析し、また最後には勝敗の如何を問わず特攻隊員と共に必ず死ぬと覚悟を決めていたので、かような強い言葉での作戦指導となったという意見もある。1944年10月27日、大西によって神風特攻隊の編成方法・命名方法・発表方針などがまとめられ、「第一聯合基地航空部隊機密第一号 神風特別攻撃隊の編成ならびに同隊員の取扱に関する件」として軍令部・海軍省・航空本部など中央に通達された。
連合基地航空隊には北東方面艦隊第12航空艦隊の戦闘機部隊や、空母に配属する予定であった第3航空艦隊の大部分などが順次増援として送られ特攻に投入されたが、戦力の消耗も激しく、大西は上京し、更なる増援を大本営と連合艦隊に訴えた。大西は300機の増援を求めたが、連合艦隊は、大村海軍航空隊、元山海軍航空隊、筑波海軍航空隊、神ノ池海軍航空隊の各教育航空隊から飛行100時間程度の搭乗員と教官から志願を募るなど苦心して、ようやく150機をかき集めている。これらの隊員は猪口により台湾の台中・台北で10日間集中的に訓練された後にフィリピンへ送られた。

### アメリカ軍損害拡大

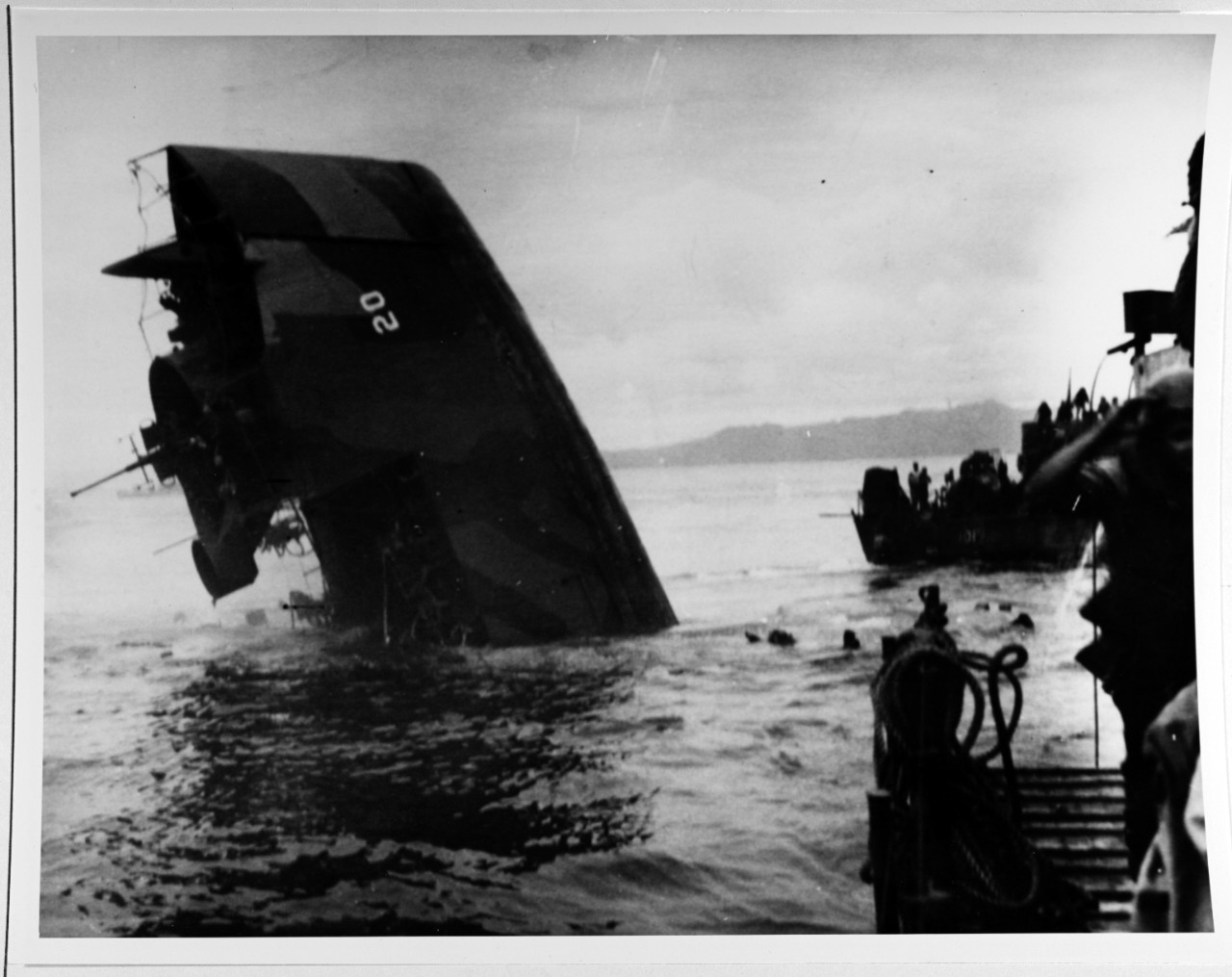
特攻により沈没する中型揚陸艦「LSM-20」

特攻はアメリカ軍側に大きな衝撃を与えた。レイテ島上陸作戦を行ったアメリカ海軍水陸両用部隊参謀レイ・ターバック大佐は「この戦闘で見られた新奇なものは、自殺的急降下攻撃である。敵が明日撃墜されるはずの航空機100機を保有している場合、敵はそれらの航空機を今日、自殺的急降下攻撃に使用して艦船100隻を炎上させるかもしれない。対策が早急に講じられなければならない。」と考え、物資や兵員の輸送・揚陸には、攻撃輸送艦（APA）や攻撃貨物輸送艦（AKA）といった装甲の薄い艦船ではなく、輸送駆逐艦（APD）や戦車揚陸艦（LST）など装甲の厚い艦船を多用すべきと提言している。またアメリカ軍は、最初の特攻が成功した10月25日以降、病院船を特攻の被害を被る可能性の高いレイテ湾への入港を禁止したが、レイテ島の戦いでの負傷者を救護する必要に迫られ、3時間だけ入港し負傷者を素早く収容して出港するという運用をせざるを得なくなった。
その後も特攻機は次々とアメリカ軍の主力高速空母部隊第38任務部隊の空母に突入して大損害を与えていった。1944年10月29日にエセックス級正規空母「イントレピッド」、10月30日にエセックス級空母「フランクリン」 、インディペンデンス級軽空母「ベローウッド」、11月5日にエセックス級空母「レキシントン」、11月25日に「エセックス」とインディペンデンス級軽空母「カボット」 が大破・中破して戦線離脱に追い込まれ、他にも多数の艦船が撃沈破された。
特攻機による空母部隊の大損害により、第38任務部隊司令ウィリアム・ハルゼー・ジュニアが11月11日に計画していた艦載機による初の大規模な東京空襲は中止に追い込まれた。ハルゼーはこの中止の判断にあたって「少なくとも、(特攻に対する)防御技術が完成するまでは 大兵力による戦局を決定的にするような攻撃だけが、自殺攻撃に高速空母をさらすことを正当化できる」と特攻対策の強化の検討を要求している。
ハルゼーは指揮下の高速空母群に次々と特攻により戦線離脱するのを目のあたりにして「いかに勇敢なアメリカ軍兵士と言えども、少なくとも生き残るチャンスがない任務を決して引き受けはしない」「切腹の文化があるというものの、誠に効果的なこの様な部隊を編成するために十分な隊員を集め得るとは、我々には信じられなかった」と衝撃を受けている。

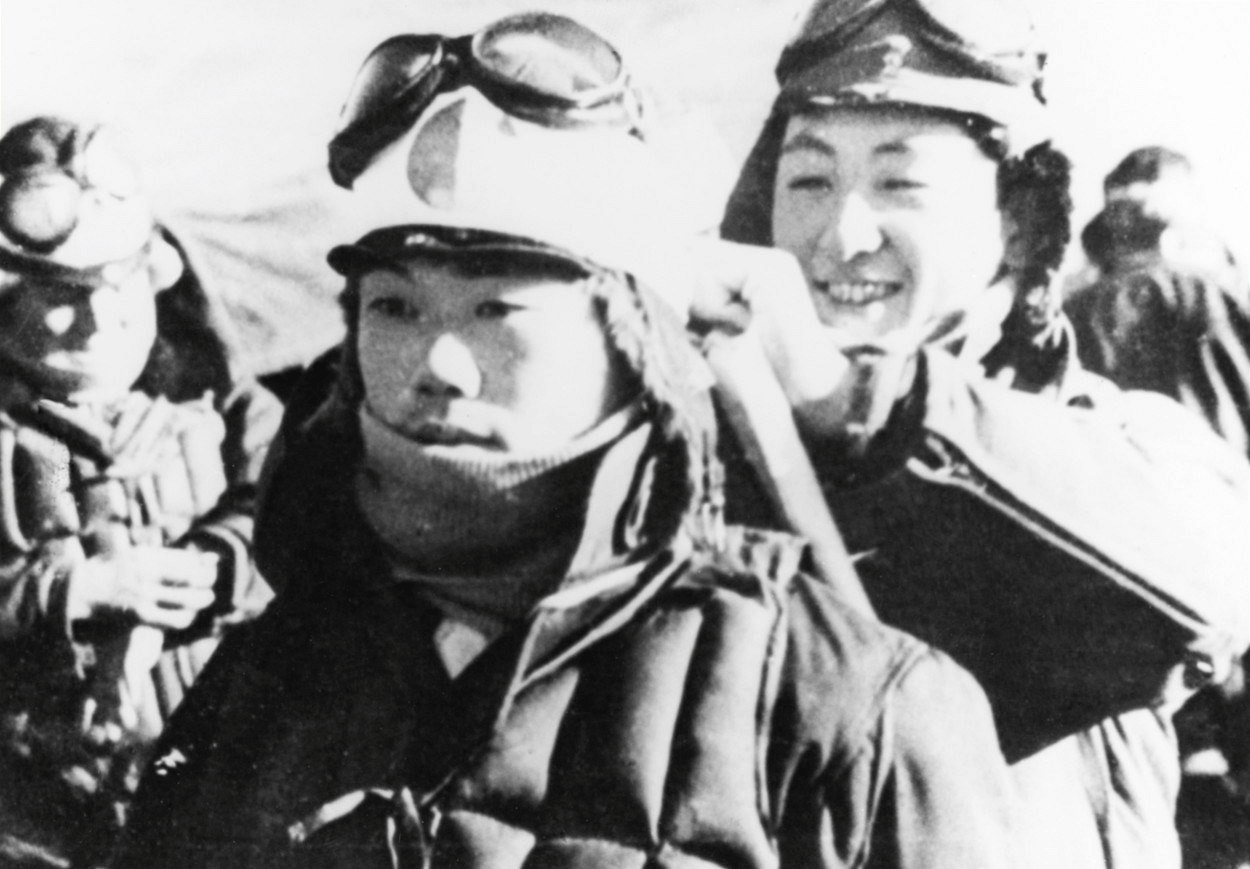
出撃前に日の丸の鉢巻をしめてもらっている特攻隊員

フィリピンの戦いを指揮したアメリカ南西太平洋方面軍（最高司令官ダグラス・マッカーサー大将）のメルボルン海軍司令部は、指揮下の全艦艇に対して「ジャップの自殺機による攻撃が、かなりの成果を挙げているという情報は、敵にとって大きな価値があるという事実から考えて（中略）公然と議論することを禁止し、かつ第7艦隊司令官は同艦隊にその旨伝達した」と、アメリカのほかイギリス、オーストラリアに徹底した報道管制を引いた。これはチェスター・ニミッツの太平洋方面軍も同様の対応をしており、特攻に関する検閲は大東亜戦争中で最も厳重な検閲となっている。
1945年1月1日、マッカーサー元帥が自ら指揮する連合国軍大艦隊が、ルソン島攻略のため出撃したが、その艦隊に対して日本軍は激しい特攻を行った。1月4日、風間万年中尉率いる旭日隊の彗星艦爆が護衛空母「オマニー・ベイ」を撃沈した。1月6日に連合国軍艦隊はリンガエン湾に侵入したが、フィリピン各基地から出撃した32機の特攻機の内12機が命中して7機が有効至近弾となり、連合国軍艦隊は多大な損害を被った。日本軍は陸海軍ともに、熟練した教官級から未熟の練習生に至るまでの搭乗員が、稼働状態にある航空機のほぼ全機に乗り込んで出撃した。大規模な特攻を予想していた連合軍は、全空母の艦載機や、レイテ島、ミンドロ島に配備した陸軍機も全て投入して、入念にルソン島内から台湾に至るまでの日本軍飛行場を爆撃し、上陸時には大量の戦闘機で日本軍飛行場上空を制圧したが、日本軍は特攻機を林の中などに隠し、夜間に修理した狭い滑走路や、ときには遊歩道からも特攻機を出撃させるといった巧みな運用で対抗した。そのため圧倒的に制空権を確保していた連合軍であったが、特攻機が上陸艦隊に殺到するのを抑止することができなかった
米戦艦「ニューメキシコ」には、イギリス首相ウィンストン・チャーチルの名代として、イギリス陸軍観戦武官のハーバード・ラムズデン中将が乗艦していたが、その艦橋に特攻機が突入、ラムスデン中将が戦死し、ラムズデンと40年来の知人であったマッカーサーは衝撃を受けている。マッカーサー自身が乗艦していた軽巡洋艦「ボイシ」も特攻機に攻撃されたが損害はなかった。マッカーサーは特攻機とアメリカ艦隊の戦闘を見て「ありがたい。奴らは我々の軍艦を狙っているが、ほとんどの軍艦は一撃をくらっても耐えうるだろう。しかし、もし奴らが我々の軍隊輸送船をこれほど猛烈に攻撃してきたら、我々は引き返すしかないだろう。」と特攻がルソン島の戦いの帰趨（）を左右するような威力を有していると懸念している。また、上陸部隊を援護していた第77.2任務群の司令官ジェシー・B・オルデンドルフ少将は「日本軍の特攻機は大した妨害も受けずに攻撃を実施することが可能のように見受けられる」「リンガエン地区付近の大小全ての飛行場に対して、連続的に爆撃を加え、無力化して状態をつづけさせるようにしなければならない」「これ以上さらに損害を受けると、現在の作戦及び今後の重要な作戦に、重大かつ不利な影響を与えるかも知れない」「特攻機が輸送艦を攻撃した場合、その結果は悲惨なものになるかもしれない」という切実な戦況報告を行ったが、日本軍は陸海軍ともにこの攻撃でほぼ航空機を使い果たしてしまい、こののちは散発的な攻撃しかできなかった。しかし、最後まで特攻で大損害を被ったアメリカ軍のなかには、日本軍がフィリピンにあと100機の特攻機を保有していたら、連合軍の進攻を何か月か遅らせることができたという評価もある。

### フィリピンの戦い終結

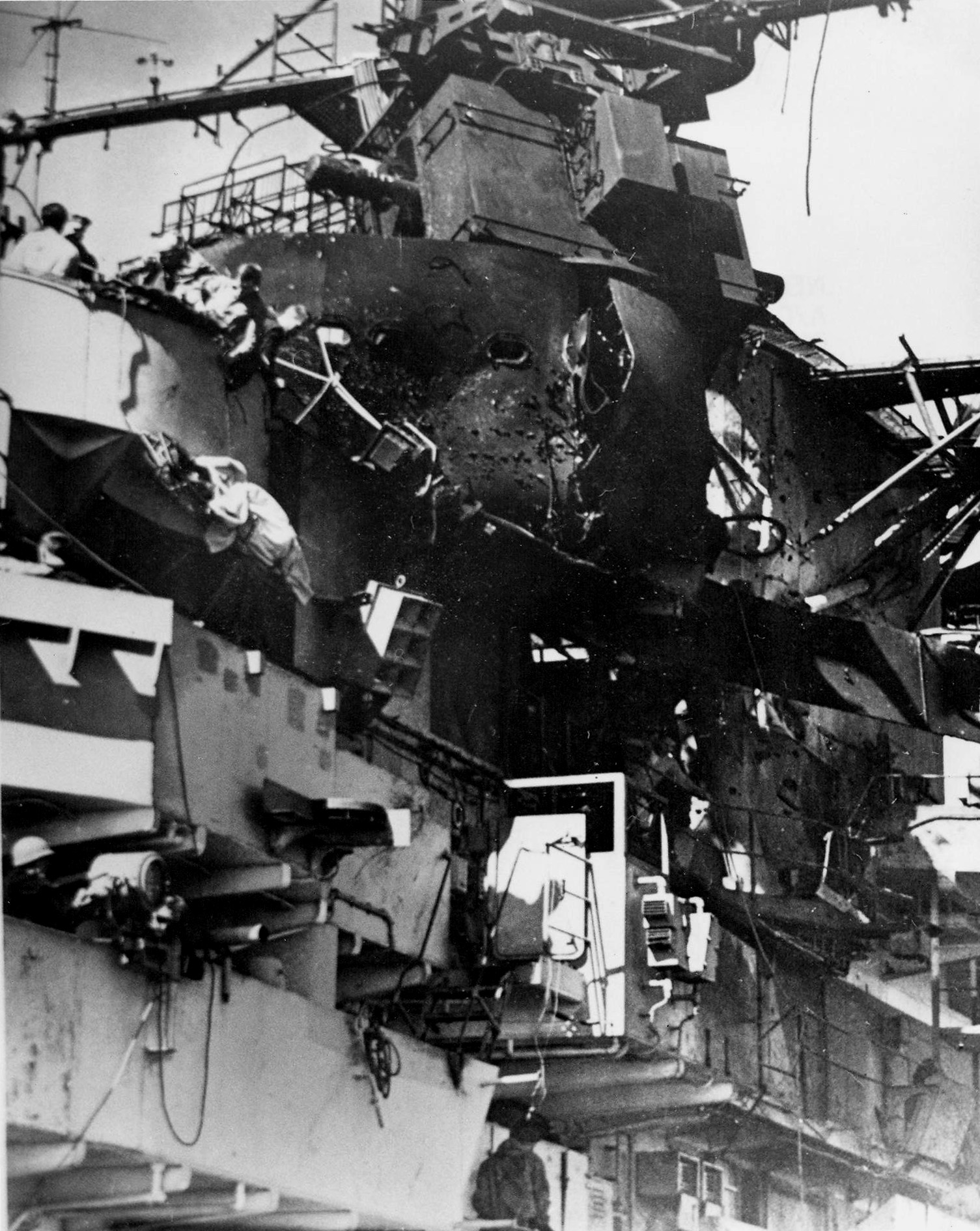
特攻機が命中して破壊された米空母「タイコンデロガ」の艦橋

一航艦はこの1月6日の出撃で航空機を消耗し尽くしたので、司令の大西は陸戦隊として連合国軍を迎え撃つこととし幕僚と協議を重ねていた。そんなときに、連合艦隊より第1航空艦隊は台湾に転進せよとの命令が届いた。躊躇する大西に猪口ら参謀が「とにかく、大西その人を生かしておいて仕事をさせようと、というところにねらいがあると思われます」と説得したのに対して、大西は「私が帰ったところで、もう勝つ手は私にはないよ」となかなか同意しなかったが、最後は大西が折れて、第1航空艦隊司令部と生存していた搭乗員は台湾に撤退することとなった。
海軍航空隊はフィリピン戦で特攻機333機を投入し、420名の搭乗員を失い、陸軍航空隊は210機を特攻に投入し、251名の搭乗員を失った。アメリカ軍は、特攻により22隻の艦艇が沈没、110隻が損傷した。通常航空攻撃による沈没が12隻、損傷が25隻であったのに対して、フィリピン戦で日本軍が戦闘で失った航空機のなかで、特攻で失った航空機は全体のわずか14％に過ぎず、通常航空攻撃に対して、相対的に損害が少ないのに、戦果が大きかった特攻の戦術としての有効性が際立つこととなった。しかし、連合軍は特攻で損害を被りつつも、レイテ島、ミンダナオ島、ルソン島と進撃を続けたので、特攻は精々のところ遅滞戦術の一つに過ぎないことも明らかになった。
台湾に転進した大西ら第1航空艦隊は台湾でも特攻を継続し、残存兵力と台湾方面航空隊のわずかな兵力により1945年1月18日に「神風特攻隊新高隊」が編成された。1月21日に台湾に接近してきた第38任務部隊に対し「神風特攻隊新高隊」が出撃、少数であったが正規空母「タイコンデロガ」に2機の特攻機が命中し、格納庫の艦載機と搭載していた魚雷・爆弾が誘爆して沈没も懸念されたほどの深刻な損傷を被り、ディクシー・キーファー艦長を含む345名の死傷者が生じたが、キーファーが自らも右手が砕かれるなどの大ケガを負いながら、艦橋内にマットレスを敷いて横たわった状態で12時間もの間的確なダメージコントロールを指示し続け、沈没は免れた。大西はこの頃から沈黙の時間が長くなった代わりに、死について語ることが多くなった。ある日、イタリアの戦犯のニュースの話題になったとき大西は「おれなんか、生きておったならば、絞首刑だな。真珠湾攻撃に参画し、特攻を出して若いものを死なせ、悪いことばかりしてきた」と幕僚たちに述べている。
1945年2月17日、連合艦隊はアメリカ艦隊を泊地ウルシーで攻撃する丹作戦を命令した。攻撃部隊として、銀河陸上攻撃機を基幹とする特攻隊を編成し「菊水部隊梓特別攻撃隊」と命名した。銀河には、それまでの500キロ爆弾1発もしくは250キロ爆弾2発ではなく、魚雷にも匹敵する威力の800kg爆弾が搭載された。1945年2月19日には、硫黄島にアメリカ軍が上陸し、硫黄島の戦いが始まったが、硫黄島に侵攻してきたアメリカ軍艦隊に対しても特攻が行われた。第六〇一海軍航空隊で編成された「第二御盾隊」は、2月21日に、彗星12機、天山8機、零戦12機の合計32機（内未帰還29機）が出撃し、護衛空母「ビスマーク・シー」を撃沈、正規空母「サラトガ」に5発の命中弾を与えて大破させた他、「キーオカック (防潜網輸送船)」も大破させ、護衛空母「ルンガ・ポイント」と「LST-477 」を損傷させるなど大戦果を挙げた。第二御盾隊による戦果は硫黄島の栗林忠道中将率いる小笠原兵団から視認でき、第27航空戦隊司令官市丸利之助少将が「友軍航空機の壮烈なる特攻を望見し、士気ますます高揚、必勝を確信、敢闘を誓う」「必勝を確信敢闘を誓あり」と打電するなど、栗林らを大いに鼓舞した。梅津美治郎陸軍参謀総長と及川古志郎軍令部総長はこの大戦果を昭和天皇に上奏した。及川によれば、昭和天皇はこの大戦果の報を聞いて「硫黄島に対する特攻を何とかやれ」と再攻撃を求めたというが、洋上の長距離飛行を要する硫黄島への特攻は負担が大きく、再び実行されることはなかった。第二御盾隊の成功の報を台湾で聞いた大西は特攻作戦に対して自信を深めて、この後も特攻を推進していく動機付けともなった。

### 全軍特攻方針決定

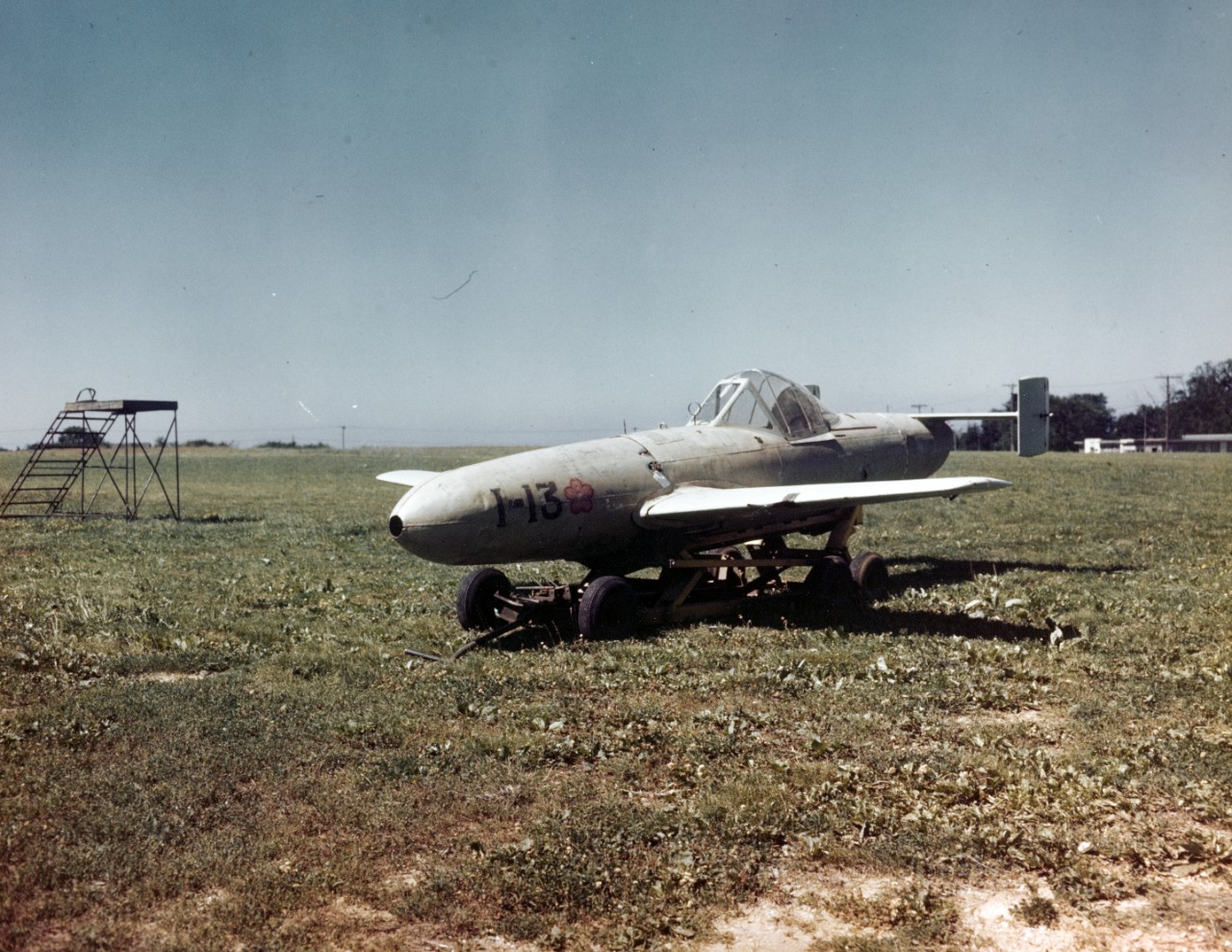
沖縄でアメリカ軍に鹵獲された特攻兵器桜花

1945年2月中旬、硫黄島が攻略され、敵の沖縄攻略も遠くない状況になった。軍令部は、1945年3月に練習連合航空総隊を解体し、その搭乗員教育航空隊をもって第十航空艦隊を編制して連合艦隊に編入し、練習機をも特攻攻撃に参加させ、全海軍航空部隊の特攻化が企図された。また、海上護衛総司令部の航空隊の一部も特攻隊に編成されるようになった。3月11日には、かねてから準備中の丹作戦が実行された。新設されたばかりの第五航空艦隊（五航艦）司令長官宇垣纏中将の大きな期待を受けて、24機の新型双発陸上爆撃機銀河で編成された「梓特別攻撃隊」が出撃したが、途中で脱落する機が続出し、1機が正規空母「ランドルフ」に命中したに留まった。銀河はランドルフの飛行甲板後方に命中したため、死傷者は150名以上と人的損害は大きかったが、致命的な損傷には至らなかった 。
1945年3月14日にアメリカ軍の機動部隊は沖縄戦に先立って日本軍の抵抗力を弱体化させるため、九州・本州西部・四国の航空基地や海軍基地に攻撃をかけてきた。第五航空艦隊が迎撃し、日本本土と近海で激しい海空戦が繰り広げられ、九州沖航空戦となった。特攻機を含む日本軍の猛攻でアメリカ軍は空母「フランクリン」と「ワスプ」が大破、「エセックス」が中破するなど多大な損害を被った。正式に兵器として採用された特攻兵器桜花は九州沖航空戦が初陣となった。3月21日に宇垣が第七二一海軍航空隊に偵察機が発見した2隻の空母を含む機動部隊攻撃を命令したが、第五航空艦隊はそれまでの激戦で戦闘機を消耗しており、護衛戦闘機を55機しか準備できなかった。そこで第七二一海軍航空隊司令の岡村基春大佐が攻撃中止を上申したが、宇垣は「この状況下で、もしも、使えないものならば、桜花は使う時がない、と思うが、どうかね」と岡村を諭し、出撃を強行している。その後、偵察機より続報が入りアメリカ軍空母はもっと多数であることが判明したが作戦はそのまま続行され、野中五郎少佐に率いられた一式陸攻18機の攻撃隊は、護衛の零戦25機が故障で帰投するという不幸もあって、岡村の懸念通り、アメリカ空母のはるか手前で戦闘機の迎撃を受けて全滅した。
1945年3月1日の大海指第510号「航空作戦ニ関スル陸海軍中央協定」により、陸軍飛行隊第6航空軍などが連合艦隊の指揮下に入り、陸海軍協同で特攻作戦を推進していくことになった。1945年3月25日、アメリカ軍が慶良間諸島に上陸を開始したとの情報が連合艦隊に入ると、3月20日に大本営により下令された天号作戦に基づき、連合艦隊は1945年3月25日「天一号作戦警戒」、南西諸島への砲爆撃が激化した翌26日に「天一号作戦発動」を発令した。連合国軍を沖縄で迎え撃つ第五航空艦隊の稼動戦力は、九州沖航空戦での消耗で航空機50機足らずとなっていたが、「天一号作戦警戒」発令により鈴鹿以西の作戦可能航空戦力は、第五航空艦隊司令官宇垣中将指揮下に入った。
航空戦力は日を追って強化され、海軍だけで4月1日時点で300機、この後も順次戦力増強が進み4月19日までに合計2,895機もの大量の作戦機が九州の各基地に進出した。

### 沖縄戦

沖縄戦で2機の零戦の特攻により大火災を起こした正規空母「バンカーヒル」

3月26日、慶良間諸島にアメリカ軍が上陸した直後に第五航空艦隊は特攻出撃を開始、4月1日にアメリカ軍が沖縄本島に上陸すると、4月1日35機、2日44機、3日74機と出撃機数は増えていき、空母1隻大破、巡洋艦2隻撃沈などの華々しい大戦果を挙げたと報じられた。この戦果報告は過大であったが、実際にも輸送駆逐艦（高速輸送艦）「ディカーソン」撃沈、 レイモンド・スプルーアンス中将が座乗していた第5艦隊旗艦の重巡「インディアナポリス」、イギリス海軍正規空母「インディファティガブル」、米護衛空母「ウェーク・アイランド」 が甚大な被害を受けて戦線離脱、米戦艦「ネバダ」と「ウェストバージニア」を含む28隻が損傷し、合計約1,000名の死傷者を被るなど連合国軍の損害は大きかった。
アメリカ海軍はフィリピンで特攻により甚大な損害を受けたこともあって、沖縄侵攻に際して万全の特攻対策を講じていた。その一つとして、レーダーピケット艦によるピケットライン（前衛哨戒線）をより強化して、特攻機を艦隊到達前に叩くこととし、その特別タスクフォースとして第51.5任務部隊（司令官フレデリック・ムースブラッガー代将）を新たに編成していた。同任務部隊は駆逐艦103隻を主力とする206隻の艦艇と36,422人の水兵で編成されている大規模なものであり、このなかで19隻の駆逐艦がレーダーピケット艦任務のために対空レーダーと通信機器が強化されて、専門の戦闘指揮・管制チームが配置された。各特別艦の戦闘指揮・管制チームは、上陸支援艦隊第51任務部隊司令官リッチモンド・K・ターナー中将が座乗する揚陸指揮艦「エルドラド」に設けられた戦闘指揮所（CIC）と連携し、第51任務部隊の護衛空母群や第58任務部隊の正規空母・軽空母群の艦載機及び陸軍や海兵隊の地上機による戦闘空中哨戒（CAP）の管制・指揮を行っていた。レーダーピケット部隊は駆逐艦や高速輸送艦（輸送駆逐艦）1隻に対し、対空装備を満載した上陸支援艇、掃海艇、駆潜艇などの小型艦2隻を最小単位として編成されており、二重に主力艦隊や輸送艦隊を取り囲んで特攻機の接近を防ごうとしていた。しかし、特攻はこのアメリカ海軍の万全の対策をあざ笑うかのように、突破して戦果を挙げており、大きな損害を被ったアメリカ海軍は「やがて来たる恐るべき戦術－特攻の不吉な前触れ」であったと作戦の先行きに不安を抱いている。
大本営は4月6日に、航空戦力を集中した大規模な特攻作戦菊水一号作戦を発令、大量の特攻機を出撃させると同時に戦艦大和による海上特攻を敢行した。その後も菊水作戦は続き、4月中に20隻の艦船が撃沈、157隻が撃破されて、アメリカ海軍将兵の戦死・行方不明者1,853名、戦傷者2,650名に達する大きな損害を被っていた。太平洋艦隊司令チェスター・ニミッツは、1945年4月12日に戦況報告のため腹心のフォレスト・シャーマン太平洋艦隊司令部戦争計画部長を沖縄に派遣し、詳細な戦況を報告させたが、それでも飽き足らず、現場の指揮には口を挟まないという方針を崩して、4月22日にアレクサンダー・ヴァンデグリフト海兵隊総司令官を連れて、自ら沖縄に乗り込んでいる。ニミッツは陸軍の進撃速度が遅いため、海軍の損害が激増していると 第10軍司令官サイモン・B・バックナー・ジュニア中将に詰め寄ったが、あまりにも慎重なバックナーの姿勢に、普段は温厚であるニミッツが激高して「他の誰かを軍司令官にして戦線を進めてもらう。そうすれば海軍は忌々しいカミカゼから解放される」と言い放っている。
前線での苦戦の報告を受けた米海軍省長官ジェームズ・フォレスタルは5月17日の記者会見で、海軍の死傷者が4,702名に達していることを明かし「海軍による上陸作戦への継続的な支援は困難な業務であり、高価な代償を伴うものであることをアメリカ国民の皆様に理解して頂きたい」と訴えた。特攻に苦しめられていたアメリカ軍がその対策として、B-29を日本の都市や工業地帯への絨毯爆撃から、九州の特攻基地攻撃の戦術爆撃に転用し、B-29の戦力の75％、延べ2,000機がこの特攻機基地攻撃に振り向けられたため、一時的ではあったが、本土の大都市や工業地帯の爆撃による被害が軽減されている。しかし、戦略爆撃機であったB-29は、特攻基地爆撃のような任務には不向きで、九州の各飛行場に分散配置されている特攻機に大きな打撃を加えることはできなかった。B-29の爆撃効果に失望したスプルーアンスは「アメリカ陸軍航空軍は砂糖工場や鉄道の駅や機材をおおいに壊してくれた」と皮肉を言い、5月中旬にアメリカ海軍はアメリカ陸軍航空軍の支援要請を取り下げて、B-29は都市や産業への戦略爆撃任務に復帰している。

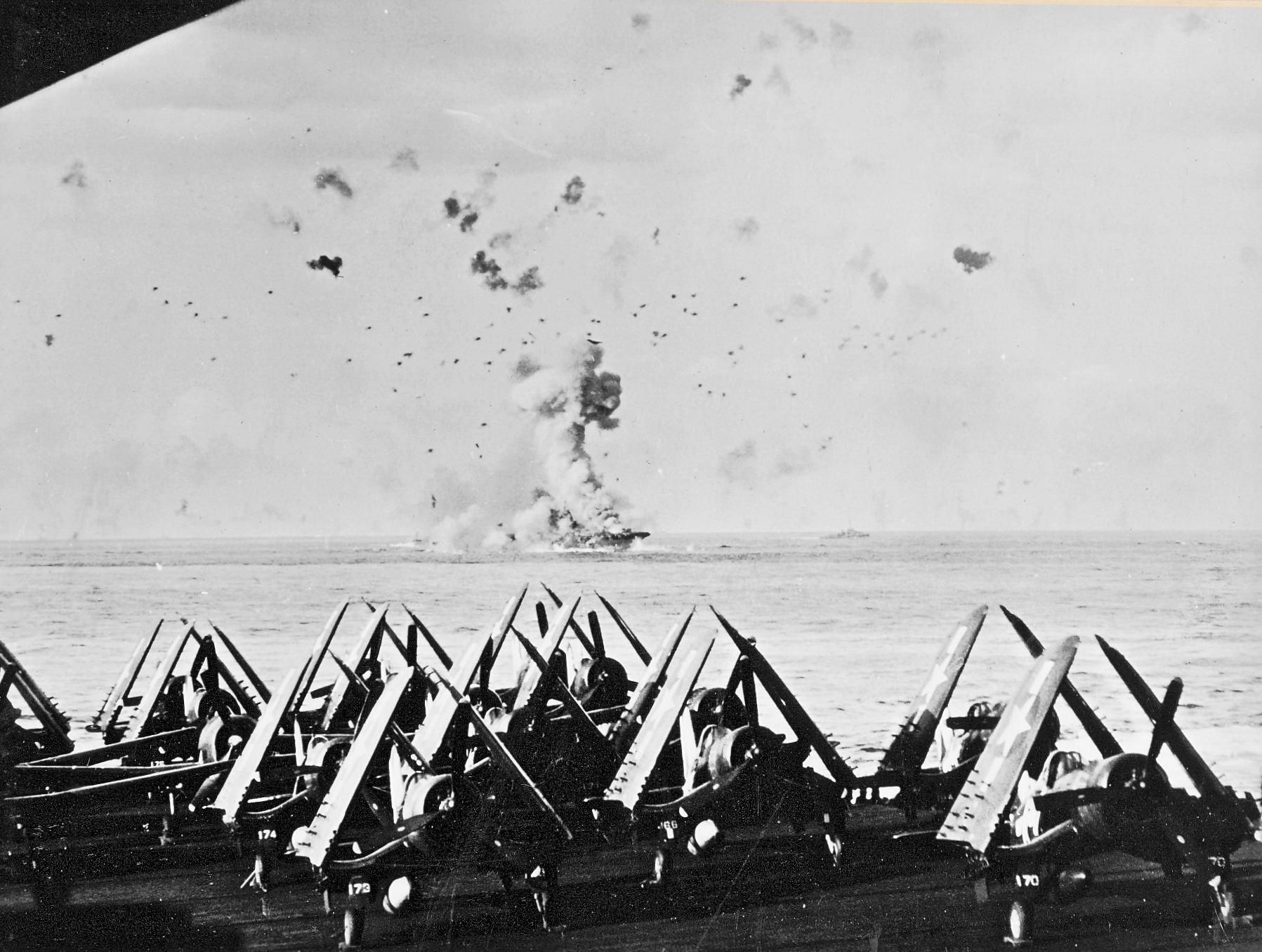
特攻機の突入で大爆発している正規空母「エンタープライズ」

第5艦隊は、日本軍の激しい特攻に対し、全く防御一点張りのような戦術で作戦海域に常時留まっておらねばならず、上級指揮官らの緊張感は耐えられないくらい大きなものとなっており、ニミッツは前例のない戦闘継続中の艦隊の上級指揮官らの交代を行った。第5艦隊司令はレイモンド・スプルーアンスからウィリアム・ハルゼー・ジュニアに、第58任務部隊司令はマーク・ミッチャーからジョン・S・マケイン・シニアに交代となった。スプルーアンス、ミッチャ―ともに沖縄戦中乗艦していた旗艦に2回ずつ特攻を受けており、いずれの艦も戦線離脱をしている。特にミッチャ―が「バンカーヒル」で特攻を受けた時、特攻機はミッチャ―の6mの至近距離に突入、奇跡的にミッチャーと参謀長のアーレイ・バーク代将は負傷しなかったが、艦隊幕僚や当番兵13名が戦死している。それらの心労で体重は大きく落ち込み、交代時には舷側のはしごを単独では登れないほどに疲労していた。スプルーアンスはのちに沖縄戦での特攻に対して「特攻機は非常に効果的な武器で、我々としてはこれを決して軽視することはできない。私は、この作戦地域にいたことのない者には、それが艦隊に対してどのような力を持っているか理解することはできないと信じる」や「沖縄に対する作戦計画を作成していたとき、日本軍の特攻機がこのような大きな脅威になろうとは誰も考えていなかった。」と回想している。
しかし、日本軍は菊水作戦での甚大な航空機の損失と、本土決戦準備のための航空戦力温存策もあって、次第に沖縄に投入する特攻機の機数を減らさざるを得なくなっていた。出撃機数削減を補うために、1945年2月中旬に決められてた練習機の特攻投入が行われた。菊水七号作戦中の1945年（昭和20年）5月24日の夜間に練習機白菊による初の特攻隊「第一次白菊隊」が出撃しているが、白菊まで特攻に投入したことは、日本海軍内でも戦争の成り行きに絶望感を抱かせることとなり、出撃に立ち会った野原一夫少尉は、学徒出陣の予備少尉から「沖縄の戦争は、ジ・エンドですよ」「白菊まで出ていくようになっちゃあ、沖縄航空決戦もいよいよおしまいだな。五航艦にはもう、特攻に使える実用機はほとんど残っていないんです」と嘆かれたのち、白菊には軽量化のため無線機すら積まれておらず、実用機による特攻機が行う最後の突入電を打電することすらできないことも聞かされて「あまりにもみじめじゃないか」と白菊の搭乗員への同情と絶望感を覚えている。しかし、白菊とその後に投入された九三式中間練習機は、そのローテクぶりが、レーダーによる探索や近接信管の作動を困難にするなど予想外の効果を生じさせて、駆逐艦3隻、中型揚陸艦1隻を撃沈、他多数を撃破するなど戦果を挙げてアメリカ海軍を警戒させている。
日本軍は沖縄戦の3か月間で特攻機1,895機、通常作戦機1,112機 を失ったが、沖縄戦でのアメリカ海軍の損害は、アメリカ軍の公式記録上では艦船沈没36隻、損傷368隻、艦上での戦死者は4,907名、負傷者4,824名と大きなものとなったが、その大部分は特攻による損害で、アメリカ海軍史上単一の作戦で受けた損害としては最悪のものとなっている。
沖縄での組織的な地上戦が終わってからも、少数機により夜間攻撃で沖縄への特攻出撃は続けられた。菊水作戦で甚大な損害を被ったアメリカ軍艦隊は警戒を緩めておらず、アメリカ海軍水兵は夜間に絶え間なく続く戦闘配置命令でほとんど夜寝ることができず疲れ切っていた。特攻と並行して行われてきた通常攻撃機による夜間航空雷撃も戦果を挙げており、8月12日には、海軍航空隊第九三一海軍航空隊の天山4機が20時45分に、バックナー湾に停泊している戦艦「ペンシルベニア」に夜間攻撃をしかけて魚雷を命中させている。「ペンシルベニア」は艦尾に30フィートの大穴があき、上甲板に海面が迫るほど大量に浸水し、3つのスクリューのうち2つが破壊されるという深刻な損傷を被った。また20名の戦死者と10名の負傷者が出たが、負傷者の中には第1戦艦戦隊司令官のジェシー・B・オルデンドルフ中将も含まれていた。的確なダメージコントロールで沈没は逃れたが、沖縄戦における通常攻撃機での夜間攻撃最大の戦果となった。翌13日には夜間攻撃の特攻機が、同じくバックナー湾に停泊中の攻撃輸送艦「ラグランジ」に命中、「ラグランジ」は大破し、101名の死傷者を出す甚大な損害を被っている。特攻機に対する夜間攻撃対策としてアメリカ軍は各艦艇に、灯火管制と煙幕の展張を命じており、また、夜間の特攻機はアメリカ軍の対空機銃から発射される曳光弾をたどってアメリカ軍艦艇を攻撃してくるため、各艦個別の対空射撃を禁止するほどの徹底ぶりだった。

### 本土決戦準備

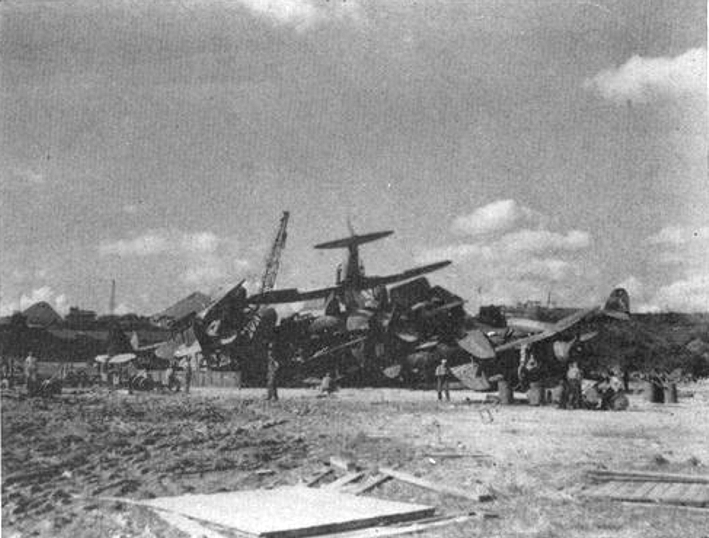
戦後に進駐してきた連合軍に処分される日本軍機

沖縄戦の大勢が決すると、本土決戦に向けた準備が本格化した。海軍大臣の米内光政は決号作戦の準備として、全海軍部隊を指揮できる海軍総隊を新設し、司令長官に連合艦隊司令長官豊田副武を兼務させ強力な権限を与えて本土決戦準備を進めた。その豊田は、5月17日に第十航空艦隊の残存機の九州進出を中止するという命令を出した。鈴鹿以西の作戦可能航空戦力は第五航空艦隊宇垣の指揮下とするという従来方針からの後退で、宇垣の指揮下から離れた航空戦力は「決号作戦」に備えて錬成せよという命令も出された。これは、沖縄決戦に全航空戦力を投入しようとしていた海軍首脳部の作戦指導方針の明らかな転換であり、この後は本土決戦に向けての航空戦力の温存が図られて、沖縄への特攻機の出撃は減少していくこととなる。この命令を聞いた第5航空艦隊参謀長横井俊之少将は「最高統帥が決号（本土決戦）か天号（沖縄戦）の岐路に迷い、バランスが今まさに破れんとするこの絶好のチャンスに沖縄決戦の見切りをつけてしまったのである。前線の将士がいかに地団駄ふんでヂリヂリしてみても、大本営の腰がふらついているのでは所謂（）「ごまめの歯ぎしり」で何の役にも立たない」と感想を持った。5月29日には豊田は軍令部総長に任じられ、連合艦隊司令長官には、軍令部次長の小沢治三郎中将が親補された。そして小沢の後任には大西を任命した。米内は戦争を終えるべきと考えていたが、陸軍の主戦派らの不満を抑え込むため、講和派の井上成美海軍次官更迭に加えておこなわれた人事であった。海軍内でも講和派からは煙たがられたが、主戦派は本土決戦に向けてこの人事を歓迎している。
日本軍は、菊水作戦の戦果によりアメリカ軍に対抗可能な戦術は唯一特攻であるとの認識となり、本土決戦の方針を定めた「今後採ルヘキ戦争指導ノ基本大綱」において、特攻を主戦術として本土決戦を戦う方針を示されている。軍令部豊田総長は「敵全滅は不能とするも約半数に近きものは、水際到達前に撃破し得るの算ありと信ず」と本土に侵攻してくる連合軍を半減できるとの見通しを示している。豊田の見通しに基づき「敵予想戦力、13個師団、輸送船1,500隻。その半数である750隻を海上で撃滅する。」という「決号作戦に於ける海軍作戦計画大綱」が定められたが、その手段は、1945年7月13日の海軍総司令長官名で出された指示「敵の本土来攻の初動においてなるべく至短期間に努めて多くの敵を撃砕し陸上作戦と相俟って敵上陸軍を撃滅す。航空作戦指導の主眼は特攻攻撃に依り敵上陸船団を撃滅するに在り」の通り、特攻となった。海軍は本土決戦のために5,000機の特攻用の稼働機を準備し、さらに5,000機を整備中であった。
しかし、沖縄戦で大量の実用機を喪失していた海軍は、練習機や水上偵察機といった本来なら実戦には投入困難な機体も特攻に投入する計画で、準備された特攻機の中でそのような機体が多数を占めた。終戦時に残存していた機体で最も数が多かったのが、九三式中間練習機（水上練習機型も含む）の2,791機であり、2番目は零戦1,017機、3番目は紫電改（紫電を含む）376機と実用機であったが、4番目は練習機の白菊365機であった。飛行教官は、練習機に爆装して特攻する予定の特攻隊員らに「もし敵が本土上陸を開始すれば、海軍に5,000機、陸軍に8,000機の飛行機が現存している。飛行機と名の付く飛行機には、全機爆装して出撃する。5機に1機の割合で、敵の上陸用舟艇に命中すればその8割は撃滅できる。あとの2割は本土防衛隊が波打ち際で撃退する。われに勝算あり、必ず勝つ！」と檄（）を飛ばし士気を鼓舞していたが、これが机上の空論でナンセンスな話であることを認識していた特攻隊員も多かった。
一方でアメリカ軍は、沖縄で特攻により被った甚大な損害を重く見て「十分な訓練も受けていないパイロットが旧式機を操縦しても、集団特攻攻撃が水上艦艇にとって非常に危険であることが沖縄戦で証明された。終戦時でさえ、日本本土に接近する侵攻部隊に対し、日本空軍が特攻攻撃によって重大な損害を与える能力を有していた事は明白である」「連合軍の空軍がカミカゼを上空から一掃し、連合軍の橋頭堡や沖合の艦船に近づかない様にできたかについては、永遠に回答は出ないだろう、終戦時の日本軍の空軍力を見れば連合軍の仕事は生易しいものではなかったと思われる」と評価し、ダウンフォール作戦が開始され日本本土決戦となった場合、特攻機による撃沈破艦が990隻に達すると見積もっていた。
神風特別攻撃隊は1945年8月15日の終戦まで続いたが、本土決戦のために大量に準備された特攻機が出撃することはなかった。第五航空艦隊司令長官として沖縄戦における航空特攻を指揮した宇垣も、特攻に出撃して戦死した。終戦後の8月16日、神風特攻隊を創設した大西は、死をもって旧部下の英霊とその遺族に謝すること、後輩に軽挙は利敵行為と思って自重忍苦し、日本人の矜持も失わないこと、平時に特攻精神を堅持して日本民族と世界平和に尽くすように希望する旨の遺書を残して割腹自決した。大西は台湾にいたとき副官に「剣道はできるか？ 俺の骨は太いよ。介錯するときに、骨が折れますよ」と話したことがあったが、自刃するさいには介錯人はおかず、深夜一人で割腹し、頸動脈を斬り、心臓を貫いた。それでも明け方までは息があって、駆け付けた多田武雄海軍次官や児玉誉士夫に「できるだけ永く苦しんで死ぬんだ」と言って治療や介錯を拒みながら息を引き取った。この自決によって、大西も神風特攻隊の戦死者として名簿に記載された。
神風特別攻撃隊は戦争が終わってもなおアメリカ軍を警戒させており、1945年9月2日に戦艦「ミズーリ」艦上で行われた日本の降伏文書調印式において、特攻機が突入してもアメリカ海軍司令官全員が死傷することを避けるため、ニミッツはスプルーアンスとミッチャーを、自分やマッカーサーら連合軍の代表者や司令官たちが整列した場所と離れた場所への列席を命じている。

## 戦果

### 艦艇

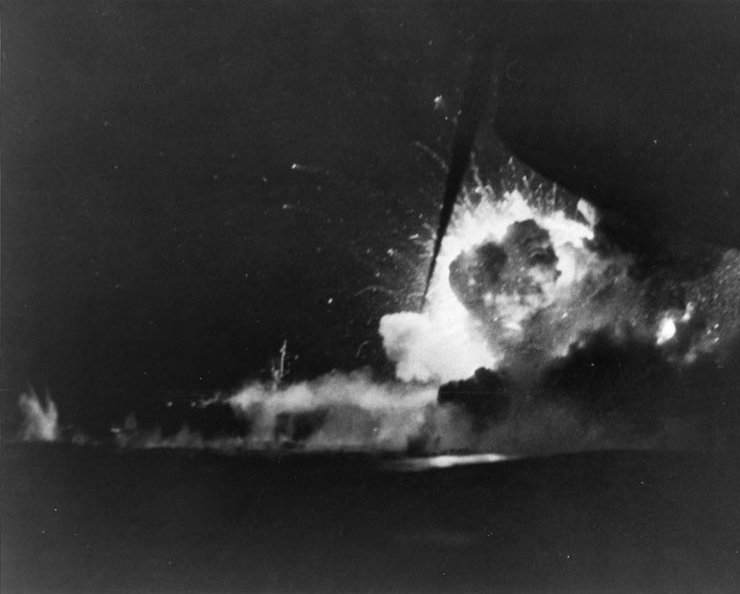
第2御盾隊の特攻で爆沈する護衛空母「ビスマーク・シー」

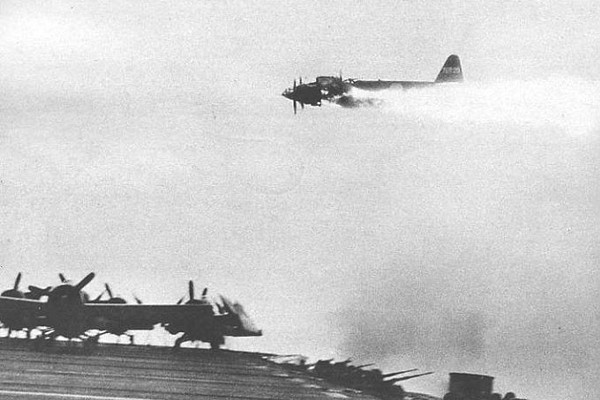
1944年12月15日09時45分頃、護衛空母「オマニー・ベイ」上空で撃墜された特攻機銀河。同艦は1945年1月4日に特攻により沈没。

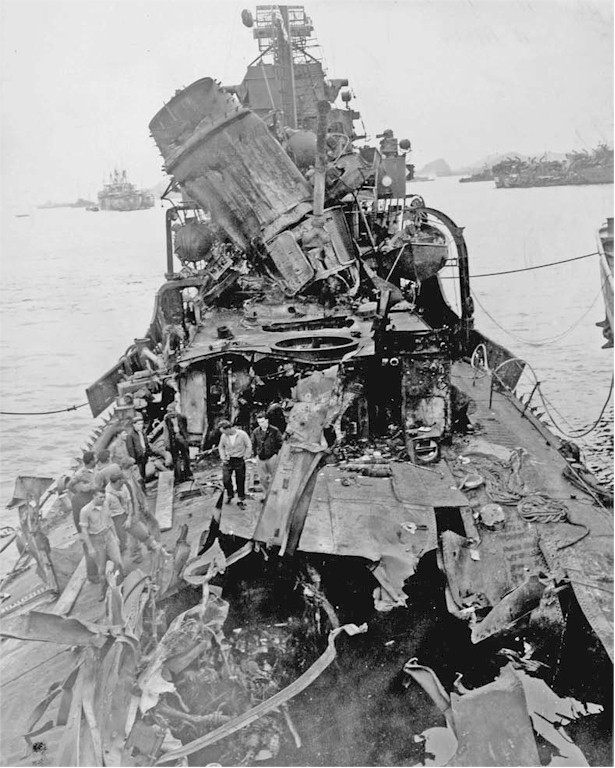
1945年4月6日、5機の特攻機が命中した駆逐艦「ニューコム」。アメリカ本土に曳航後、修理不能と診断されて除籍。

陸軍「と号部隊」によるものと合わせた戦果は下記の通りとなる。
| 艦種         | 船体分類記号 | 撃沈艦 | 除籍艦 | 損傷艦 |
| ------------ | ------------ | ------ | ------ | ------ |
| 戦艦         | BB           |        |        | 16隻   |
| 正規空母     | CV           |        |        | 21隻   |
| 軽空母       | CVL          |        |        | 5隻    |
| 護衛空母     | CVE          | 3隻    | 1隻    | 16隻   |
| 水上機母艦   | AV           |        |        | 4隻    |
| 重巡洋艦     | CA           |        |        | 8隻    |
| 軽巡洋艦     | CL           |        |        | 8隻    |
| 駆逐艦       | DD           | 15隻   | 8隻    | 91隻   |
| 護衛駆逐艦   | DE           | 1隻    | 1隻    | 24隻   |
| 掃海駆逐艦   | DM           | 2隻    | 7隻    | 26隻   |
| 輸送駆逐艦   | APD          | 4隻    | 3隻    | 17隻   |
| 潜水艦       | SS           |        |        | 1隻    |
| 駆潜艇       | SC・PC       | 1隻    | 1隻    | 1隻    |
| 掃海艇       | AM・YMS      | 3隻    |        | 16隻   |
| 魚雷艇       | PT           | 2隻    |        | 4隻    |
| 戦車揚陸艦   | LST          | 6隻    |        | 15隻   |
| 中型揚陸艦   | LSM          | 7隻    | 1隻    | 4隻    |
| 上陸支援艇   | LCS          | 2隻    |        | 13隻   |
| 歩兵揚陸艇   | LCI          | 1隻    |        | 7隻    |
| タグボート   | AT           | 1隻    |        | 1隻    |
| 魚雷艇母艦   | AGP          |        |        | 1隻    |
| ドック艦     | ARL          |        |        | 2隻    |
| 病院船       | AH           |        |        | 1隻    |
| タンカー     | AO・IX       | 1隻    |        | 2隻    |
| 攻撃輸送艦   | AKA・APA     |        |        | 18隻   |
| 傷病者輸送艦 | APH          |        |        | 1隻    |
| 防潜網設置艦 | AKN          |        |        | 1隻    |
| 輸送艦       |              | 7隻    |        | 35隻   |
| 合計         |              | 56隻   | 22隻   | 359隻  |

特攻の戦果は諸説ある。「航空特攻で撃沈57隻、戦力として完全に失われたもの108隻、船体及び人員に重大な損害を受けたもの83隻、軽微な損傷206隻」とする説。「航空特攻で撃沈49隻、損傷362隻、回天特攻で撃沈3隻、損傷6隻、特攻艇で撃沈7隻、損傷19隻、合計撃沈59隻、損傷387隻」とする説、「航空特攻によるアメリカ軍のみの損害で、66隻が撃沈ないし修理不能、400隻が損傷」など諸説ある。
アメリカ軍は、上述の通り、フィリピンで特攻により大きな損害を受けた教訓として、沖縄戦においては沖縄本島近海で作戦行動をとる主力艦隊や輸送艦隊を包み込むように、半径100kmの巨大な円周上に、レーダーを装備したレーダーピケット艦を配置し早期警戒体制を整えることとし、その専門部隊として第51.5任務部隊（司令官フレデリック・ムースブラッガー代将）を編成して、特攻機に対抗したが、日本軍はアメリカ軍のレーダーピケットラインを寸断するために、レーダーピケット艦を優先攻撃目標の一つとしており、また出撃した特攻機もアメリカ軍の大量の迎撃機に阻まれて、最初に接触するレーダーピケット艦を攻撃することが多く、その消耗は激しかった。ニミッツはアーネスト・キング海軍作戦部長に「直衛艦艇と哨戒艦艇を1隻ずつ狙い撃ちにする特攻機により、現在受けつつあり、また将来加えられると予想される損害のため、スプルーアンスとターナーは2人とも、（アメリカ軍が）投入可能な駆逐艦及び護衛駆逐艦全てを太平洋に移動する必要がある点を指摘している」と請願し、ドイツ海軍のUボートを制圧していた大西洋の駆逐艦や護衛駆逐艦が続々と沖縄に派遣された。アメリカ軍は、レーダーピケット艦が沈められた時に生存者の救出を図るため、レーダーピケット艦の周りを小型艇でびっしりと囲ませていた。そのような小型艦艇は「棺桶の担い手」と呼ばれ、実際に、特攻で粉砕されたレーダーピケット艦の生存者を救出し、遺体を収容している。
レーダーピケット艦は特攻機を早期発見するという本来の任務のほかに、結果的に特攻機を引き付ける役割となってしまい、特攻機は何度もレーダーピケット艦に対する攻撃に集中し、大破して沈没寸前の艦にまで執拗に体当たりを繰り返した。特にレーダーピケットラインの中枢で、「ブリキ缶」「スモールボーイ」などの俗称で呼ばれていた駆逐艦の損害は大きく、「まるで射的場の標的の様な形で沖縄本島の沖合に（駆逐艦が）配置されている」と皮肉を言われるほどで、やけになった駆逐艦の乗組員が、駆逐艦の艦尾に大きな矢印をつけて「日本の特攻隊員よ、空母はこの方向です！」と示したほどだった。
沖縄戦中にアメリカ海軍は駆逐艦17隻（航空特攻15隻、特殊潜航艇1隻、陸上砲撃1隻）を沈められ、18隻が再起不能の損傷を受けて除籍される甚大な損害を被ったが（輸送・掃海等の用途特化型の駆逐艦を含む）、その中でもレーダーピケットライン専門部隊であった第51.5任務部隊の損害が最も大きく、11隻の駆逐艦と付属艦5隻の計16隻が沈没、50隻が損傷し、水兵1,348人が戦死、1,586人が負傷した。これは第51.5任務部隊でピケット任務に就いていた駆逐艦のうち42％が沈没もしくは損傷するといった甚大な損害であった。レーダーピケット艦は、文字通り自らを犠牲にして主力艦隊や輸送艦隊を特攻から守り切った。その働きぶりはアメリカ海軍より「光輝ある我が海軍の歴史の中で、これほど微力な部隊が、これほど長い期間、これほど優秀な敵の攻撃を受けながら、これほど大きく全体の為に寄与したことは無い」と賞されている。
レーダーピケット艦の多大なる犠牲を目の当たりにして、アメリカ海軍はより有効な特攻対策を迫られることとなった。その対策とは「CADILLAC」と呼ばれた早期警戒機とデータリンクシステムを結合させた新システムであり、これまでレーダーピケット艦が担っていた役割を早期警戒機が担い、機上レーダーで特攻機を探知すると、そのデータをビデオ信号に変えて、旗艦空母のCICの受信機上にリアルタイムで投影するようにした。このデータリンクにより、旗艦空母は自らのレーダーが探知できていない目標に対しても効果的な対策を講じることができた。早期警戒機としてAN/APS-20早期警戒レーダーを搭載したTBM-3Wが開発され、データリンクシステムも1945年5月にはテストを終えて、1945年7月からエセックス級空母各艦に設置されていったが、本格的に運用する前に終戦となった。この必要に迫られて開発された極めて先進的なシステムは、その後もさらに洗練されて現在のアメリカ軍空母部隊にも受け継がれている。

### 人員

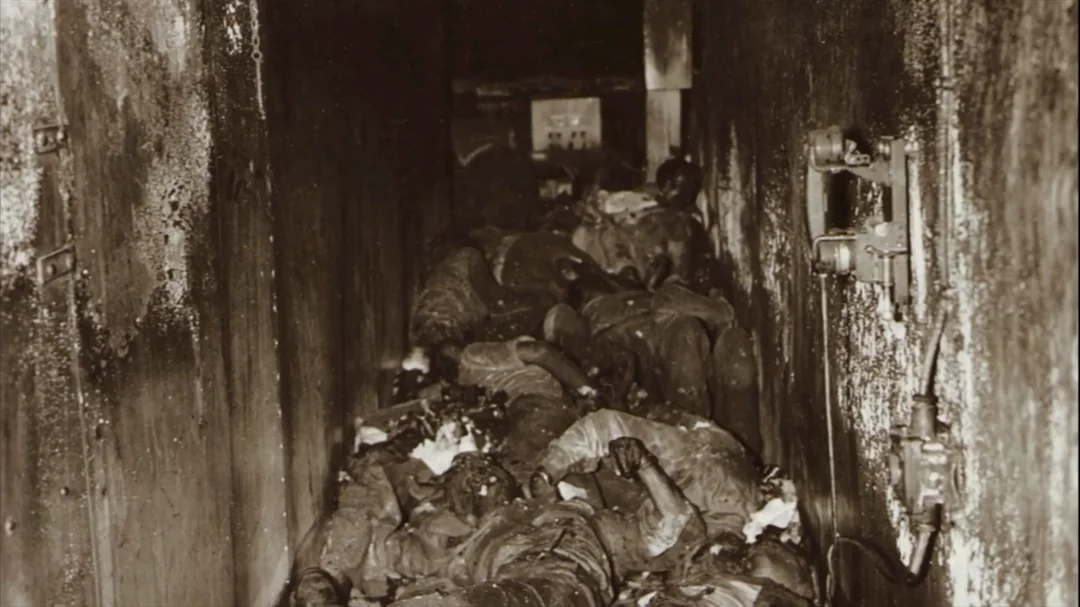
空母「バンカーヒル」艦内で火災に巻き込まれて死亡した多数のアメリカ軍戦闘機パイロット。本艦は2機の特攻で666名の死傷者を出した。

特攻機が狙った目標を目ざして、冷静かつ事前に立てた計画に従って急降下する光景は、アメリカ軍水兵に大きな衝撃を与え、太平洋戦域の連合軍兵士にパニックを引き起こした。このように特攻の効果は、艦船の撃沈、撃破といった物理的な効果に加えて、アメリカ海軍を主体とする連合軍兵士に、多数の死傷者や精神疾患といった多大な人的損失をもたらした。連合軍の艦船は、たった1人の死を顧みない攻撃によって数百名以上の人員が危険にさらされており、「日本軍の機体とパイロットが100％失われたとしても、我々が耐えられない損害を当たえるのに十分だったであろう。」と評価していた。
特攻による連合軍の人的損失については複数の研究があり、その数値が異なる。「戦死者8,064名、負傷者10,708名、合計18,772名」とする説、「戦死者12,260名、負傷者33,769名」とする説などがある。アメリカ軍の公式記録等の調査から、「特攻によるアメリカ軍の戦死者6,830名、負傷者9,931名、合計16,761名」とする説、「戦死者7,000名超」とする説などがある。一方で、「（公財）特攻隊戦没者慰霊顕彰会」によると、航空特攻による日本軍の戦死者は、海軍2,548名、陸軍1,355名、計3,903名であり、戦死者であれば2倍前後、死傷者では4倍以上という損害を連合軍に与えており、また、平均すると、特攻機1機の命中ごとにアメリカ軍将兵40名が死傷したという統計もある。特攻のように、味方が失った人命より敵の死者の方が多いという例は、太平洋戦争においては稀（）であるという指摘もある。

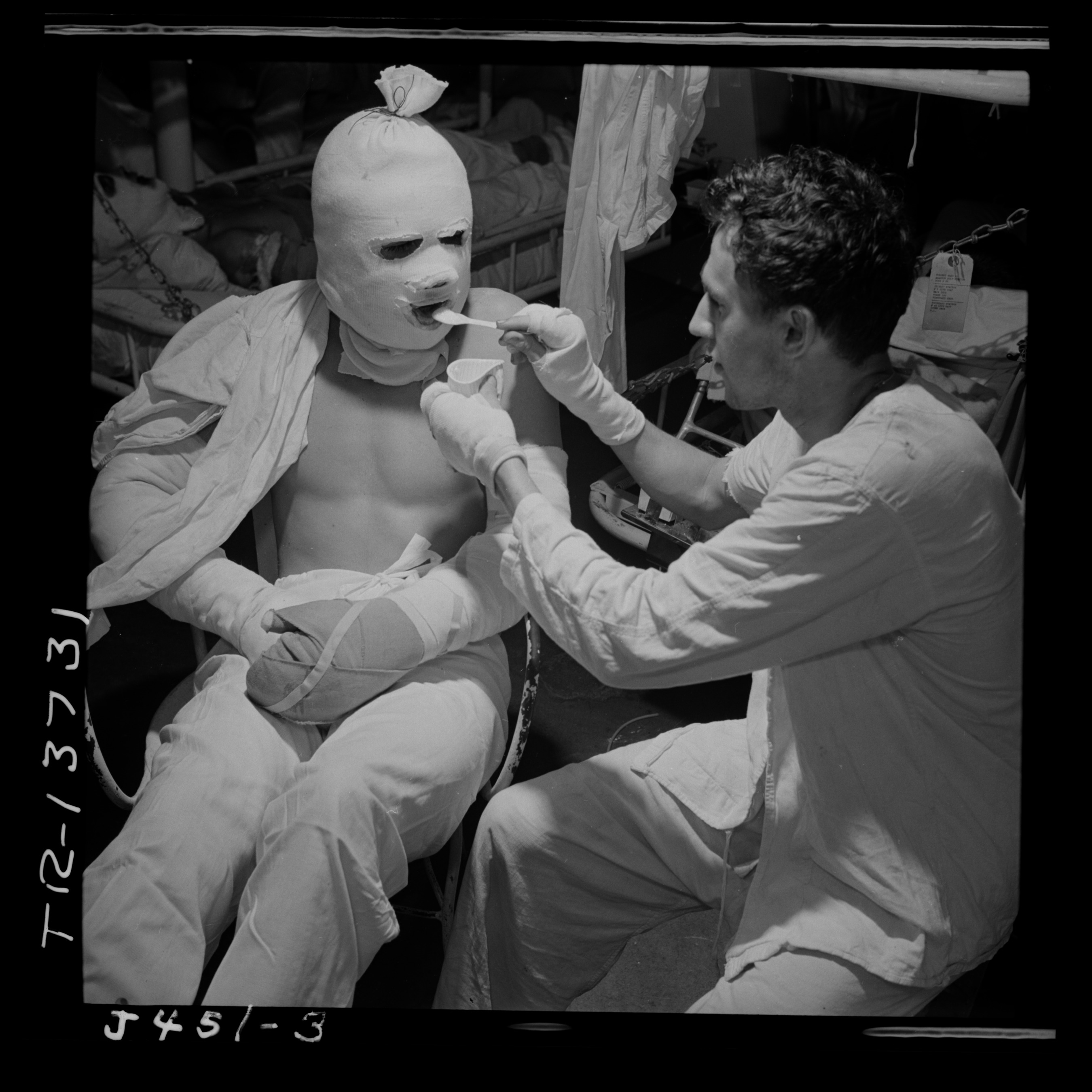
特攻により大火傷を負い、病院船「ソラース」で治療をうけるアメリカ軍兵士。

アメリカ海軍の太平洋戦域での戦闘における（除事故・病気等の自然要因）死傷者のアメリカ軍公式統計は、特攻が開始された1944年以降に激増し、1944年から1945年8月の終戦までで45,808名に上り、太平洋戦争でのアメリカ海軍の死傷者合計71,685名の63.9%にも達したが（1945年の8か月だけでも26,803名で37.4%）、1944年以降のアメリカ軍艦船の戦闘による撃沈・損傷等は約80%以上が特攻による損失である。
その内、特攻が開始された1944年10月以降の、アメリカ海軍兵士の直接の戦闘による戦死者だけでも下記の通りとなる。
| 戦域                      | 戦死者   | 負傷により後日死亡 | 小計     |
| ------------------------- | -------- | ------------------ | -------- |
| フィリピン戦域            | 4,026名  | 270名              | 4,296名  |
| 硫黄島戦域                | 934名    | 48名               | 982名    |
| 九州沖戦域                | 963名    | 6名                | 969名    |
| 沖縄戦域                  | 3,809名  | 219名              | 4,028名  |
| 1945年7月以降日本近海戦域 | 1,103名  | 14名               | 1,117名  |
| 合計                      | 10,835名 | 557名              | 11,392名 |

また上記の海軍以外でも、輸送艦などに乗艦していた、陸軍・海兵隊の兵士や輸送艦の船員なども多数死傷し、またイギリス軍、オーストラリア軍、オランダ軍、ソ連軍など他の連合軍兵士も多数死傷している。
特攻による被害艦は、重篤な火傷を負った負傷者が多いことも特徴であった。航空燃料で生じた激しい火災による火傷の他に、特攻機や搭載爆弾の爆発で生じる閃光による閃光火傷を負う負傷者も多かった。フィリピンで特攻で大破した軽巡洋艦「コロンビア」では100名以上の閃光火傷の負傷者が生じている。後送される特攻による負傷者は、包帯を全身に巻かれミイラのようになっており、チューブで辛うじて呼吸し、静脈への点滴でどうにか生き延びているという惨状であった、また、火傷が原因で後日死亡する負傷者も多かった。特攻による多大な人的損失に頭を悩ますアメリカ海軍は、水兵に対して「対空戦闘に必要最低限の人数以外は退避させる」「一か所に大人数で集まることを禁止」「全兵員が長袖の軍服を着用し袖や襟のボタンをしっかりとめる、顔など露出部には火傷防止クリームを塗布する」「全兵員のヘルメット着用義務化」「対空戦闘要員以外はうつ伏せになる」など事細かに特攻による兵員の死傷の防止策を指導していた。

### 有効率
|                          | フィリピン戦 | 沖縄戦  | 合計    |
| ------------------------ | ------------ | ------- | ------- |
| 特攻機損失数             | 650機        | 1,900機 | 2,550機 |
| 命中もしくは有効至近命中 | 174機        | 279機   | 475機   |
| 有効率                   | 26.8%        | 14.7%   | 18.6%   |

|                  | 1944年10月 | 1944年11月 | 1944年12月 | 1945年1月 | 1945年2月 | 1945年3月 | 合計  |
| ---------------- | ---------- | ---------- | ---------- | --------- | --------- | --------- | ----- |
| 特攻を試みた機数 | 43機       | 73機       | 97機       | 99機      | 17機      | 27機      | 356機 |
| 特攻機命中       | 18機       | 28機       | 33機       | 42機      | 8機       | 11機      | 140機 |
| 特攻機命中率     | 42%        | 38%        | 34%        | 42%       | 47%       | 41%       | 39%   |
| 有効至近命中     | 7機        | 11機       | 13機       | 22機      | 2機       | 4機       | 59機  |
| 有効至近命中率   | 16%        | 15%        | 13%        | 22%       | 12%       | 15%       | 17%   |
| 有効率           | 58%        | 53%        | 47%        | 64%       | 59%       | 56%       | 56%   |
| 艦船損傷数       | 17隻       | 26隻       | 30隻       | 42隻      | 4隻       | 11隻      | 130隻 |
| 艦船沈没数       | 3隻        | 2隻        | 11隻       | 3隻       | 1隻       | 0隻       | 20隻  |

特攻の高い有効性について、アメリカ海軍は下記のように分析していた。
1. 特攻は、アメリカ軍艦隊が直面した最も困難な対空問題である。
2. 今まで有効であった対空戦術は特攻機に対しては効果がない。
3. 特攻機は撃墜されるか、激しい損傷で操縦不能とならない限りは、目標を確実に攻撃する。
4. 操縦不能ではない特攻機は、回避行動の有無に関わらず、あらゆる大きさの艦船に対して事実上100%命中できるチャンスがある。

### 特攻と通常攻撃との有効率の比較
特攻の有効率は高いながらも、特攻に一番近い攻撃法である急降下爆撃の日本軍主張の命中率と比較すると見劣りし、特攻の戦術としての有効性は決して高くはなかったと主張する者もいる。ただし下表のとおり、特攻の有効率と比較するために急降下爆撃の命中率として引用されることの多い、太平洋戦争初期の日本軍主張の急降下爆撃の命中率は、攻撃を受けたアメリカ軍やイギリス軍の被害報告に基づく実際の命中率とはかけ離れていた。
|                                                      | 艦爆攻撃数 | 日本軍主張命中弾   | 日本軍主張命中率 | 実際の被弾数 | 実際の命中率 |
| ---------------------------------------------------- | ---------- | ------------------ | ---------------- | ------------ | ------------ |
| 真珠湾攻撃で湾から脱出をはかる「ネバダ」に対する攻撃 | 23機       | 21発（内不確実13） | 58.5％から65％   | 5発          | 21.7%        |
| セイロン沖海戦で2隻の重巡洋艦に対する攻撃            | 53機       | 46発               | 88％             | 19発         | 35.8％       |
| 珊瑚海海戦で2隻の空母に対する攻撃                    | 33機       | 18発               | 53％から64％     | 3発          | 9%           |
| ミッドウェー海戦で「ヨークタウン」に対する攻撃       | 18機       | 6発                | 33.3％           | 3発          | 16.6%        |

日本軍主張の命中率は過大ではあったが、それでも太平洋戦争の序盤は多大な成果を上げていたことにかわりはなく、アメリカ軍も「彼ら（日本軍）の開戦初期の成功は、非常によく訓練され、組織され、装備された航空部隊が連合軍の不意をついて獲得したものであった」と評価していた。しかし、ミッドウェーの敗戦からソロモン諸島などでの航空消耗戦で弱体化していく日本軍航空戦力を「日本軍の航空戦力がソロモン諸島、ビスマルク諸島、ニューギニアで消耗されると、それらに匹敵する後継部隊を手に入れることができなくなり、日本の空軍力は崩壊しはじめ、ついに自殺攻撃が唯一の効果的な戦法となった。」と評価していた。
日本軍の航空戦力の弱体化に対して、アメリカ軍側の防空システムは1943年までの日本軍との諸海戦の戦訓により各段に進歩しており、特に1943年以降大量に就役したエセックス級航空母艦の艦隊配備が進歩を加速させた。エセックス級空母各艦は航空母艦群の旗艦となり、搭載された対空捜索用SKレーダー、対水上捜索・航空機誘導用SGレーダー、航空管制用の測高用SMレーダー、予備の対空捜索用SC-2レーダー、射撃用のレーダーとしてMk.37 砲射撃指揮装置と一体化した距離測定用Mk.12レーダーと、高度測角用Mk.22レーダー を活用した戦闘指揮所 (CIC) が、迎撃戦闘機の誘導や新兵器VT信管を駆使した対空射撃など、対空戦闘を総合的に統制し、マリアナ沖海戦では一方的に日本軍通常攻撃機を撃墜し、ほとんどの日本軍通常攻撃機がアメリカ軍艦隊に到達することができず、命中弾は戦艦「サウスダコタ」への1発のみと、のちに「マリアナの七面鳥撃ち（The Marianas Turkey Shoot）」とからかわれたぐらいに、対空システムは完成の域に達していた。
日本軍が特攻を主要戦術として採用した背景をアメリカ軍は、マリアナ沖海戦以降の航空作戦の苦境で「大本営に、陸海両空軍が正規の航空軍としては敗北したことが明白になったとき絶望的戦術として使用した」「自殺攻撃が開始された理由は、冷静で合理的な軍事的決定であった。」と分析していた。
|                                            | 1944年10月 - 1945年1月 | 1945年2月 | 1945年3月 | 1945年4月 | 合計                 |
| ------------------------------------------ | ---------------------- | --------- | --------- | --------- | -------------------- |
| アメリカ軍艦艇の射程内に入った日本軍機合計 | 1,616機                | 123機     | 219機     | 978機     | 2,936機              |
| その内、特攻機                             | 376機                  | 18機      | 42機      | 348機     | 784機                |
| その内、通常攻撃機                         | 1,240機                | 105機     | 177機     | 630機     | 2,152機              |
| 特攻機命中                                 | 120機（命中率31.9%）   | 8機       | 10機      | 78機      | 216機（命中率27.6%） |
| 通常攻撃命中                               | 41機（命中率3.3%）     | 1機       | 10機      | 6機       | 58機（命中率2.7%）   |

|                                               | 特攻機 | 通常攻撃機 |
| --------------------------------------------- | ------ | ---------- |
| 艦艇に1発の命中弾を与えるために必要な攻撃機数 | 3.6機  | 37機       |
| 命中率                                        | 27%    | 2.7%       |
| 艦艇に命中弾を与えるまでの損失機数            | 3.6機  | 6.1機      |

これらの統計の結果でアメリカ軍は、通常攻撃機を全て特攻機に回したならば、この間の通常攻撃機による79発の命中弾が792発（792機）の命中になったであろうと分析している。
米国戦略爆撃調査団の公式報告書では「日本軍パイロットがまだ持っていた唯一の長所は、彼等パイロットの確実な死を喜んでおこなう決意であった。このような状況下で、かれらはカミカゼ戦術を開発させた。 飛行機を艦船まで真っ直ぐ飛ばすことができるパイロットは、敵戦闘機と対空砲火のあるスクリーンを通過したならば、目標に当る為のわずかな技能があるだけでよかった。もし十分な数の日本軍機が同時に攻撃したなら、突入を完全に阻止することは不可能であっただろう。 」と述べられている。通常の航空爆撃と異なり、対空攻撃によって特攻機の乗員が負傷したり機体が破損するなどしても、特攻機は命中するまで操舵を続けるため、投下する爆弾や魚雷を避けることを前提とした艦船の回避行動はほとんど意味がなかった。
台湾沖で、神風特攻新高隊の零戦2機の特攻攻撃を受け大破炎上、144名戦死203名負傷の甚大な損害を被り、自らも重傷を負った空母「タイコンデロガ」のディクシー・キーファー艦長は、療養中に『アマリロ・デイリー・ニュース』の取材に対して「日本のカミカゼは、通常の急降下爆撃や水平爆撃より4 - 5倍高い確率で命中している。」と答えている。また、「通常攻撃機からの爆撃を回避するように操舵するのは難しくないが、舵を取りながら接近してくる特攻機から回避するように操舵するのは不可能である。」とも述べている。また、イギリスの軍事評論家バリー・ピッドは「日本軍の神風特攻がいかに効果的であったかと言えば、沖縄戦中1900機の特攻機の攻撃で実に14.7%が有効だったと判定されているのである。これはあらゆる戦闘と比較しても驚くべき効率であると言えよう」「アメリカ軍の海軍士官のなかには、神風特攻が連合軍の侵攻阻止に成功するかもしれないと、まじめに考えはじめるものもいたのである」との記述をしている。
アメリカ軍は、特攻が通常の航空機による攻撃より優れている点としてイラスト付きで下記を挙げている。（画像参照）。
1. 特攻機は片道攻撃で帰還を考慮しなくていいため、攻撃距離が長い。
2. パイロットが突っ込む直前まで操縦できるため、命中率が高い。
3. 特攻機パイロットは精神的に強靱である。
4. 特攻機は機体自体が搭載している航空燃料で強力な焼夷弾になる。

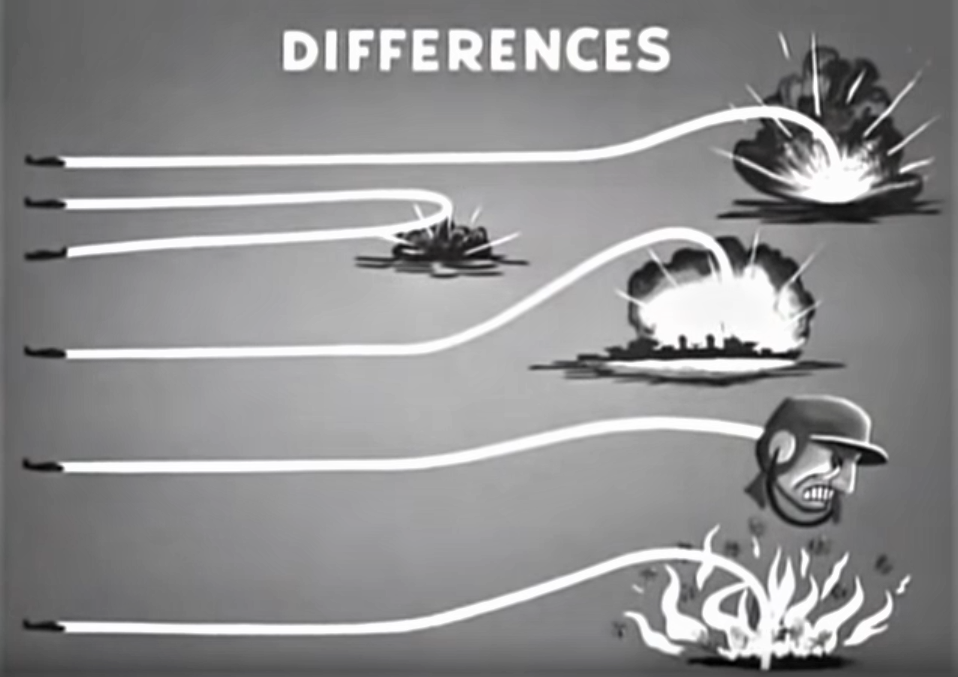

この有効率の高さを、対零式艦上戦闘機空戦戦術「サッチウィーブ」の考案者でもあった、第38任務部隊航空参謀のジョン・サッチ少佐は「我々が誘導ミサイルを手にする以前の誘導ミサイルであった」「人間の脳と目と手で誘導され、誘導ミサイルよりさらに優れていた」「時代の先を行く兵器であった」と分析していた。
太平洋戦争終戦後相当年数を経た1999年作成のアメリカ空軍報告書においても、特攻機は現在の対艦ミサイルに匹敵する誘導兵器と評価されて、アメリカ軍艦船の最悪の脅威であったと指摘されている。そして特攻機は相対的には少数でありながら、アメリカ軍の戦略に多大な変更を強いており、実際の戦力以上に戦況に影響を与える潜在能力を有していたと結論づけている。
また、当時の対空砲火は敵機に命中させて撃墜を狙うというより艦を攻撃しやすいコースから退かせることを主目的としており、現代の対空システムからイメージされるほど撃墜率は高くなかった。そのため、もとより生還を期さない上に通常の爆撃・雷撃とは異なるコースからでも攻撃が可能となる特攻機に対してはほとんど効果がなかった。

## 戦術

### 接敵法
海軍航空隊は特攻機による接敵法として「高高度接敵法」と「低高度接敵法」を訓練していた。

#### 高高度接敵法
高度6,000m - 7,000mで敵艦隊に接近する。敵艦を発見しにくくなるが、爆弾を搭載して運動性が落ちている特攻機は敵戦闘機による迎撃が死活問題であり、高高度なら敵戦闘機が上昇してくるまで時間がかかること、また高高度では空気が希薄になり、敵戦闘機のパイロットの視力や判断力も低下し空戦能力が低下するため、戦闘機の攻撃を回避できる可能性が高まった。しかし敵のレーダーからは容易に発見されてしまう難点はあった。
敵艦を発見したら、まず20度以下の浅い速度で近づいた。いきなり急降下すると身体が浮いて操縦が難しくなったり、過速となり舵が効かなくなる危険性があった。敵艦に接近したら高度1,000m - 2,000mを突撃点とし、艦船の致命部を照準にして角度35度 - 55度で急降下すると徹底された。艦船の致命部というのは空母なら前部リフト、戦闘艦なら艦橋もしくは船首から長さ3分の1くらいの箇所であったが、これは艦船に甚大な損傷を与えられるだけでなく、攻撃を避けようと旋回しようとする艦船は、転心 を軸にして回るため、その転心が一番動きが少ない安定した照準点とされた。

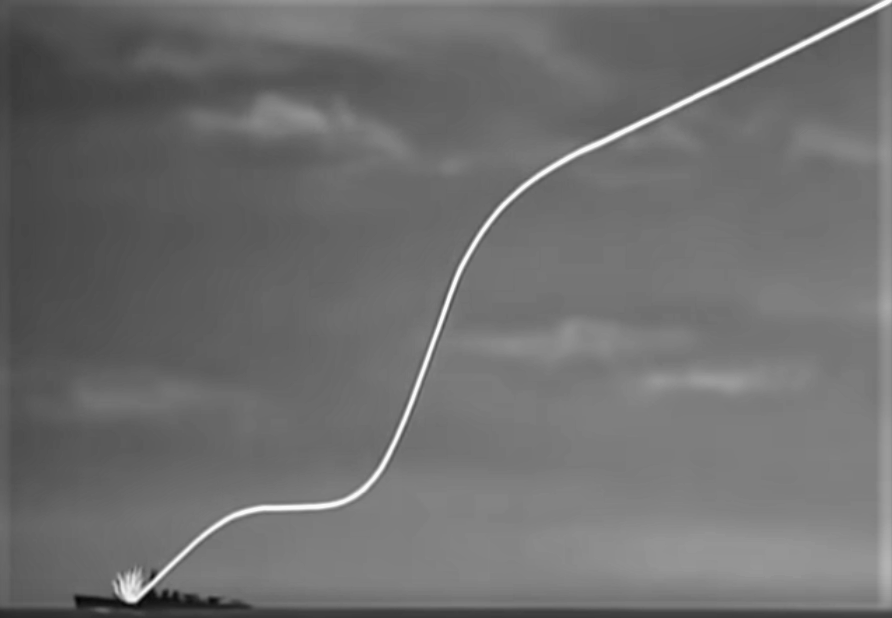
もっとも基本的な突入法、まず浅い角度で接近し敵艦を攻撃線上に収めて急降下、敵艦が攻撃線上から外れた場合、一旦機首を引き上げ、再度敵艦を攻撃線上に収めて突入
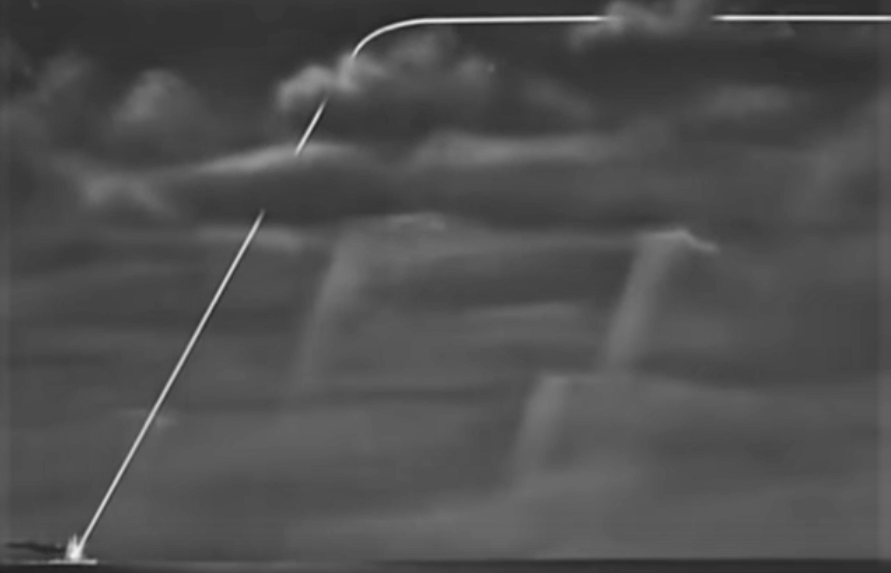
1度の急降下で敵艦を攻撃線上に収められた場合
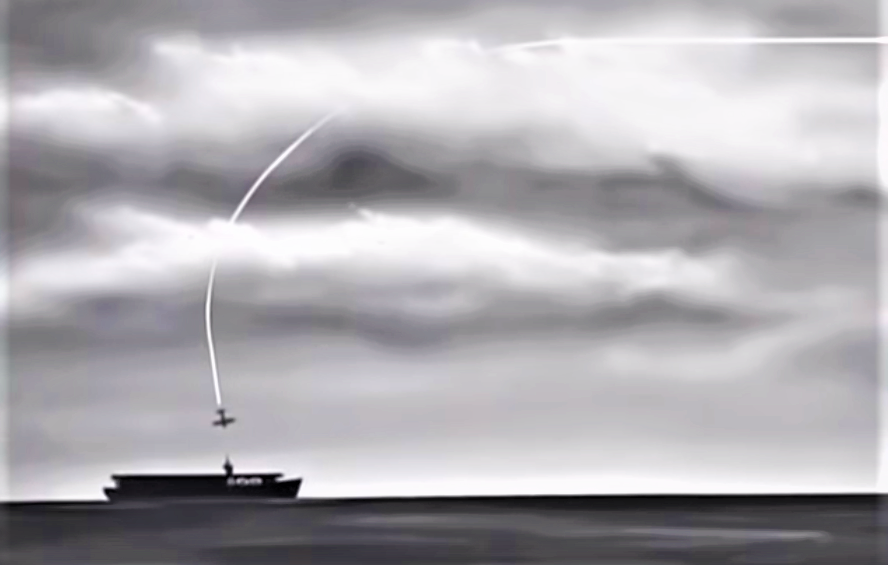
雲に隠れながら目標に接近し、雲の合間から深い角度で突入できる場合

#### 低高度接敵法
超低高度（10m - 15m）で海面をはうように敵艦隊に接近する。レーダー及び上空からの視認で発見が困難となるが、高度な操縦技術が必要であった。敵に近づくと敵艦の直前で高度400m - 500mに上昇し、高高度接敵法の時より深い角度で敵艦の致命部に体当たりを目指す。突入角度が深ければ効果も大きいため、技量や状況が許すならこちらの戦法が推奨された。

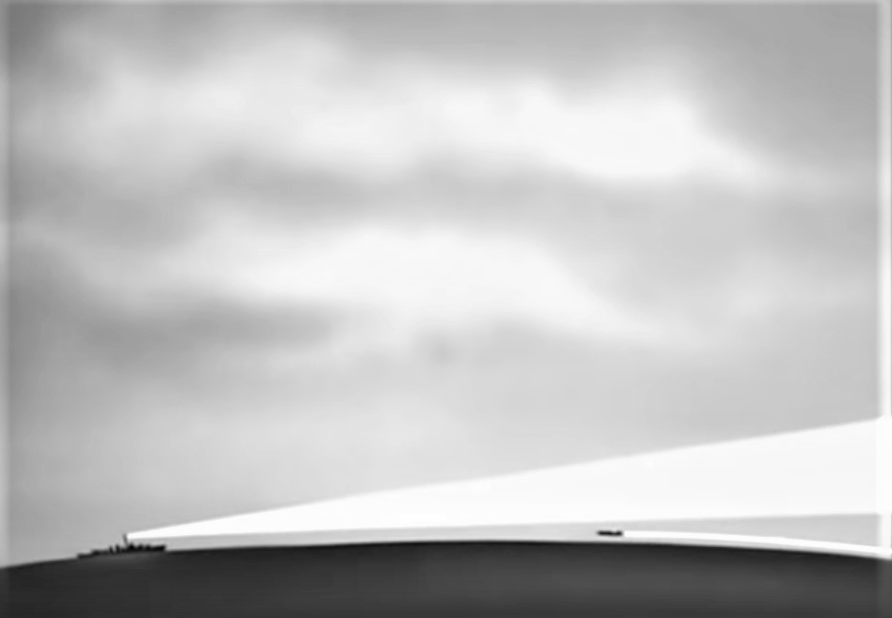
レーダー探知可能範囲外の超低空飛行で接敵する場合
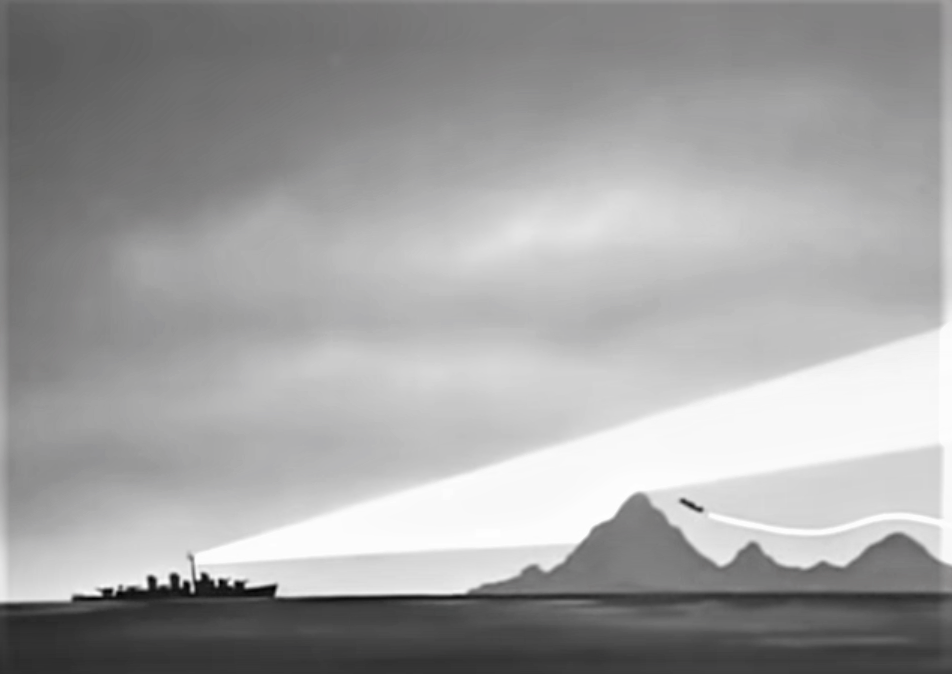
島影などに隠れながらレーダーに探知されないように接敵する場合
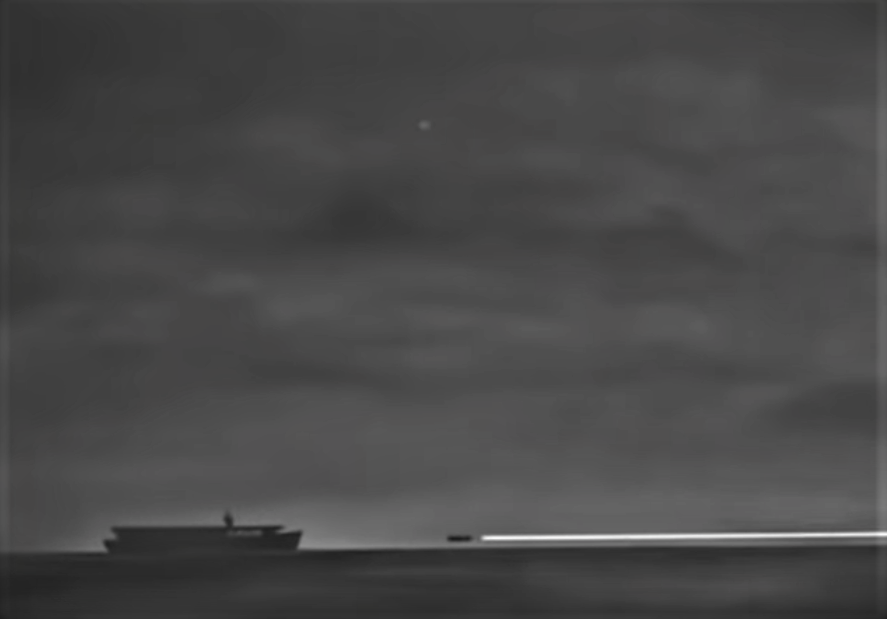
夜間や悪天候など視界不良時に低空飛行で接敵する場合
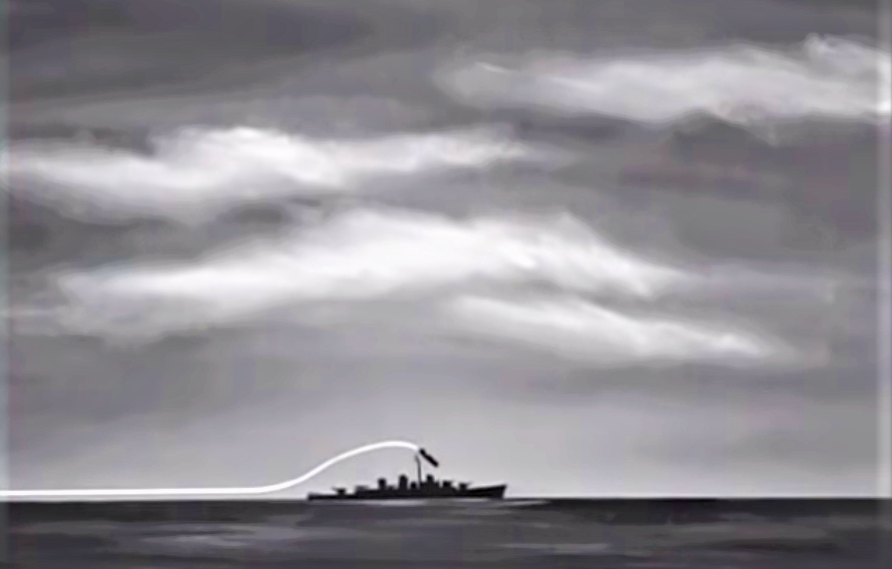
低空飛行で接敵し目標の直前で上昇し急降下で敵艦の致命部に突入する場合

複数の部隊で攻撃する場合は「高高度接敵法」と「低高度接敵法」を併用し、敵の迎撃の分散を図った。他にも特攻対策の中心的存在であった連合国軍のレーダーを欺くためにに、薄くのばしたスズを貼った模造紙（電探紙、今で言うチャフ）をばら撒いたり、レーダー欺瞞（）隊と制空部隊ら支援隊と特攻機隊が、別方向から敵艦隊に突入する「時間差攻撃」を行ったり という戦法などで対抗している。
海軍航空隊における特攻の教育日程は、発進訓練（発動、離陸、集合）2日、編隊訓練2日、接敵突撃訓練3日を基本に、時間に応じこの日程を反復していた。

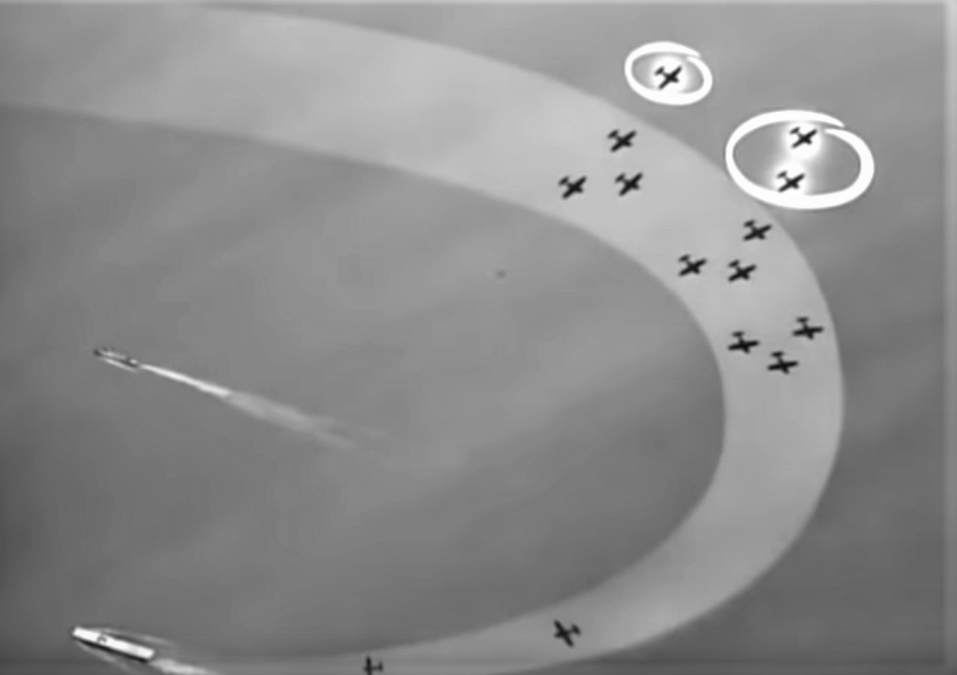
帰還する敵艦載機に紛れて接近しレーダー探知を回避する場合（丸で囲まれているのが特攻機）
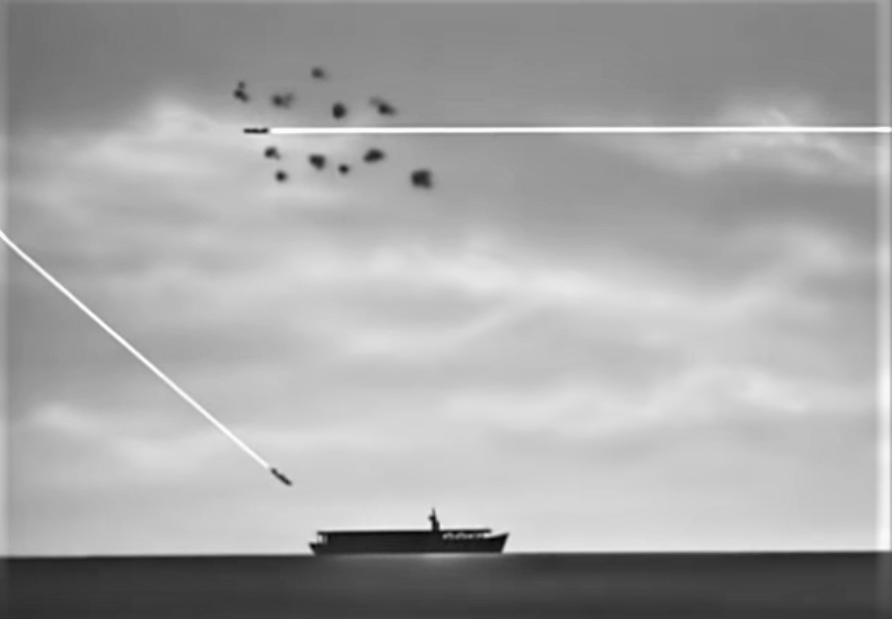
支援隊と特攻機隊が、別方向から敵艦隊に突入し、支援隊が敵艦の対空砲火を引きつけている間に特攻機が突入する「時間差攻撃」の場合

### 特攻機の破壊力
特攻に主に使われた零戦は元より空戦用にできているため急降下すると機首が浮き上がり、速度で舵も鈍くなるため正確に突入するのが困難という意見もあり、沖縄戦時の菊水作戦中に第5航空艦隊参謀に就任していた中島正中佐が出撃する特攻隊員に「ダイブ（急降下）角は45度」という訓示をしているが、中島の訓示の後に第七二一海軍航空隊の林富士夫大尉が「中島中佐は自分が飛ばないからわからない。高い角度のダイブで突入することは不可能で、せいぜい20 - 30度である。突入は舷側を狙え」と中島の指示を訂正している。
突入角度が浅いと、特攻機の爆弾が敵艦を貫通しないケースも少なからずあった。特攻の戦果確認機からの過大戦果報告に疑念を感じていた軍令部次長大西が、第一航空技術廠長の多田力三中将に特攻の効果についての実験を要請している。その要請を受けて、第一航空技術廠と横須賀海軍航空隊は1945年5月に協同で、250kg爆弾を搭載した無人の零戦をカタパルトで射出し、さまざまな角度で鋼板に衝突させる実験を行った。その結果、30度以上の角度では爆弾も機体も鋼板を貫通するが、30度未満の角度では鋼板の上を滑って機体も爆弾も跳躍してしまうことが判明した。この実験結果を見て大西は、搭乗員の心理作用で突入角度が浅くなって、結果的に特攻機が敵艦を貫通できないケースがあることを認識している。
突入角度に加えて速度についても、戦後にアメリカ軍から「適切な角度で行えば通常の爆撃より速度が速い」という分析はされているものの、上記の通り命中寸前まで機体を操縦可能という、特攻特有の利点を活かして、多種多様な角度で特攻機が命中しており、航空機による通常攻撃と比較し抜群に高い有効性を確保していたが、一方で、浅い角度で突入した場合は、重力による加速が深い角度で突入した場合と比べると劣るため、平均的な命中速度は通常の爆撃の投下爆弾よりは遅かった。従って、特攻による艦内部の破壊は平均すると通常の航空攻撃（魚雷攻撃を含む）よりも少なく、駆逐艦においては、通常の航空攻撃（魚雷攻撃を含む）での被害艦の沈没比率は28.9％であったが、特攻による沈没率は13.7％と約半分であった。
しかし、沖縄戦で富安俊助中尉が搭乗する零戦が空母「エンタープライズ」を大破させたときの最終突入角度は50度に達しており、深い角度で突入した事例もある。一方で、フィリピンにおいて護衛空母「セント・ロー」に命中した敷島隊の零戦は、まるで着艦でもする様な高度(30m)で接近してきてそのまま時速480kmで浅い角度で体当たりしたが、搭載爆弾は甲板を貫通、格納庫で爆発し、燃料や弾薬を誘爆させ合計7回の爆発を経た後に、特攻機命中からわずか32分後に爆沈したように、突入角度が浅かったり、速度が遅くても敵艦に深刻な損害を与えた事例も多く、一概に突入角度や速度だけが敵艦に与える損害を決定する要素とはならない。
そもそも、艦艇の喫水線より下を攻撃して艦艇に浸水させることができる魚雷攻撃と異なり、原則的に喫水線より上を攻撃する爆撃や特攻によって大規模な浸水被害が生じることはまれであり、攻撃の性質的に沈没率は高くはないことは日本軍も認識しており、少数の特攻機の命中でも、大型艦に致命的打撃威力を発揮できる、画期的威力増大策の研究を行っている。しかし、特攻機はその搭載された航空燃料が武器となり、命中時には航空燃料による火災を発生させることが多かったので、いわば爆弾とナパーム弾が同時に命中したような効果が生じた。特攻機の命中によって生じた火災は、被害艦を沈没まで至らせなくても重篤になることが多く、艦の損傷を拡大させ、多くの人員に重篤な火傷を負わせて戦闘不能にさせ、適切な消火に失敗すると艦を再起不能の損傷に至らせている。そのため、特攻機は爆弾を搭載していなくとも、極めて強力な焼夷弾となったと評している。沖縄戦においては、特攻により生じた大量の損傷艦のために慶良間諸島の泊地は常に満杯であり、損傷艦は工作艦により応急修理がなされると、随伴艦と一緒に群れを成して太平洋を横断してアメリカ本国に帰還した。特攻による損傷艦の中には、護衛空母「スワニー」のように、艦設計の際に考慮されていなかったほどの甚大な損傷を負った艦や、正規空母「バンカーヒル」のように、ピュージェット・サウンド海軍工廠で修理を受けた艦船の中では最悪の損傷レベルと認定された艦もあった。甚大な損傷を負った艦の中には、修理不能と診断されてそのままスクラップとなった艦も少なくない。
一方で、第二次世界大戦末期のアメリカ軍は、それまでの戦闘経験によりダメージコントロールが格段に進歩しており、特攻による撃沈率を低減させるに成功している。例えば、硫黄島の戦いで海軍の第二御楯隊が大破させた正規空母「サラトガ」の損傷具合は、太平洋戦争初期に珊瑚海海戦で沈没した「レキシントン」よりはるかに深刻であったと、両艦のいずれの被爆時にも乗艦していたパイロットのV・F・マッコルマック少佐が証言しているなど、大戦初期や中期においては放棄されたような状況の艦ですら救われることが多くなっていた。アメリカ軍は、特攻により大量の損傷艦が生じたのを振り返って、艦艇が沈没までは至らなくとも、多くの場合は修理のためにアメリカ本国の造船所に帰還せねばならず、作戦上の損失は大きかったと結論づけている。

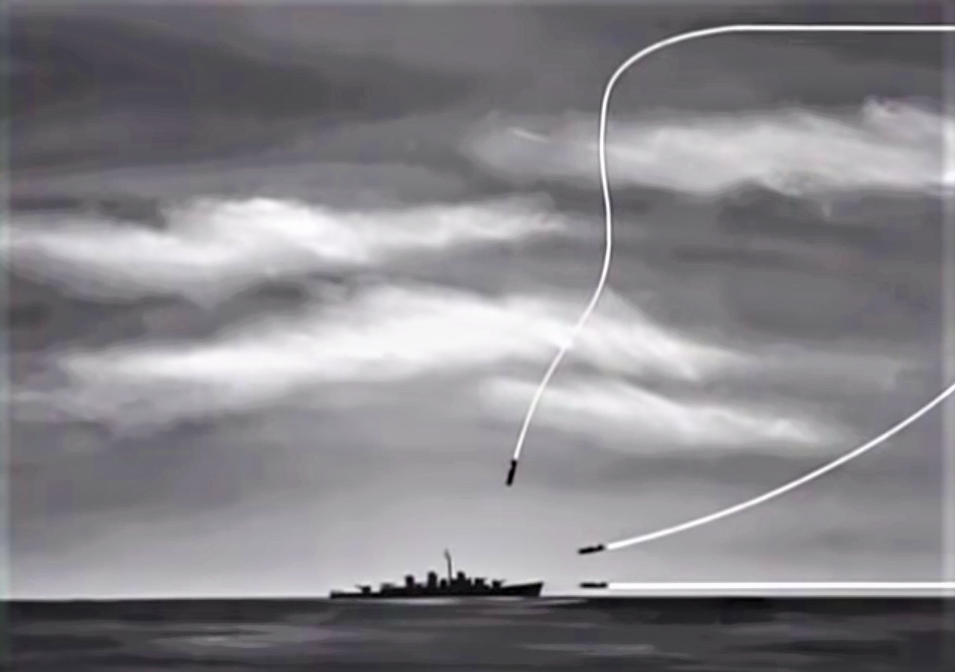
特攻機の突入角度の例、突入寸前まで操縦が可能なため、通常の爆撃では命中不可能な浅い角度でも突入できた。
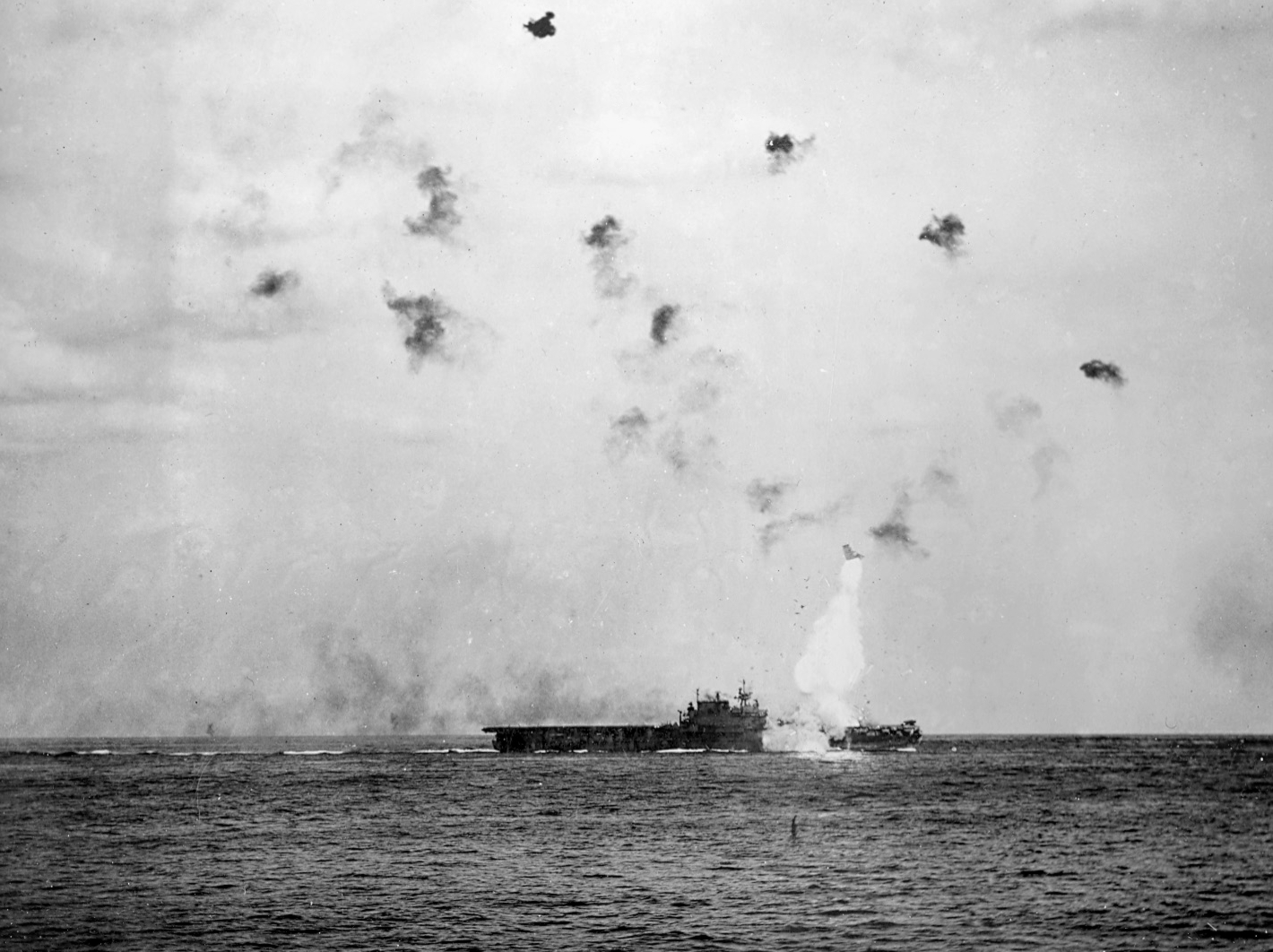
「エンタープライズ」に富安俊助中尉が搭乗する零戦が約50度の急角度で突入した瞬間。爆発の先端に吹き飛んでいるのがエレベーター。
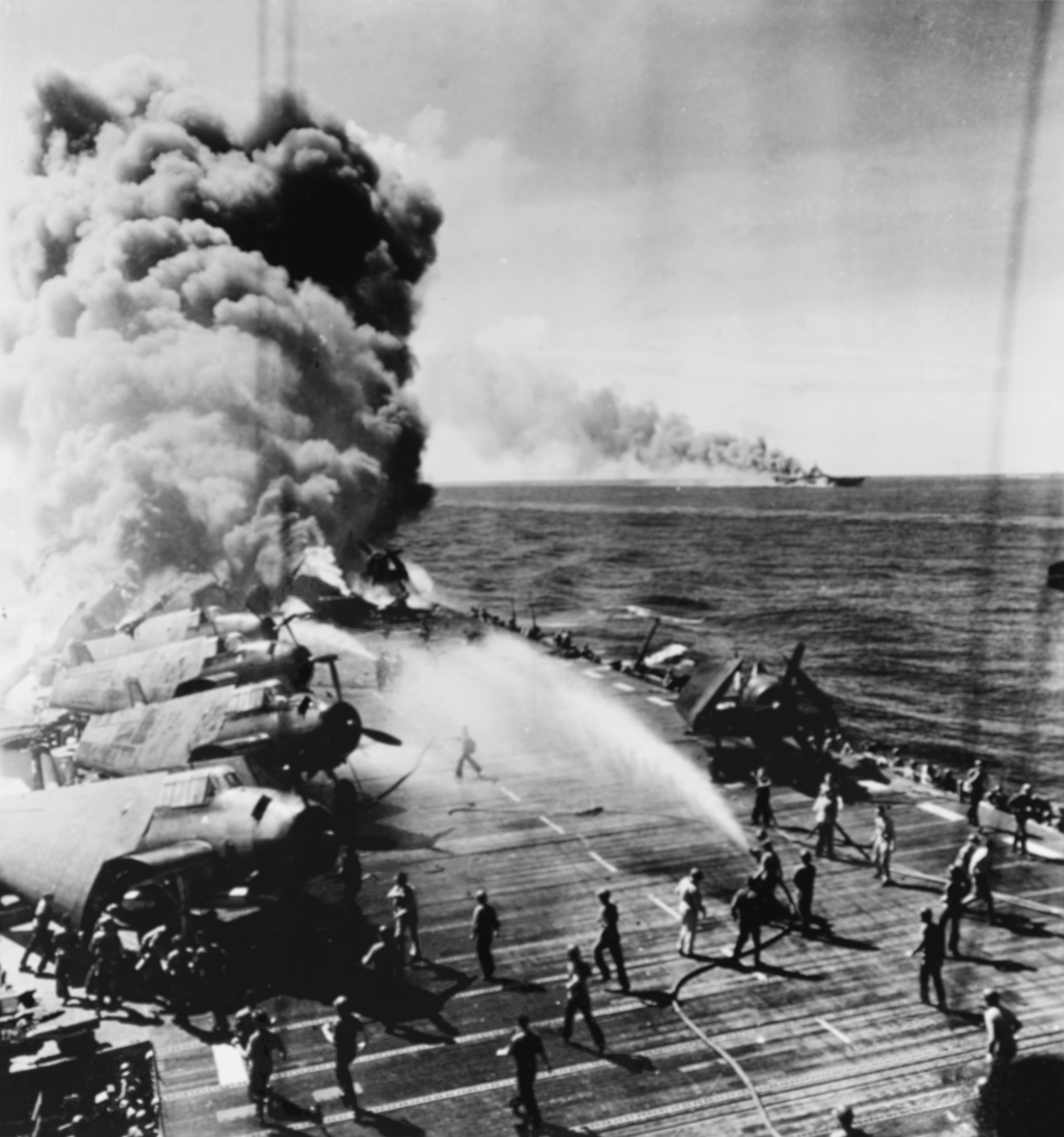
軽空母「ベローウッド」の飛行甲板後部に神風特別攻撃隊葉桜隊の1機が命中し艦載機が炎上
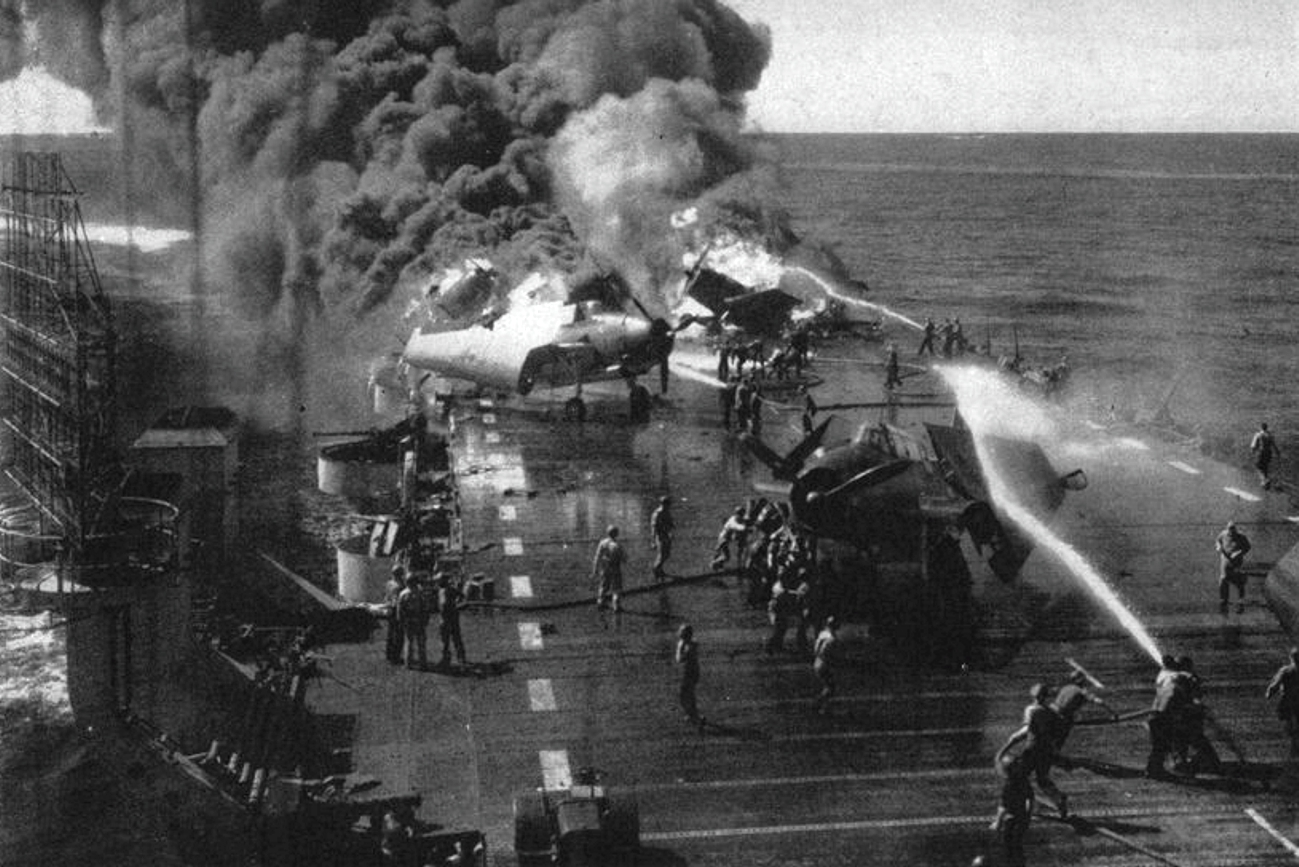
火災は飛行甲板上に並べられていた艦載機に引火して次々と延焼
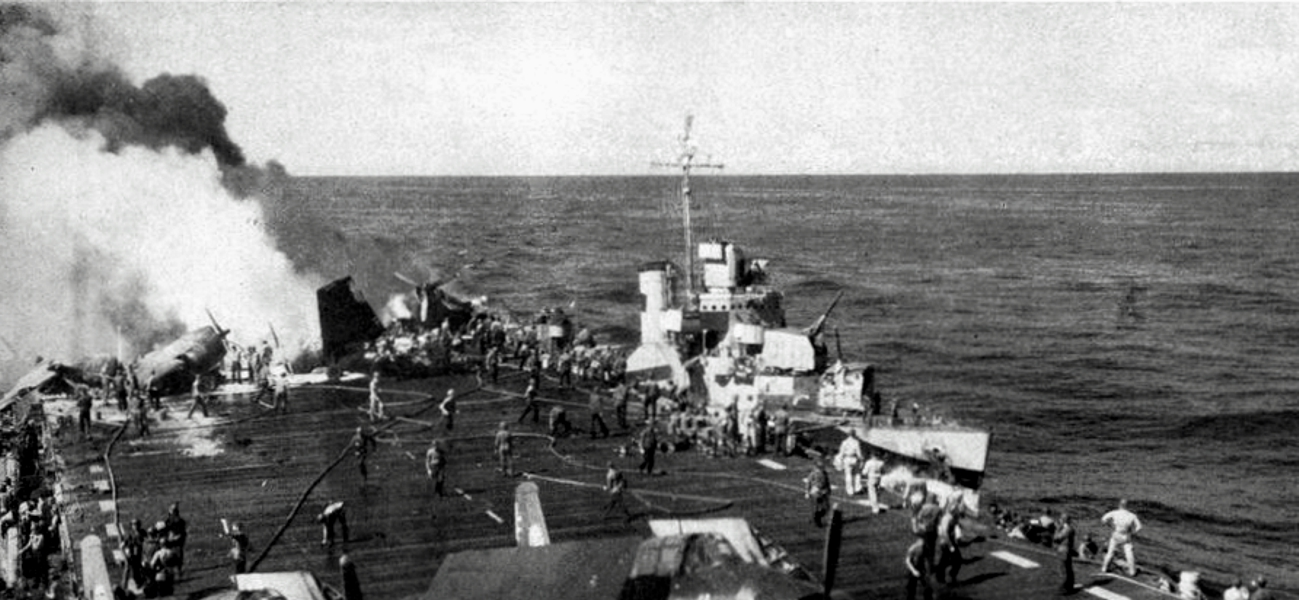
火災はその後も燃え広がり、飛行甲板上の艦載機は手前の1機以外は全て炎上した

### 搭載爆弾

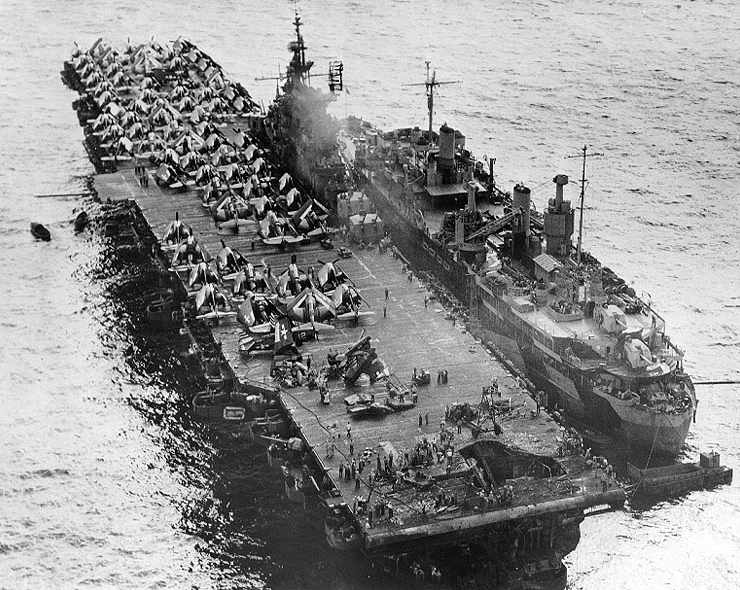
800キロ爆弾を搭載した銀河陸攻が突入して損傷した正規空母「ランドルフ」

日本海軍軍令部が想定していた特攻機の搭載爆弾別の威力は下記の通りであった。
| 特攻機と搭載爆弾 | 桜花 （炸薬量1300kg） | 800kg爆弾を搭載した特攻機 | 500kg爆弾を搭載した特攻機 | 250kg爆弾を搭載した特攻機 |
| ---------------- | --------------------- | ------------------------- | ------------------------- | ------------------------- |
| 威力点           | 5点                   | 3点                       | 2点                       | 1点                       |

|            | 正規空母                | 巡改（軽）空母          | 護衛空母       | 戦 艦   | 巡洋艦  |
| ---------- | ----------------------- | ----------------------- | -------------- | ------- | ------- |
| 所要弾薬   | 桜花1機と800kg特攻機1機 | 桜花1機と800kg特攻機1機 | 800kg特攻機1機 | 桜花2機 | 桜花1機 |
| 所要威力点 | 8点                     | 8点                     | 3点            | 10点    | 5点     |

これは想定であり、実戦で必ずしもこの通りになったわけではないが、正規空母や軽空母を撃沈するためには、250キロ爆弾を搭載した零戦が8機以上も命中する必要があると軍令部は想定しており、事実、巡洋艦以上の大型艦艇を撃沈することはできなかった。アメリカ軍も「45隻の艦船が沈没したが、その多くは駆逐艦だった。日本は大型艦を沈めたという膨張された主張に彼等自身だまされ、大型艦を沈めるにはより重量のある爆発弾頭が必要であるという技術者達の忠告を無視した」、「大型機を別にすれば、陸海軍機のすべては、威力不十分な爆弾を使用していた。連合軍の主力艦が自殺機によって、1隻も撃沈されなかった理由のひとつも、このあたりにあった」と総括し と特攻機に搭載された爆弾の威力不足を指摘していた。
搭載爆弾を大型化すれば、威力向上するのを日本軍も理解しさまざまな対策を講じたが、爆弾が大型化すればするほど特攻機の搭載重量は増え運動性は低下するため、飛行が困難になるばかりでなく敵の迎撃の好餌となってしまった。特に大重量爆弾を搭載できる双発機は、アメリカ軍の特攻対策マニュアル『Anti-Suicide Action Summary』にて「桜花母機及び、潜在的な母機となりうる双発機を最優先で攻撃すること。」と、特攻兵器桜花を警戒していたアメリカ軍から優先攻撃目標とされていたため、敵艦への接近が非常に困難になっていた。
これまでの戦訓により、大型爆弾を搭載した特攻機が敵の激烈な迎撃を突破することや、1隻の敵艦艇に多数の特攻機が命中するのが困難と認識した軍令部は、少数の特攻機の命中でも、大型艦に致命的打撃威力を発揮できる、画期的威力増大策の研究を行い、下記の検討を行っている。
1. 特攻攻撃により爆弾を敵艦船の水線下に確実に命中させる方法。
2. 特攻機突入時の撃速増大の方法、突撃時攻撃機の翼を切断し速力を急増し、敵の迎撃を局限すると共に撃速を増大させる（キ115の開発と増産）。
3. 成形炸薬弾頭であるV爆弾の実戦配備（成形炸薬弾頭とはモンロー/ノイマン効果を利用した弾頭）。
4. 液体酸素、過酸化水素、黄燐等の炸裂威力助成剤を搭載し爆発威力を増大させる
5. 旧型魚雷に過酸化水素を充填し代用爆弾とする。

終戦までに具体化したものはなく、「中央当局の努力にもかかわらず終戦までに具体的に搭乗員の崇高なる特攻精神にふさわしい威力を具備した特攻機は出現しなかった。」と総括されている。
艦艇を撃沈するためには、魚雷により喫水線下を攻撃するのが最も効果的であったが、特攻を開始した大戦末期には、魚雷を抱いて、強力な敵戦闘機の防御網を突破して、敵艦に肉薄して雷撃を行うことができる熟練搭乗員は極度に不足しており、その代わりとして高い命中率が期待できる零戦による特攻が企画された。爆弾を搭載しての特攻は雷撃に対して威力が相当に劣るため、突入方法や敵艦艇の突入目標箇所などの研究が行われている。

### 使用機種

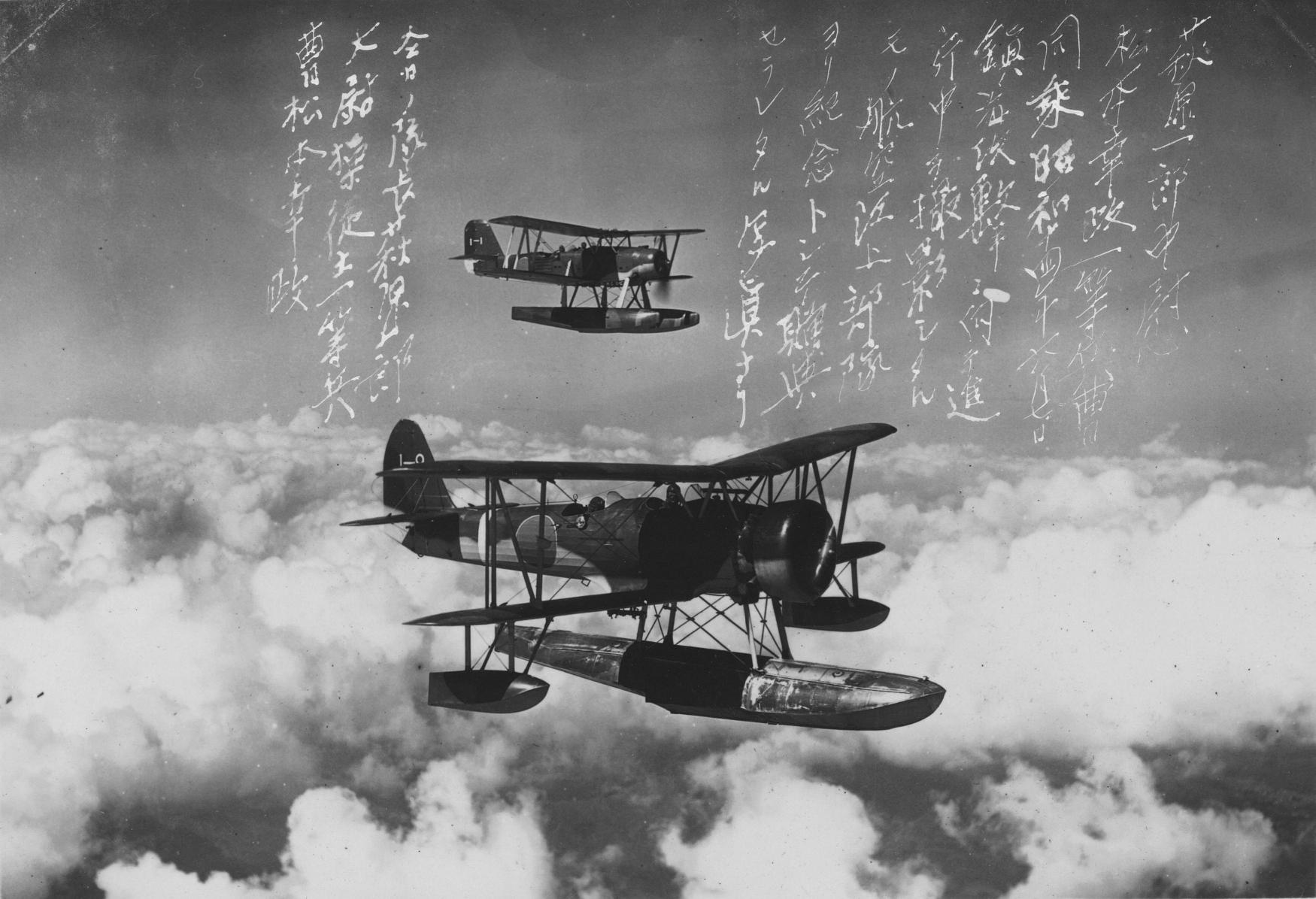
手前九五式水上偵察機、奥九四式水上偵察機。こうした水上偵察機も特攻に投入された。

戦闘機以外では、日本海軍における作戦機のほぼ全機種が特攻に投入された。以下、沖縄戦における投入機数と損失機数の一覧である。
戦闘機
- 零式艦上戦闘機 - 沖縄戦特攻出撃延機数：602機、内未帰還：320機

爆撃機・攻撃機
- 九六式艦上爆撃機 - 沖縄戦特攻出撃延機数：12機、内未帰還：10機
- 九九式艦上爆撃機 - 沖縄戦特攻出撃延機数：135機、内未帰還：105機
- 艦上爆撃機「彗星」 - 沖縄戦特攻出撃延機数：251機、内未帰還：140機
- 九七式艦上攻撃機 - 沖縄戦特攻出撃延機数：95機、内未帰還：73機
- 艦上攻撃機「流星」 - 沖縄戦・本土近海特攻出撃延機数：21機。内未帰還：13機
- 艦上攻撃機「天山」 - 沖縄戦特攻出撃延機数：39機、内未帰還：28機
- 陸上爆撃機「銀河」 - 沖縄戦特攻出撃延機数：155機、内未帰還：78機
- 一式陸上攻撃機 - 沖縄戦特攻出撃延機数：78機、内未帰還：52機。全て桜花母機としての出撃

練習機
- 白菊 - 沖縄戦特攻出撃延機数：115機、内未帰還：56機
- 九三式中間練習機 - 沖縄戦特攻出撃延機数：11機、内未帰還：7機

偵察機
- 零式水上偵察機 - 沖縄戦特攻出撃延機数：水偵合計75機、内未帰還：39機

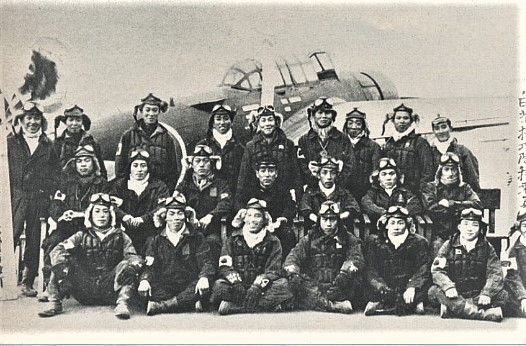
練習機「白菊」で編成された、神風特別攻撃隊徳島白菊隊の特攻隊員

上記の通り、大戦末期にはそれまでの戦闘による消耗や、本土決戦準備のための戦力温存策によって、特攻に投入できる機体が枯渇しており、練習機や水上偵察機も特攻に投入された。九三式中間練習機、二式中間練習機、九五式水上偵察機、零式観測機、零式練習戦闘機は、250キロ爆弾1発。機上作業練習機「白菊」、九四式水上偵察機、零式水上偵察機は、250キロ爆弾2発を搭載して特攻に出撃した。
菊水七号作戦中の1945年（昭和20年）5月24日の夜間に初の白菊特攻隊、第一次白菊隊14機が串良の航空基地から出撃した。故障や不時着の3機を除き11機が未帰還となったが、一部が敵艦隊に到達している。沖縄戦で特攻を指揮した第5航空艦隊司令部はアメリカ軍の無電を傍受しており、「時速160km - 170kmの日本軍機に追尾されている。」というアメリカ軍の駆逐艦の無電を聞いた一人の幕僚が、「駆逐艦の方がのろい白菊を追いかけているんだろう。」と笑う有様で、第5航空艦隊司令官宇垣纏中将も「夜間は兎も角昼間敵戦闘機に会して一たまりもなき情なき事なり（中略）数あれど之に大なる期待はかけ難し。」と白菊特攻について厳しい評価を下し、夜間や明け方に限定して投入することとしている
しかし、軍による低い期待とは裏腹に練習機や偵察機の特攻は戦果を挙げており、アメリカ軍側の記録により確認できる戦果だけでも、1945年5月4日には、九四式水上偵察機がF4Uコルセアの迎撃を巧みにかわすと、駆逐艦「モリソン」の航跡の上に一旦着水、航跡の上を滑走しながらモリソンを追尾し、離水するとそのまま超低空で砲塔に突入して火薬庫を誘爆させた。モリソンは8分間で轟沈し 死傷者255名にも上り、無事だったのは、誘爆で海中に投げ出された71名に過ぎなかった。
1945年5月27日の海軍記念日に出撃させる特攻機が枯渇していた海軍は、やむなく白菊を出撃させた。この日、鹿屋基地に第五航空艦隊司令部付将校として配属されていた野原一夫少尉は、通信室でアメリカ軍の無電を傍受していたが、やがてアメリカ軍駆逐艦や警備艇が「海面すれすれの、30ｍぐらいの低空に奇妙な物体がいくつか見える」「飛行機にしてはあまりにスピードがスローである。何だろう、爆音が聞こえてきた。やはり飛行機かもしれない」「太った雌鶏が空を飛んでいる。あれはボギー（敵機）だ」「ボギーにしてはスピードが遅すぎる、先日も飛んできた。ボギーに間違いない」という無電を発したのを聞いている。この白菊隊は、雨雲を抜けると駆逐艦「ドレクスラー」に突入した。「ドレクスラー」乗組員からは、接近してくる白菊は時代遅れの練習機には見えず、操縦しているのも、経験を十分積んだ熟練パイロットのように見えたという。白菊のうち1機は、「ドレクスラー」の艦後部に突入してボイラー室と機械室を破壊し、航行不能に陥らせた。
このとき「ドレクスラー」が発したと思われる「甲板上大火災」「至急救援たのむ」という無電を傍受した通信室の野原ら将校は「突っ込んだんだ、白菊が。白菊だ。やったぞ」と歓喜している。この後、「ドレクスラー」にはもう1機の白菊も突入し、たちまち転覆して沈没した。あまりに沈没が早かったため、乗組員158名が死亡、艦長を含む52名が負傷した。その後も、1945年6月21日に輸送駆逐艦（高速輸送艦）「バリー」とLSM-1級中型揚陸艦「LSM-59」の合計3隻を撃沈し、1945年（昭和20年）5月29日に駆逐艦「シュブリック (駆逐艦)」、1945年（昭和20年）6月21日に中型揚陸艦LSM-213の2隻を大破させ、その後、両艦は修理が断念されて、スクラップとなった。
終戦直前の7月29日に93式中間練習機7機で編成された「第3龍虎隊」が宮古島から出撃、「第3龍虎隊」は2日にわたってレーダーピケット艦を攻撃し、突入した7機で駆逐艦の「キャラハン」を撃沈し、「カッシン・ヤング」を大破させて、「プリチェット (駆逐艦)」と「ホラス・A・バス (輸送駆逐艦)」を損傷させた。この4艦で74名の戦死者と133名の負傷者が生じた。
わずか7機の93式中間練習機に痛撃を被ったアメリカ軍は、練習機での特攻を脅威と認識、効果が大きかった要因を以下のように分析し、高速の新鋭機による特攻と同等以上の警戒を呼び掛けている。
- 木製や布製でありレーダーで探知できる距離が短い。
- 近接信管が作動しにくい（通常の機体なら半径100フィート（約30m）で作動するが、93式中間練習機では30フィート（約9m）でしか作動しない）。
- 対空火器のMk.IV20mm機関砲は、エンジンやタンクといった金属部分に命中しないと信管が作動せずに貫通してしまい効果が薄い。ただし、ボフォース 40mm機関砲は木造部分や羽布張り部分でも有効であった。
- 非常に機動性が高く、巧みに操縦されていた。

アメリカ側は練習機や水上偵察機や九九式艦上爆撃機の様に、通常攻撃ではアメリカ軍艦艇に打撃を与えることが不可能となっていた、低速機、複葉機、旧式機などが、特攻では戦果を挙げていることを見て「特攻は、複葉機や九九式艦上爆撃機のような固定脚の時代遅れの航空機でも作戦に使用できるという付随的な利点があった」と評価している。

## 特攻隊員

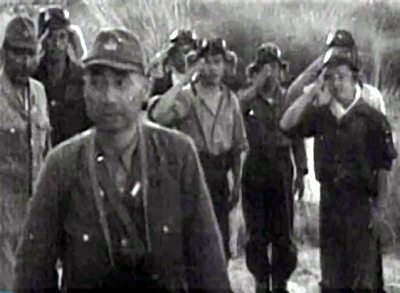
大西瀧治郎中将に敬礼する関行男大尉ら神風特攻隊員

### 特攻隊員の選抜
特攻隊員の選抜については、大西が軍令部に航空特攻の開始を進言した際に総長の及川より「あくまでも本人の自由意志に基づいてやってください。決して命令はしてくださるな」と念を押されたように、原則は本人の志願に基づくものとされていたとする意見もあるが、一方で、最初の神風特攻隊「敷島隊」の指揮官となった関の志願を命令に近い打診だったと考え、初めから志願者のみという原則は徹底されていなかったとする意見もある。志願にあたっては「親一人、子一人の者」「長男」「妻子のある者」を除外することとしていたが、これも徹底はされていなかった。
桜花搭乗員の募集は、フィリピンで特攻が開始される前の1944年8月中旬から始まっており、海軍省の人事局長と教育部長による連名で、後顧の憂いのないものから募集するという方針が出されている。台南海軍航空隊では、司令の高橋俊策大佐より、搭乗員に対して「戦局は憂うべき状況にあり、中央でとても効果が高い航空機が開発されているが、それは死を覚悟した攻撃である」との説明があり、「確実に命を落とすが、現状打破にはこの方法しかない、海軍としてはやむを得ない選択であり志願を募る」と告げた。ただし妻帯者、一人っ子、長男はその中から除外された。3日間の猶予を与えられたが、海軍飛行予備学生第13期の鈴木英男大尉は「自分の命を引き換えに日本が壊滅的な状況になる前に、有利な講和交渉に持ち込めたら」「我々の時代は大学に進学するのはエリートであり、将来的に国のために尽くしてくれると、世間の人たちから大事にしてもらってきた厚意に報いたい」という気持ちで志願している。
関らの成功により特攻志願者は増えたが、フィリピン戦の時点では選抜は原則志願を徹底するように慎重に行われていた。敷島隊の突入の10日足らずのちの1944年11月3日に元山海軍航空隊で特攻の志願者を募ったが、その際司令の藤原喜代間少将は「熟慮のうえで志願するように」と伝え、志願者が司令官公室に出向いてくると「後顧の憂いはないのか」と再度念を押している。志願者が意志を曲げない場合でも「君の希望を中央に連絡する」と即答を避けた。それでも選抜されない場合もあり、海軍飛行予備学生第13期の土方敏夫少尉の場合は、3回志願したがついに選抜されることはなかった。
一航艦参謀だった猪口力平によれば、アメリカ軍が沖縄まで侵攻し、菊水作戦で特攻がより大規模になると様相は変わり、一時の感情にかられて志願する者や、また周囲の雰囲気に流されて、同調圧力で志願する者も多くなったという。高知海軍航空隊は練習機白菊による搭乗員訓練の航空隊であったが、戦局も差し迫った1944年末に横須賀鎮守府より特攻隊編成の訓示があり、航空隊司令加藤秀吉大佐から各員に「特別攻撃隊を編成するから、志願する者は分隊長に申し出るように」との指示があった。各人の意志に委ねられた形式で積極的に志願した者が多かったが、中には、搭乗員である以上は勇ましい志願をせざるを得ず、やむなく志願した者もいたという。筑波海軍航空隊では海軍飛行予備学生の訓練生に志願が呼びかけられたが、特攻に志願しないと飛行機に搭乗することができず、防空壕掘りか、代用燃料の松根油の材料であった松の根掘りに回されるという噂が立ち、自尊心から特攻を志願した者もいた。
また、形式的な志願もない特攻出撃を命令されることもあった。指揮官の美濃部正少佐が戦後になって、自分は特攻を拒否したと主張している夜間戦闘機隊の芙蓉部隊において、1945年2月17日、ジャンボリー作戦で日本本土を攻撃してきた第58任務部隊に対して、美濃部がかねてより温めてきた「黎明（）に銃爆撃特攻隊を準備し、最後は人機諸共に（空母の飛行）甲板上に滑り込み発進準備中の甲板上の飛行機を掃き落とす」 という対機動部隊特攻戦術で攻撃するべく、美濃部は出撃する搭乗員らに「空母を見つけたら飛行甲板に滑り込め」や「機動部隊を見たらそのままぶち当たれ」と命じて、別れの盃（別盃）を交わしているが。この日出撃した河原政則少尉の記憶では、指揮所に行くと志願をしてもないのに自分の名前が出撃者名簿に記載されていたという。美濃部は別盃が並んだテーブルを前に、河原ら特攻出撃者の一人一人と握手を交わしたが、出撃した特攻機は敵艦隊を発見できずに引き返した。同様な別杯をかわしての特攻出撃命令は、沖縄戦中の5月25日にも出されている。美濃部は「特攻は戦機に乗じ臨機必死隊を出すべきものにして常用するは戦闘の邪道なり」と考えており、自分が戦機と判断した場合は、むしろ特攻には積極姿勢であった。
航空隊全体が特攻を命じられることもあり、第二〇五海軍航空隊については103名の搭乗員全員が、「特攻大義隊員を命ず」との辞令で特攻隊員に選抜されている。沖縄戦で特攻機の護衛や要撃任務に就いていた第二〇三海軍航空隊戦闘303飛行隊に対しても「特攻隊員を〇人出せ」というような命令が来たが、飛行長の岡嶋清熊少佐が「戦闘機乗りというものは最後の最後まで敵と戦い、これを撃ち落として帰ってくるのが本来の使命、敵と戦うのが戦闘機乗りの本望なのであって、爆弾抱いて突っ込むなどという戦法は邪道だ」という信念で、容易にはその命令に従わなかった。しかし、特攻が開始された直後のフィリピン戦においては、1944年10月29日に岡嶋が全搭乗員32名を整列させて特攻志願者を募り、全員が志願したためその中から3名を選抜している。
民間航空機搭乗員を希望して乙種海軍飛行予科練習生第18期生として土浦海軍航空隊に入隊した桑原敬一は、ある日、講堂に集合させられ、参謀より「戦局悪化により特攻隊編成を余儀なくされたので、諸君らの意思を確認したい。各人に用紙を渡すから明日までに特攻志願する場合は所属部隊名と氏名を用紙に書き、志望しない場合は白紙で出すように」と言われた。各隊員は来るべきものが来たという気持ちで、複雑な心境ながら翌日に大多数は志願したが、白紙で提出した隊員も少なくなかった。しかし後日の参謀からの言葉は「諸君の意思は全員熱望であり、ただの一人の白紙もなかった」という意外なものであった。その言葉を聞いた桑原は憤りで頭にカアッと血が上ったと言う。桑原はこの自分の体験により、末期の特攻志願は似たような志願の強制事例が横行していたと考えていた。
終戦後に、米国戦略爆撃調査団は特攻に対して詳細な調査を行ったが、海軍兵学校卒の現役士官4名、学徒出陣の海軍飛行予備学生2名に対して、特攻の志願について事情聴取を行っている。アメリカ軍調査官ヘラー准将の「特攻は強制であったか、志願であったか?」との質問に対して、兵学校出身の現役士官は「全て志願であった、しかしフィリピンでは戦況によって部隊全部が特攻出撃したこともある」「内地で募集した際も殆（）ど全員が熱望し、中には夜中に学生から何度も起こされて自分を第一番にしてもらいたいと言われたこともある。また一人息子だから対象者から外したら、母親から息子を特攻隊員にしてほしいとの嘆願書が来たこともあった」と答えている。また海軍飛行予備学生の2名も「学徒出陣の我々は軍人精神を体得した者とは言えないが、一般人として戦況を痛感し、特攻が最も有効な攻撃法と信じた。我々が身を捧げる事により、日本の必勝を信じ、後輩がよりよい学問を成し得るようにと考えて志願した」と答えている。この事情聴取によって、当初は「アメリカの青年には到底理解できない。生還の道を講ずることなく、国家や天皇の為に自殺しようとする考え方は考える事ができない」と言っていたヘラー准将も、最後には「特攻隊の精神力をやや理解できた。君らのいう事は理に適っており、アメリカ人にも理解できると思う」と話している。
多数の特攻隊指揮官から隊員の生存者まで尋問した米国戦略爆撃調査団の出した結論は「入手した大量の証拠や口述書によって大多数の日本軍のパイロットが自殺航空任務に、すすんで志願した事は極めて明らかである。機体にパイロットがしばりつけられていたという話 は実際にそういうことが起きたとしても、一度だけだったであろう。また、戦争最後の数週間前までに、もっとも熱心なパイロットは消耗されつくしたか、あるいは出撃を待っている状態だった事も明らかである。陸海軍両軍とも、新米で訓練不足のパイロットを自殺部隊に割り当てる、つまり志願者を徴集する段階に到達していた。」と原則志願制でありながら、それが既に限界に達していたと分析している。

### 特攻隊員の待遇

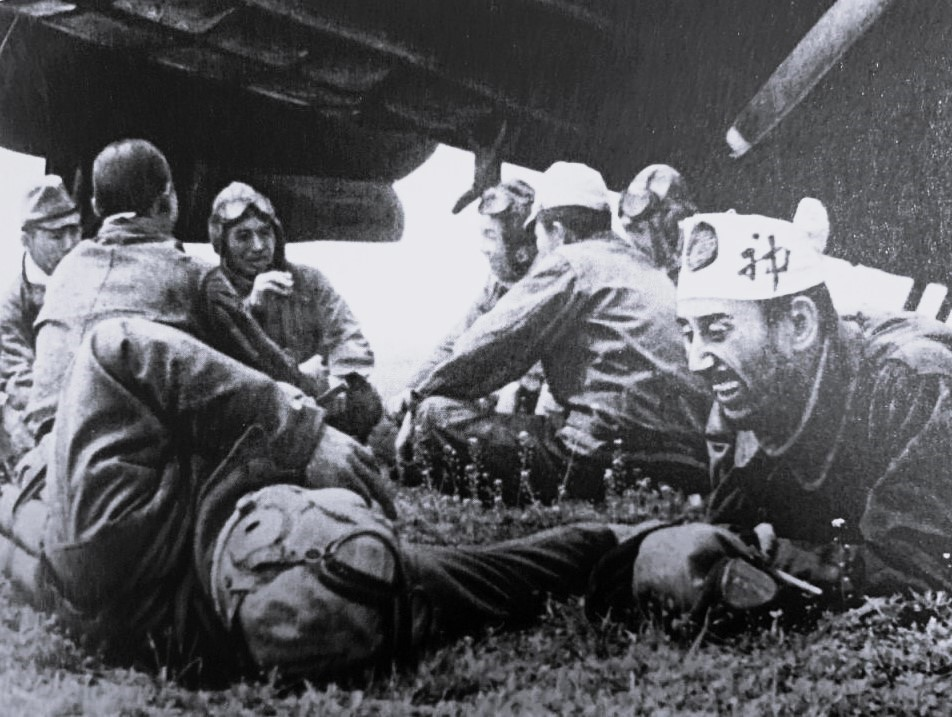
出撃前に談笑する特攻隊員

フィリピンの戦いで神風特別攻撃隊が編成された当初は、創設者の第一航空艦隊司令長官大西によって、隊員に対しては厳格な対応を行っていた。各部隊から原則は志願により選抜された特攻要員が予定戦力となり、特攻配置の部隊、あるいはそれに準じる部隊に移動して、出撃が決まると隊名が付されて特攻隊員となり、特攻隊が編成された。特攻隊員と一般の兵士は明確に区別され、特攻隊員をその他の兵士らが宴会に招いたりするなどの、特別待遇は厳禁とされ、また、正式な特攻隊として編成されたもの以外の勝手な体当たり攻撃も厳禁された。大西が特攻隊員を厳格に扱ったのは、主に特攻隊員の心構えの厳粛化を目的としたものであった。そして、特攻により戦死した搭乗員は、特別進級（特進） の栄誉を受けることが原則であった。
しかし、司令官の厳格な方針に対して、現場指揮官であった第二〇一海軍航空隊副長玉井浅一中佐は特攻隊員を気の毒に思って、懇意にしていた海軍報道班員の小野田政に対して「報道班員、うちの特攻隊員を慰めてやってくれんか」と内々に要請している。小野田も特攻隊員を玉井と同様に思って、毎晩のように同盟通信社の社用車にラム酒を満載して特攻隊員が宿泊している兵舎を訪れると、出撃が命じられた特攻隊員に振る舞い、またこの世の思い出に女性との性交を望んでいる特攻隊員がいれば、マニラ市内にあった慰安所に連れていってる。小野田は懇意にしていた玉井からの依頼であったのに加えて、出撃直前に取材した関行男中佐（戦死後二階級特進）の「ぼく（関）は短い人生だったが、とにかく幸福だった。しかし若い搭乗員はエスプレイ（芸者遊び）もしなければ、女も知らないで死んでいく……」という言葉が強く印象に残っており、死にゆく特攻隊員に対して、できることをなんでもしてあげようという想いにかられての行動であった。
一方で、大西と同様にフィリピンの戦いで万朶隊などの陸軍特別攻撃隊（と号部隊）を指揮した第4航空軍司令官富永恭次中将は、自分は下戸で、好んで飲酒をすることはなかったのにもかかわらず、頻繁に陸軍の特攻隊員を軍司令官官舎に招待し、特別の献立を用意して酒席を設けていた。その献立のなかには南方ならではのバナナ、パパイヤ、ヤシといった果実もふんだんにあり、食べ過ぎた特攻隊員に「甘い物はもう見るのも嫌」と言わせてみたり、さらには南方最前線では珍しい刺身をわざわざ供するなど、豪華なメニューで特攻隊員を特別に歓待していたのとは対照的であった。当時のフィリピンでは、連合軍が迫って海上輸送路が危機に瀕しており、食糧事情が悪くなって大西や富永といった司令長官クラスでも、毎日の食事は白米に薄いサツマイモを並べたものや、単に白米と芋を混ぜ合わせたかて飯という粗末なものになっており、海軍が特攻隊員を特別待遇できない現実的な理由もあったが、陸軍の富永はそれにもかかわらず、特攻隊員を特別待遇していたことになる。
戦場が日本本土近郊に迫り、特攻隊員が日本本土の基地から出撃するようになると、待遇もかなり改善されている。出撃前には白布に包まれたお膳が出されることもあったが、そのお膳は白く四角の形をしており、中には尾かしら付の鯛と赤飯と栗金団が入っていて二合瓶の日本酒もそえられてあったという。この特攻隊員への出撃前のお膳は、1945年の元旦に宮中恒例の晴れの御膳で昭和天皇にも饗された。侍従武官から「連日のごとく出撃している特攻隊員に対し、その壮途にはなむけて出す料理でございます」という説明を聞いた昭和天皇は長い間何も言わずそのお膳を見つめていたが、手をつけることはなくそのまま侍従武官に下げた。下げられた武官たちはこのお膳を見せられた昭和天皇の胸の内を察して胸がつまる思いになったという。また、沖縄に連合軍が侵攻してきて菊水作戦が開始されると出撃前の食事はさらに豪勢になり、何段も重なった豪華な幕の内弁当やデザートのゼリーの他に、酒もワイン、ウィスキーの角瓶などが準備され、沢の鶴の樽酒も軍司令官から届けられた。また皇室からは菊の御紋入りのタバコも支給された。しかし、そのような豪勢な食事でも喉を通らず、ただ酒をあおる特攻隊員も多かったという。
普段の食事についても、物資は優先的に供給され、食事や酒には全く事欠かず、白米、肉、魚など特別メニューが与えられ、土曜日には海軍カレーも出されていた。鹿児島県囎唹郡月野村と岩川町（現・曽於市）にあった特攻秘匿飛行場岩川基地に配置されていた、西条海軍航空隊分遣隊の白菊特攻隊と、夜間戦闘機隊ながら、硫黄島の戦いや沖縄戦で特攻出撃を繰り返していた芙蓉部隊の食事は極めて豪勢なもので、牛肉の大和煮、紅鮭、サンマ、イカ、ニンジン、ゴボウなどの罐詰やコーヒーや紅茶といった嗜好品の他に、当時の日本では贅沢品であったコンビーフも大量にあった。また、豊富な軍の支給食料以外でも、農地のなかにあった岩川基地には、周囲の農家から大量の農産品の差し入れがあり、差し入れ品のなかには、当時貴重であった鶏卵の他に、牛一頭という豪快な差し入れもあり、ステーキにして食べていた。しかし、岩川は土地柄で酒類が芋焼酎しかなく、匂いになれない隊員からは不満も出ていた。飲酒については比較的自由で、出撃前に大宴会を開いて深酒して二日酔いの状態で出撃することもあったという。また、芙蓉部隊は、菊水七号作戦で日本陸海軍が空挺特攻隊義烈空挺隊まで投入して、アメリカ軍飛行場や艦船を総攻撃していたときに、指揮官の美濃部の提案で蛍狩りをしながら酒宴を楽しんでいたこともあった。
普段の生活でも、特攻隊員は他の部隊の兵士と比較すると自由が与えられていた。出撃までは、航空機の操縦訓練やアメリカ艦艇のシルエットを見て艦名を覚えるなどの座学で過ごしていたが、自由時間も多く、はバレーボールや野球といったスポーツも盛んに行っていた。休暇も与えられ、みんなで映画を観に行ったり、遠くの親戚を訪ねる隊員もいた。また、軍の後援者が自宅を隊員に開放しており（海軍は下宿やクラブと呼んでいた）後援者の家で御馳走になったりして自由に休日を楽しんでいた。休暇は連続して取得することもでき、実家に帰ることも許されていた。
兵舎内の生活も自由で、特攻隊員は思い思いに麻雀や花札、ときにはコックリさんで自分の出撃日を占うなど自由気ままに過ごしていた。外出も自由であり、しばしば外出をして他の特攻隊員と共に深夜まで、小料理屋で宴会を開いていた。兵舎内での飲酒も自由であったが、しかし自由が度を越して、一部の特攻隊員は白昼から泥酔し抜刀して暴れたり、婦女に強制性交を迫る者もいた。しかし、憲兵は航空隊参謀より、特攻隊員は明日なき命なのだから好きなことをさせよとの指示を受けており、そういった一部特攻隊員の素行不良を見て見ぬふりをしていたという。
特攻隊員に対して、出撃の恐怖を和らげるためとか、志願を強制するために、軍がヒロポン（メタンフェタミン）を利用していたという誤った主張がされることがあるが、この主張に対しては、日本軍の戦争犯罪研究の権威である歴史学者吉田裕が、「よく戦後の特攻隊に関する語りの中で、出撃の前に覚醒剤を打って死への恐怖感を和らげて出撃させたんだという語り・証言がたくさんあるんですけれども、これは正確ではないようです。覚醒剤を使っていたのは事実のようです。日本のパイロットは非常に酷使されていて（中略）疲労回復とか夜間の視力の増強ということで覚醒剤を大量に使っていて」と史実とは異なると指摘されている。
軍隊によるメタンフェタミンの使用は、第二次世界大戦に日本軍が参戦前の、1940年5月のナチス・ドイツのフランス侵攻でナチス・ドイツが大々的に使用しており。さらに航空作戦においても、バトルオブブリテンでドイツ空軍が、疲労回復と長時間の覚醒のためにパイロットに対してメタンフェタミン製剤「ぺルビチン」を大量に支給している。一方で連合国側では、同じ覚醒剤のアンフェタミンが広く利用され、特に長距離飛行が任務の爆撃機パイロットに愛用された。アメリカ軍では第二次世界大戦後も使用が継続され、湾岸戦争やアフガニスタン戦争でも広く使用されている。
このように、メタンフェタミンやアンフェタミンなどの覚醒剤は世界中の参戦国で、主に眠気覚ましや疲労回復のために使用されていたが、1941年12月8日に参戦した日本軍も他国に追随してメタンフェタミンの戦争利用を行った。特に同盟国ドイツ空軍での使用例を参考に、眠気覚ましとして、1943年には陸軍航空技術研究所がメタンフェタミン入りチョコレートを製作している。一方で海軍では、メタンフェタミン入りチョコレート製作の事実はなく、大東製薬工業（戦後に大東カカオに商号変更）がカフェイン入りチョコレート「居眠り防止食」を製造している。従って、一部のマスコミが「特攻隊の『覚醒剤チョコ』最後の食事だったのか」などと主張しているのは完全な事実誤認で、メタンフェタミン入りチョコレートは特攻が開始される1年前には製造が開始されていたため、特攻隊員専用の支給品ではありえない。
そもそも、日本においてメタンフェタミンによる精神刺激薬精神病が広く認識されたのは、戦後しばらく経過した後の覚醒剤乱用期以降であり、戦時中は政府により販売認可されていた薬品のひとつに過ぎなかったうえ、メタンフェタミン摂取による精神への影響はほとんど明らかになっていなかった。従って、戦時中のメタンフェタミンの使用について日本政府の公式見解は、「ヒロポン等につきましては、特別に製造許可をいたしました当時は、戦争中でありましたので、非常に疲労をいたしますのに対して、急激にこれを回復せしめるという必要がございましたものですから、さのような意味で特別な目的のため許したわけでございます」との厚生省薬務課長の覚醒剤の製造認可に関する国会での質疑応答の通り、「疲労回復」や「眠気解消」が目的であった。特攻とヒロポンについて調査のうえに出版された『ヒロポンと特攻--太平洋戦争の日本軍』という専門書においても、「ヒロポン入りチョコレート」を食べたという特攻隊員の証言や記録は見つからなかったとの記述がある。

### 戦死者
| 階級                       | 戦没者数 | 構成比率 |
| -------------------------- | -------- | -------- |
| 現役士官/将校              | 121名    | 4.8%     |
| 予備学生                   | 648名    | 25.6%    |
| 特務士官・准士官・下士官兵 | 1,762名  | 69.6%    |
| 合計                       | 2,531名  | 100%     |

| 階級                       | 1945年4月1日時点 | 構成比率 | 1945年7月1日時点 | 構成比率 |
| -------------------------- | ---------------- | -------- | ---------------- | -------- |
| 現役士官/将校              | 1,269名          | 5.3%     | 1,036名          | 4.7%     |
| 予備学生                   | 5,944名          | 25.0%    | 5,530名          | 24.8%    |
| 特務士官・准士官・下士官兵 | 16,616名         | 69.7%    | 15,711名         | 70.5%    |
| 合計                       | 23,829名         | 100%     | 22,277名         | 100%     |

「身内の、海軍兵学校卒のエリート士官を温存し、学生出身の予備士官や予科練出身の若い下士官兵ばかりが特攻に出された」という意見があるが、特攻戦没者数の海軍兵学校卒の現役士官、学徒出陣などで学生から採用された海軍予備学生、特務士官以下の構成率は、大戦末期の日本海軍全搭乗員の構成率とほぼ同じであり、単なる人数比に過ぎず、母数を無視してあたかも現役士官が優遇されていたように指摘するのは「軍隊＝身内をかばう悪しき組織」とした方が、特攻を批判するのに都合がいいからという意見もある。
|          | 飛行学生 | 飛行予備学生 |
| -------- | -------- | ------------ |
| 人員総数 | 1,945名  | 10,778名     |
| 戦没者   | 1,103名  | 2,464名      |
| 内特攻死 | 108名    | 652名        |
| 内殉職   | 142名    | 386名        |
| 戦没率   | 56.7%    | 22.9%        |

海軍兵学校卒の航空士官の戦没率は、海軍航空予備学生の航空士官の約2.5倍に達している。戦争の激化に伴い、士官の消耗が激しくなったことから、海軍兵学校も第55期 - 第65期までの100名 - 150名であった卒業生の任官を、大幅に増加させる必要に迫られた。第66期に219名と200名を突破したあとも年々増加し、第70期では432名、そして終戦直前の1945年3月に卒業した第74期は1,024名の大量任官となった。しかし、海軍兵学校の現役士官の戦没率は非常に高く、海兵第68期卒業生288名の内191名が戦死し戦没率66.32%、海兵第69期卒業生343名中222名戦死し戦没率64.72%、第70期は433名中287名戦死し戦没率66.28%、第71期は581名中329名の56.6%、第72期は625名中の337名の53.9%と高水準となっており 、特に、航空士官の死亡率が高く、例えば1939年に卒業した第67期は全体では248名の同期生の戦没率は64.5%であったが、そのうち86名の航空士官に限れば66名戦没で戦没率76.6%、特に戦闘機に搭乗した士官は16名のうちで生存者はたった1名、艦爆搭乗の士官の13名に至っては全員戦没している。
海軍兵学校卒の航空士官の補充が到底追いつかなくなった海軍は、海軍飛行予備学生を大量に航空士官として採用せざるを得ず、1943年9月に従来の、大学・旧制高等学校・旧制専門学校卒業見込生という基準を緩和して、旧制師範学校の卒業見込生も有資格者とした。飛行予備学生の人気は高く、50,000名以上の志願者があったが、そのうち約1割の4,726名が選抜されて第13期生として採用された。第13期生は10か月という促成訓練で最前線に送られ、特攻が開始される前に1,607名がすでに戦死している。その後も飛行予備学生は、終戦まで第14期、第一期予備生徒と大量に採用され、沖縄戦開始時点の4月1日時点で、日本海軍の航空士官で海軍飛行予備学生の士官が占める割合は82.4%にも達していた。海軍省に対し、ある航空隊の司令官が「今や、私の航空隊の搭乗員の主力は、第13期予備学生の出身者で占められている。彼らなしでは戦えない。彼らを大量にされたことはまことに有意義なことであった」と報告した通り、日本海軍航空士官の主力は、学徒の海軍飛行予備学生の士官と言っても過言ではない状況となっていたが、それでも、飛行予備学生の大量採用に踏み切った以降の卒業生となる13期、14期、予備生徒1期で合計8,673名中戦没者は2,192名、戦没率25.2%と飛行予備学生全体の戦没率より高めながら、海軍兵学校卒の航空士官の戦没率の半分以下であった
しかし、筑波海軍航空隊のように、海軍兵学校卒の航空士官の教官多数が所属していたのに、特攻隊を編成するにあたって、一人も海軍兵学校卒の航空士官が特攻に志願しなかったこともあった。これは、訓練航空隊である筑波海軍航空隊は、戦闘機乗りは戦闘機で敵機と渡り合うのが任務という信念が強く、敵艦に体当たりするだけの特攻には反対という機運が航空隊全体に強かったためとする意見もあるが、筑波海軍航空隊で特攻志願して、第一筑波隊から第五筑波隊として選抜された64名の飛行予備学生の中には不思議に思うものもいたという。その後、沖縄戦の戦局が緊迫すると、2名の海軍兵学校卒の航空士官が特攻に志願して戦没している。筑波海軍航空隊の例のように「飛行予備学生出は海兵出の弾よけであった」など飛行予備学生が不満や不信を抱くことはあった。長岡高等工業学校（現・新潟大学）から飛行予備学生となった陰山慶一中尉は、当時を振り返って「われわれを立派な海鷲の士官として育ててくれた上官、教官には深く感謝し、ともに闘ってきたコレスの（海軍兵学校）72期、79期の飛行学生には、深い友情を覚える」と海軍兵学校卒の航空士官に対してわだかまりはないと述べる者もいる。

### 名称と発表

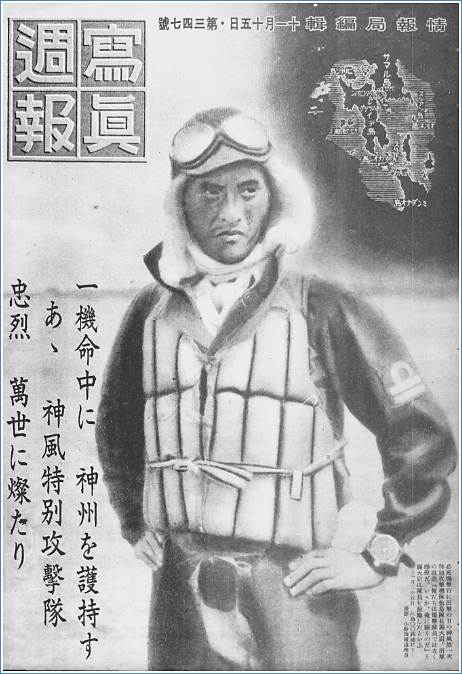
関行男大尉の特攻を報じる『写真週報』

「神風特別攻撃隊」の名称は、命名者の猪口力平中佐によれば、郷里の道場「神風（しんぷう）流」から取ったものである。猪口によれば、大西中将が特攻隊を提案した10月19日の晩、201空副長玉井浅一中佐と相談して「神風を吹かせなければならん」と言って決め、大西中将に採用されたものであるという
しかし、大西瀧治郎中将は特攻の戦果発表に関心を持っており、長官に内定した1944年10月5日には海軍報道班員に対して「活躍ぶりを内地に報道してほしい」と依頼していた。また、海軍省による発表の準備も進められており、現場の大西中将に発表方法を相談するために、軍令部から大海機密第261917番電「神風攻撃隊、発表ハ全軍ノ士気昂揚並ニ国民戦意ノ振作ニ重大ノ関係アル処。各隊攻撃実施ノ都度、純忠ノ至誠ニ報ヒ攻撃隊名（敷島隊、朝日隊等）ヲモ伴セ適当ノ時期ニ発表ノコトニ取計ヒタキ処、貴見至急承知致度」（1944年10月13日起案、10月26日発信）が打電された。13日に起案された電文に「神風攻撃隊」という名前が記載されているので、大西が東京を出発する前に中央と名前を打ち合わせていたとも言われる。電文の発信は軍令部第一部長中沢佑少将、起案は軍令部航空部員源田実中佐が担当した。電文には海軍省の人事局主務者による「一航艦同意シ来レル場合ノ発表時機其ノ他二関シテハ省部更二研究ノコトト致シ度」という意見が付されている。特攻隊の編成命令を起案した門司親徳（大西の副官）によれば、起案日は誤記で23日ではないかという。源田は、日付は覚えていないが、神風特攻隊の名前はフィリピンに飛んだ際に大西から直接聞いたと証言している。この電文を特攻の指示、命名の指示と紹介する文献もあるが、現地で特攻の編成・命名が行われたのは20日であり、この電文が現地に発信されたのは26日であるため、この電文は特攻隊の編成や命名に影響を与えていない。
この神風特攻隊の発表は、1944年10月28日の「海軍省公表」で行われた。この公表は敷島隊の戦果だけであり、同じく特攻した菊水隊、大和隊の戦果が同時に発表されなかった。この神風特攻隊発表の筋書きは、講和推進派の海軍大臣米内光政大将と軍令部総長及川古志郎によるものであり、特攻のインパクトのために数より（海軍兵学校出身者による特攻という）質を重視した判断という指摘もある。また、1944年10月初旬から既に新聞・ラジオで「神風」という言葉が頻出するようになっていた。国民が神風特攻隊を知ったのは1944年10月29日の新聞各紙による海軍省公表、特攻第一号・関中佐の記事が最初だった。海軍省公表とともに詳しい記事が各紙で掲載された。

## 連合軍による評価

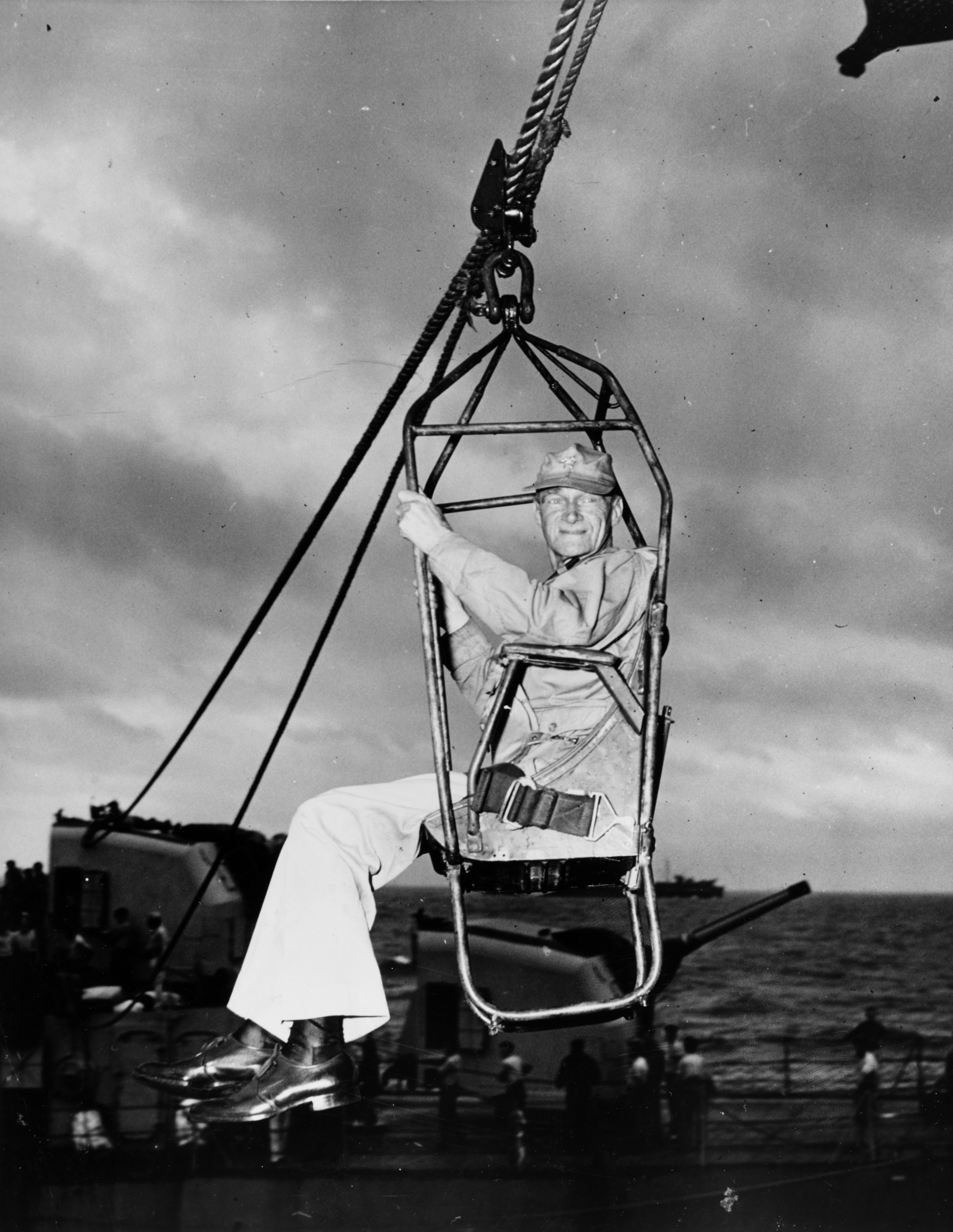
旗艦の正規空母「バンカーヒル」と正規空母「エンタープライズ」が続けて特攻で大破したため、3隻目の旗艦となる正規空母「ランドルフ」に移動する第58任務部隊司令マーク・ミッチャー中将。

神風特別攻撃隊が編成されるまでの日本軍航空部隊は質・量ともに連合軍に圧倒されており、その評価も非常に低いものとなっていた。アメリカ軍公式の評価では「1944年夏までには日本軍は何処においてもアメリカ空軍に太刀打ちできないということが、日本空軍司令官らにも明らかになっていた。彼等の損失は壊滅的であったが、その成し遂げた成果は取るに足らないものであった。」と酷評されていたが、特攻により連合軍艦隊が大損害を被ると、その評価は一転し、戦争の先行きに大きな不安を抱くようになった。その与えた衝撃の大きさからか、特攻に対しては、軍の公式報告や記録や、軍高官から最前線の将兵からアメリカ合衆国大統領に至るまで多くの評価がなされており、それを列挙する。